# 香港的士

香港的士站站牌

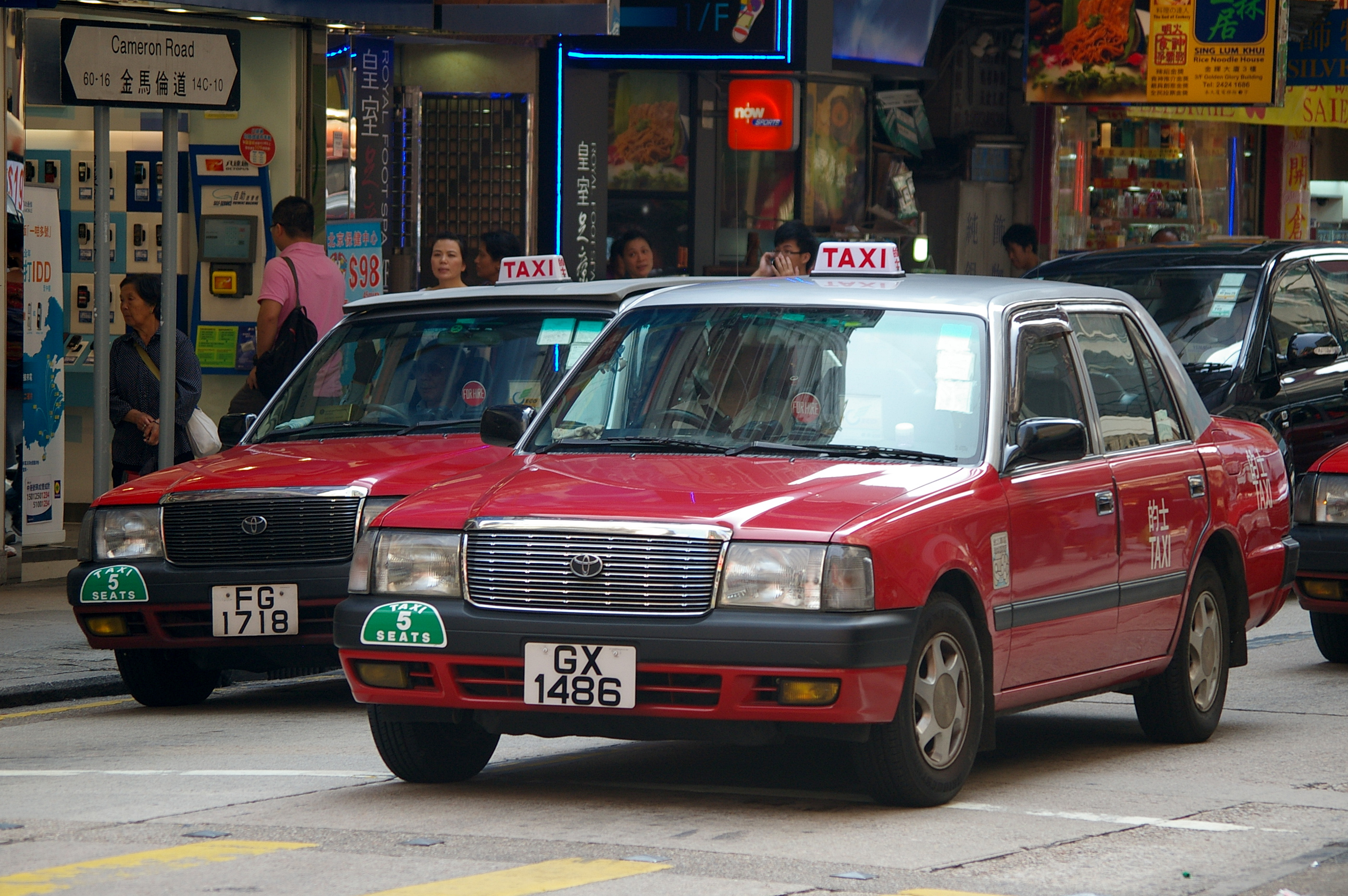
香港市區常見的豐田皇冠Comfort4座/5座的士

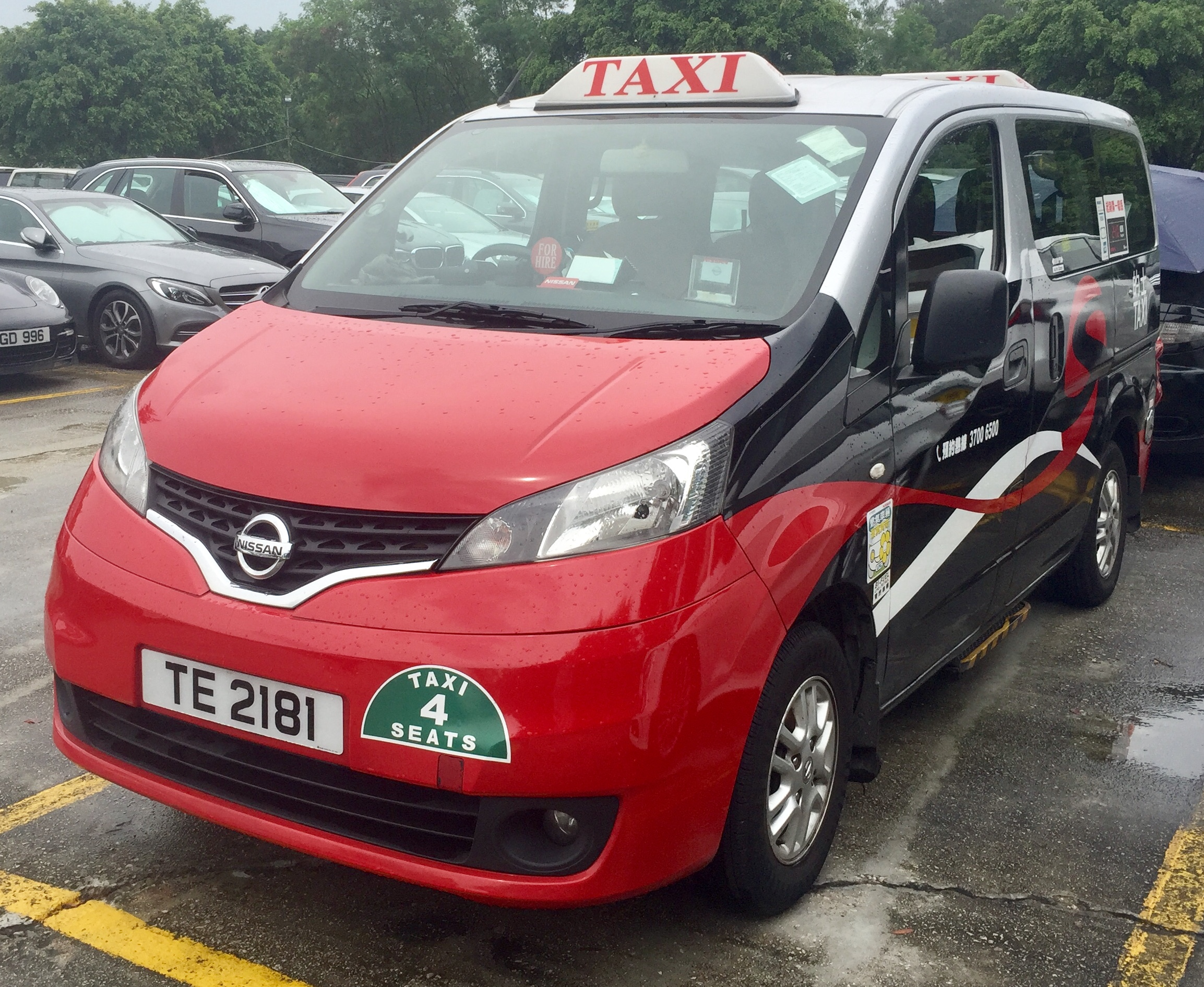
2015年引進香港市區的日產NV200採用特大車箱設計，內設免費Wi-Fi，USB充電服務，更備有輪椅上落斜板，幫助傷健人士

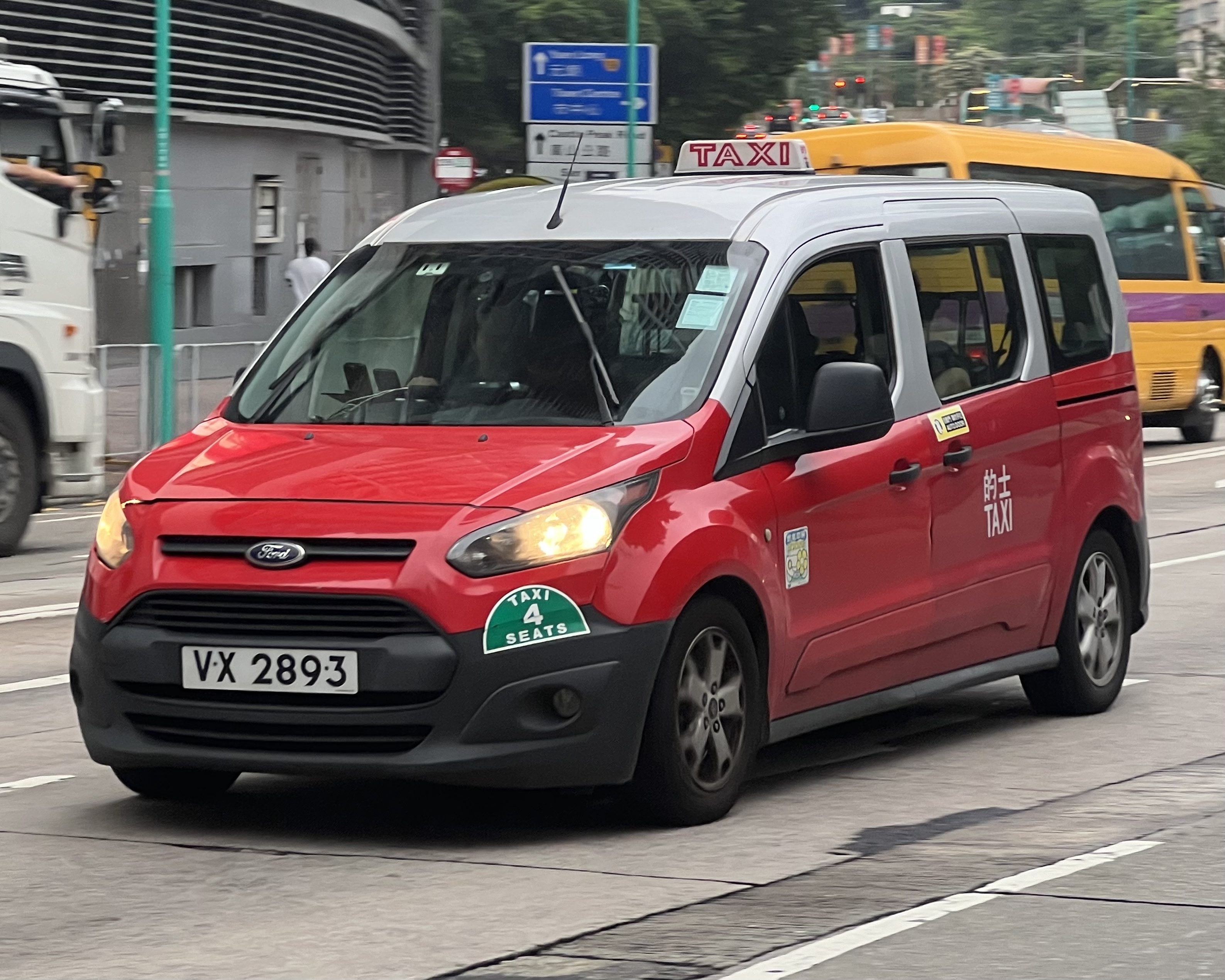
福特Transit Connect的士

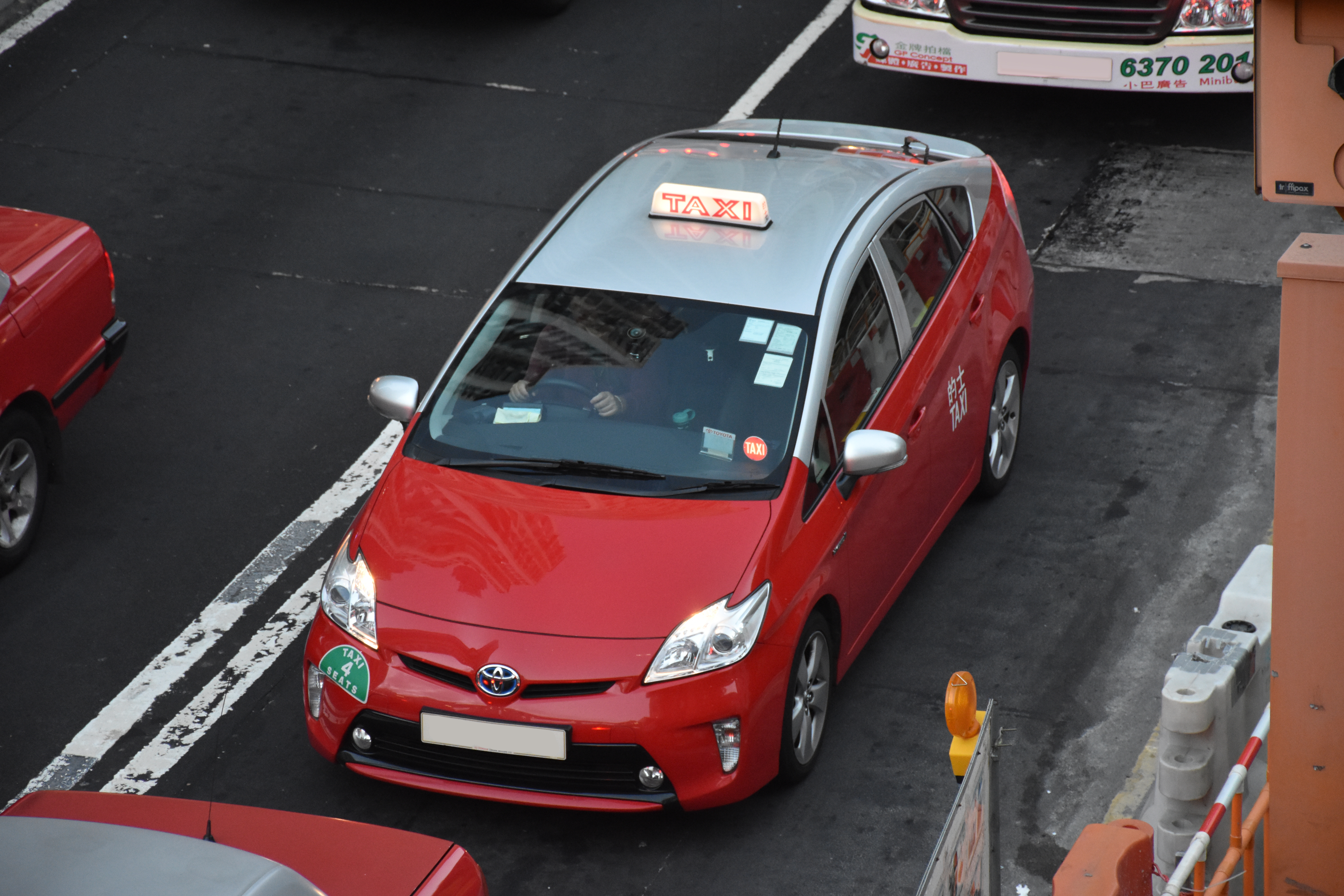
2012年引進的豐田Prius油電混合車的士，已全數退役

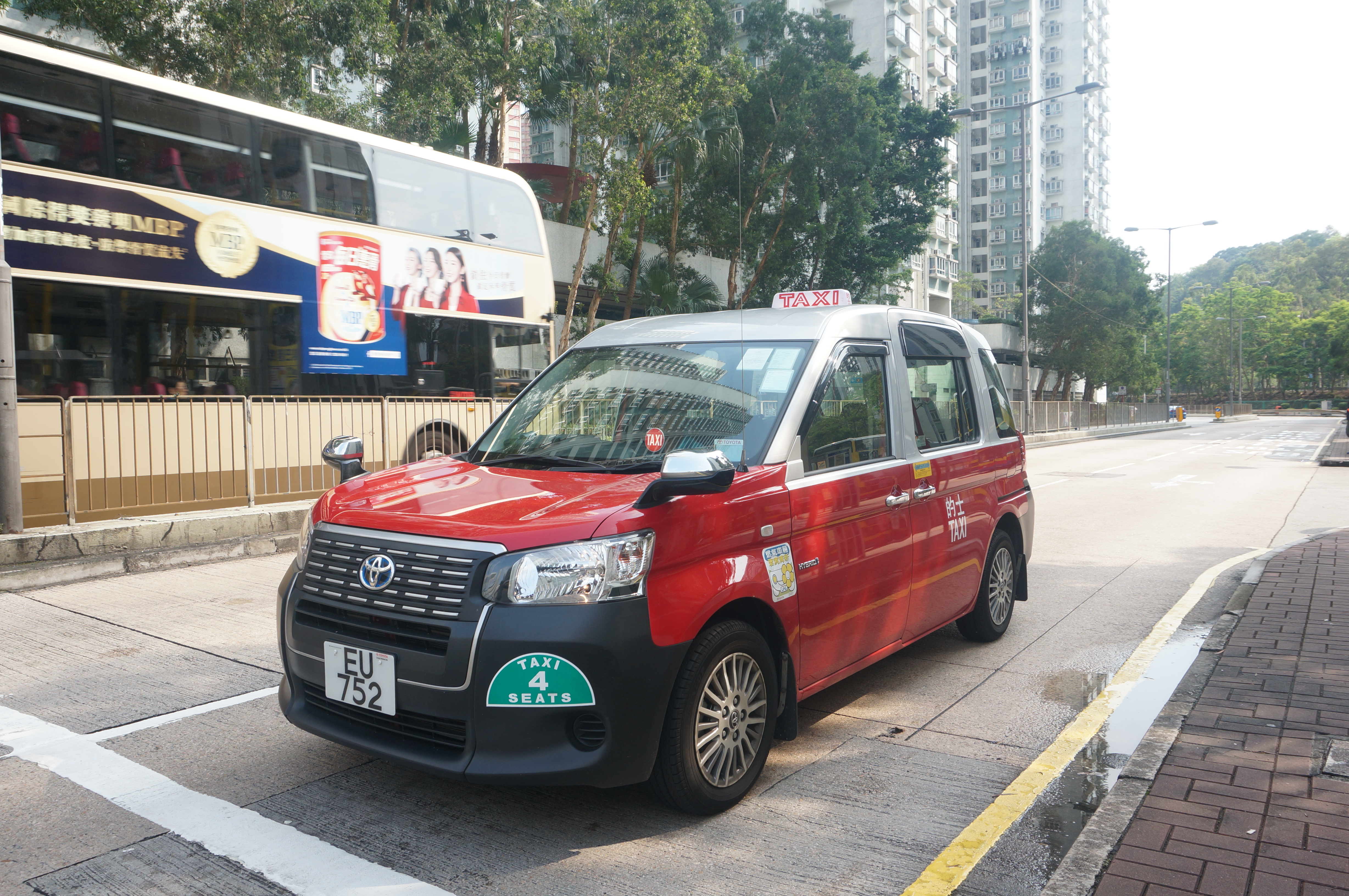
2018年引進的豐田Comfort Hybrid，即是日本的JPN Taxi

香港的士，即香港的計程車，「的士」一字是從它的英語「Taxi」音譯出來的。沒有固定路線，乘客上車後指明目的地，司機直接駕駛前往，是最方便快捷的公共交通工具。車費根據車程及等候時間而定，而存放行李、電話召喚的士及使用收費道路等則需繳付附加費用。香港各區設有不少的士站供乘客等候的士，而部分停車禁區亦設有一些的士專用的上落客位置。
於2011年，Hotels.com於網上進行全球的士服務調查，了解全球各地的的士在安全、衛生、司機駕駛技術、對道路的熟悉程度、服務態度、價格及召喚的方便程度7個範疇進行評核，結果得出香港的士排名全球第3。但在兩年後的同類調查卻急跌至排名15。

## 歷史
1923年6月，香港首間的士營運商—香港九龍的士公司開業，引入了80輛法國雪鐵龍房車，並於同年9月17日正式投入服務，行走香港島一帶。1926年，的士服務擴展服務至九龍半島。當時的士只有3至4個座位，收費方式分為按照時間和距離議價及按照計程器（咪錶）收費兩種。1941年香港日治時期前，的士通常在各渡輪碼頭及各大酒店門口等客，如果在其他地方乘搭的士，則需要預先致電的士公司。
1959年11月27日，當時仍然負責交通事務的警務處推出新界的士擴展計劃，公開招募經營者，擁有6部或以上的士可申請牌照營辦新界的士，並容許新界的士往返九龍的指定停車處，至於大嶼山的士則在1983年3月正式投入服務。
的士牌照於早年由香港政府直接售予的士公司，至1964年起改以招標方式公開拍賣，競投者不限於的士公司。根據運輸署記錄，1947年已登記及領牌的士數目為329輛，翌年遞升至344輛，一直至1957年，再倍增至693輛，1959年，再大幅提升至851輛。1960年的士數目突破1,000輛至1,026輛，自此每年均有增長趨勢，於1965年、1967年及1973年又分別提升至2,536、3,649輛及4,754輛，達破2,000、3,000及4,000輛數目。1977年登記數字達衝破6,203輛，1981年達11,061輛，1984年至15,984輛，自1990年代起香港政府收緊發牌，增長進一步放緩下，2016年起一直維持在18,163輛至今。根據的士商會主席黃保強回憶，1964年的士牌招標價4萬元一張。而忠誠車行董事長鄭克和1971年開始以17萬投買的士牌。
1984年1月12日至14日發生香港的士罷駛事件，事源時任運輸司施恪向香港立法局提出批准香港的士加價17%的同時，增加的士牌照費及首次登記稅項各17%，並且引用《保障公共稅收令》，建議獲批准後即時生效，引起的士業界強烈不滿，發起罷駛抗議，其後在13日晚間演變為騷亂，又被稱為1984年的士騷亂、1984年九龍騷亂，最終需要出動防暴警察維持秩序，這也是香港自1967年六七暴動以來首次需要施放催淚彈。是次騷亂造成32人受傷、逾170人被拘捕。香港政府最終對的士業界讓步，事件以立法局在同月18日召開的特別會議上否決上述議案作結。
1990年7月《壹週刊》揭發時任交通諮詢委員會主席譚惠珠及其近親參與投資買賣的士牌，譚惠珠父親譚松更持有香港主要的士車行「先達的士公司」多達五分之一的股份，而譚在交通諮詢委員會的公職能夠參與制定的士行業包括的士發牌數量的政策，譚卻沒有申報該等利益及避嫌，與其出任的公職有明顯的利益衝突，無綫電視新聞部也對該事件跟進報導及以此為主題製作《新聞透視》，譚惠珠得知後卻向無綫電視主席邵逸夫投訴，欲透過向電視台管理層施壓新聞部阻止報導她炒牌的新聞節目播出，不但引起公眾對譚惠珠干預新聞自由的關注，的士司機亦關注交諮會當時討論訂立的士牌的發牌上限，導致的士牌價及司機租車費大幅上漲。1994年香港最後一次發出的士牌，到1997年成立的特區政府完全停止發出新牌，就連原先發放有年限的士牌的計劃亦被擱置，的士牌在此後20年成為稀缺資源，牌價急速上升，市區的士牌牌價在2015年年中高見723萬港元，此後在高位徘徊，在2021年後急速滑落。
2000年，為改善香港空氣質素，政府推出以石油氣的士取代柴油的士的資助計劃，從8月開始，政府向每位以石油氣的士取代柴油的士的車主發放40,000元的一筆過資助。自此市面上大量舊式柴油的士被淘汰，被石油氣的士所取代。直至2002年2月，約有14,300部柴油的士已由石油氣的士取代。計劃於2003年年底完成。
2023年7月，運輸及物流局向立法會提交文件，建議多項改善的士服務的措施，包括引入的士車隊制度、將的士最高乘客座位數目增至6個、就的士司機相關罪行引入違例記分制度和兩級制罰則，以及提高利用汽車作非法出租或取酬載客的罰則，有關修例於12月13日三讀通過。

## 種類
香港的士分為三個類型，分別是市區的士、新界的士和大嶼山的士。的士分類的原因主要有兩點。第一，由於市區之的士乘客比較多，因此分類後可以避免新界郊區及大嶼山缺少的士載客。第二，由於新界郊區及大嶼山交通不便，居民比較依賴的士服務，因此有需要設立一種車費較便宜之的士服務，專門行走郊區地方。根據2019年4月資料，香港共有15,250輛市區的士、2,838輛新界的士和75輛大嶼山的士。每日的服務人次分別達1,100,000、207,900及1,400次。

### 市區的士

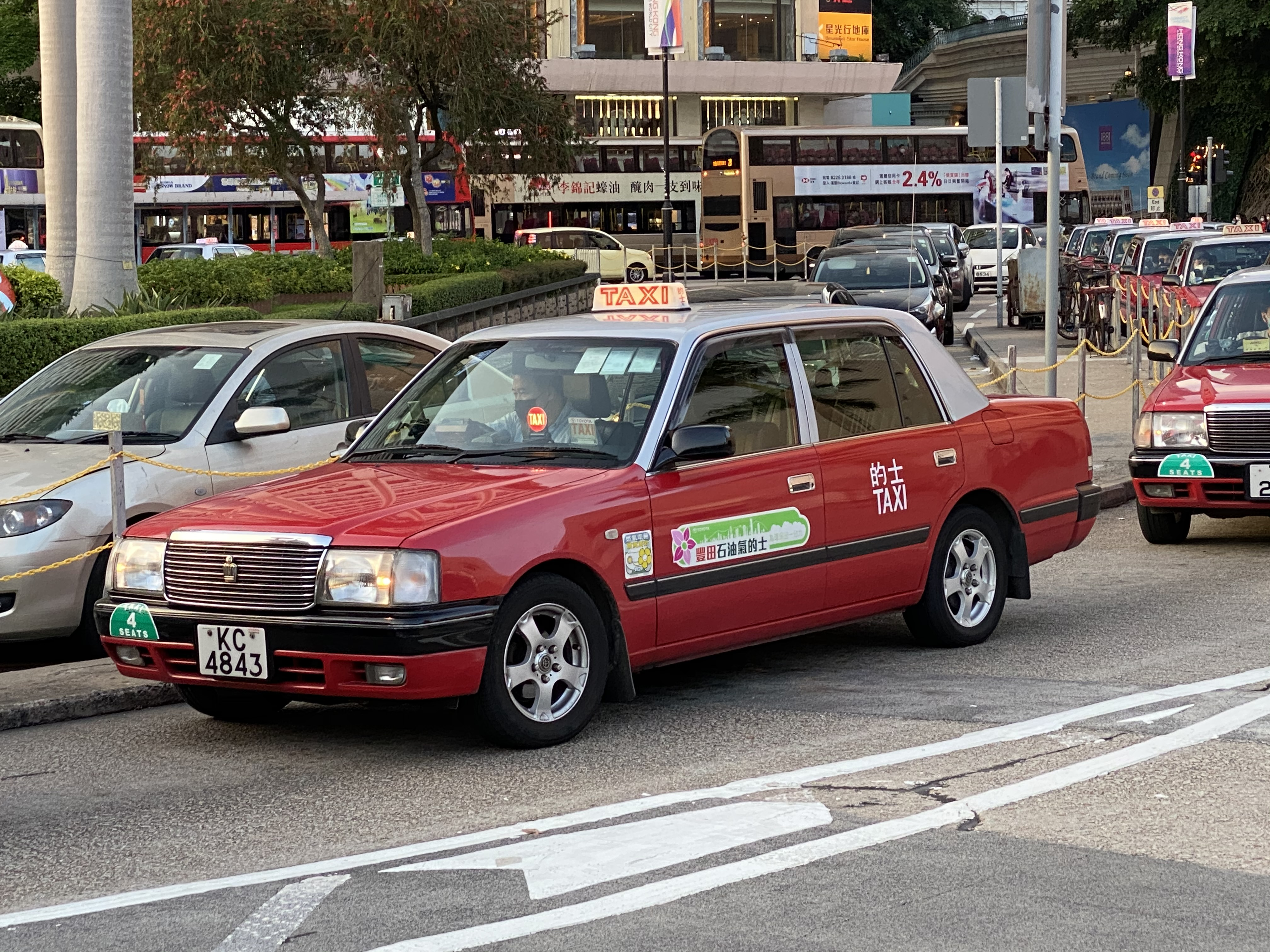
香港市區的士

市區的士，俗稱紅的、紅色跑車、紅艇、紅雞或市區的，因為車身漆上紅色而得名。市區的士可接載乘客來往除南大嶼山外全港所有有公共道路連接的地點（包括東涌新市鎮、馬灣、愉景灣的愉景北商場及愉景灣酒店、深圳灣口岸、落馬洲支線管制站（福田口岸）、港珠澳大橋香港口岸、香園圍口岸及其他邊境禁區，晚上11:00至早上6:30亦可前往落馬洲管制站（皇崗口岸））、唯於大嶼山則無論營業與否，禁止前往石門甲以南之嶼南封閉道路（如：石門甲道以南的東涌道、南大嶼山）。
市區的士的收費是三種的士中最高，由於需求較大，現時有15,250輛行走。
在1974年之前，香港的士並沒有規定顔色，1974年開始規定紅色銀頂。

#### 營運範圍
| 地區                                                        | 市區的士營運範圍 | 禁區街道 |
| ----------------------------------------------------------- | ---------------- | --- |
| 馬灣                                                        | · （部分）       | 珀林路近芳園路/珀麗路北行 馬灣鄉事會路與芳園路之間的珀林路 芳園路近馬灣鄉事會路西行 珀欣路（21:00-09:00） 珀林路與珀欣路之間的珀麗路（21:00-09:00） |
| 深圳灣口岸港方口岸                                          | check            | |
| 東涌                                                        | check            | 東涌道近石門甲路南行 |
| 赤鱲角                                                      | check            | |
| 港珠澳大橋香港口岸                                          | check            | |
| 愉景灣                                                      | · （部分）       | (1) 海澄湖畔路由其與愉景灣道交界處起至其與愉景灣社區會堂以南150米的迴旋處止的路段； (2) 海澄徑一段； (3) 愉景灣道； (4) 堤畔徑； (5) 津堤徑； (6) 明蔚徑； (7) 尚堤徑； (8) 海蜂徑； (9) 朝暉徑； (10) 海馬徑； (11) 海燕徑； (12) 廣場徑； (13) 明翠徑； (14) 寶峰徑； (15) 畔山徑； (16) 愉景山道； (17) 海寧徑； (18) 海藍徑； (19) 海堤徑； (20) 遊艇徑； (21) 蘅暉徑； (22) 蘅欣徑； (23) 蘅安徑； (24) 壁如徑；及 (25) 與上述 (1) 至 (24) 道路連接的所有未命名通路。 |
| 全港其他地區 （大嶼山南部及其他沒有對外陸路交通的地方除外） | check            | |
| 大嶼山南部                                                  | ☒                | 東涌道近石門甲路南行 |

### 新界的士

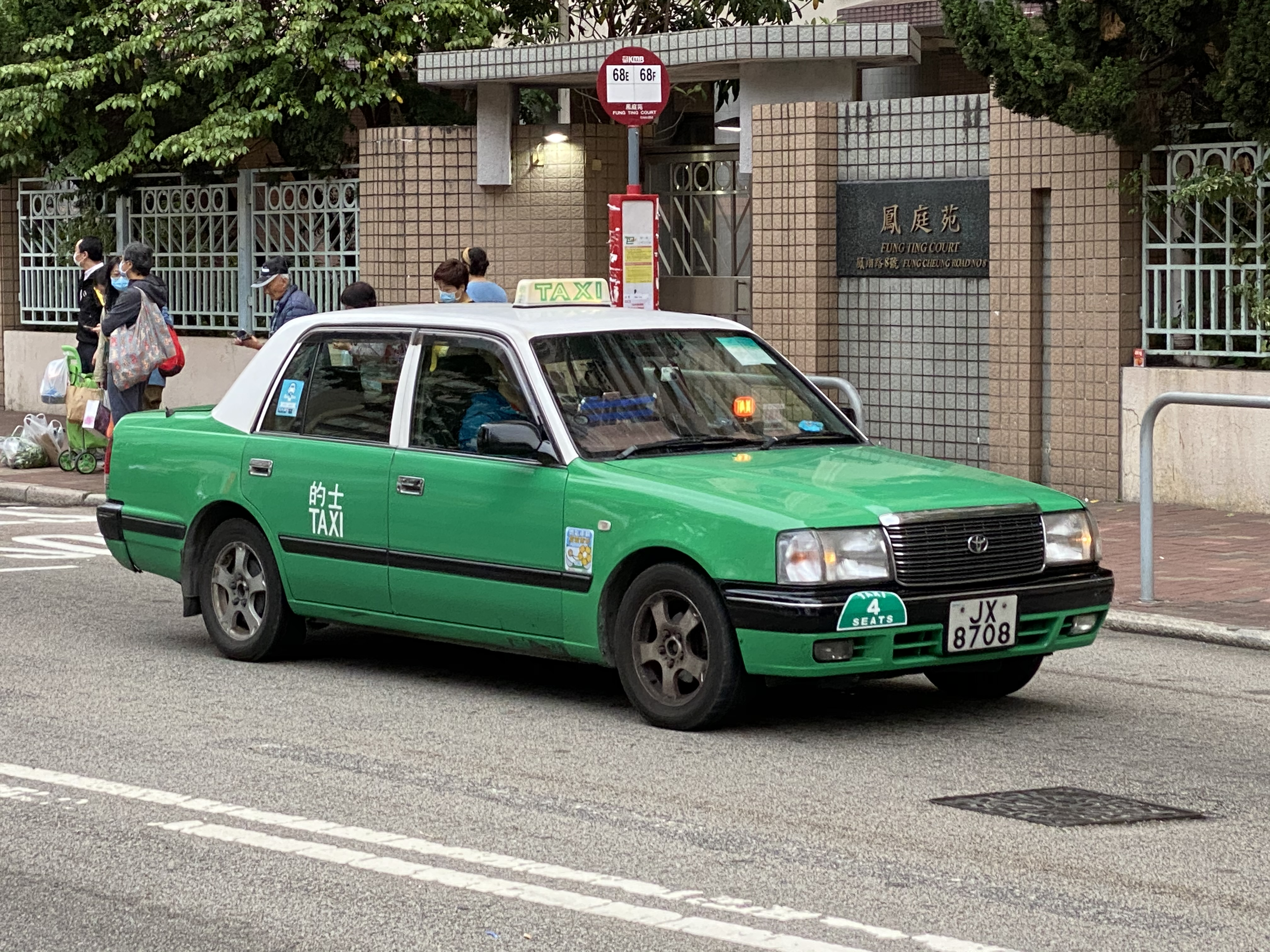
香港新界的士

新界的士，俗稱綠的、草蜢、新界的或青竹蛇，因車身漆上綠色而得名，於1976年9月23日起正式發牌。
雖然稱為新界的士，但是不代表能在新界全面行走，只能行走新界的「郊區」，也不代表只能行走新界區；屬於「新界市區」的葵涌全域以及荃灣、青衣、沙田、將軍澳大部分地方均禁止新界的士駛入。
因為設立新界的士的時候，荃灣、葵涌、青衣及馬鞍山以外的沙田已發展得很成熟，被視為新九龍的擴展部分，與一般新界地方有別；如果容許新界的士駛入荃葵青及沙田，司機會傾向集中在那裏兜客，破壞了設立新界的士的原意，所以一直都禁止新界的士駛入那裏的大部分地方。
將軍澳在未發展為新市鎮之前，政府未有明文禁止新界的士駛入將軍澳。新界的士可行經坑口道，一度更可駛入將軍澳工業邨。當時的坑口道遠比現時長，南至半見村後，沿田下灣村及佛頭洲村延伸至白鱔角（即百勝角）和小赤沙，終點大概為現時石角路附近。新界的士也可行經安達臣道往返調景嶺、馬游塘等地。不過，寶林、坑口、將軍澳市中心、調景嶺、日出康城等平地當時還是海，不屬於新界的士的營運範圍，所以後來政府把將軍澳填海發展成新市鎮，考慮其位置鄰近新九龍的觀塘區，對外交通成熟，不像其他新界地區需要新界的士輔助，於是禁止新界的士駛入將軍澳的大部分地方，只容許新界的士在坑口站及將軍澳醫院急症室上落客，亦保留新界的士可行駛的舊坑口道，即今坑口道、昭信路、環保大道（但因沿路是雙黃線而不可停車），駛至石角路。

#### 營運範圍
| 地區                                    | 新界的士營運範圍                                                             | 禁區街道 |
| --------------------------------------- | ---------------------------------------------------------------------------- | --- |
| 屯門區                                  | · （沒有對外陸路交通的地方除外）                                             | |
| 元朗區                                  | · （沒有對外陸路交通的地方除外）                                             | |
| 大埔區                                  | · （沒有對外陸路交通的地方除外）                                             | |
| 北區                                    | · （沒有對外陸路交通的地方除外）                                             | |
| 西貢區                                  | · （將軍澳、飛鵝山、舊安達臣道石礦場及沒有對外陸路交通的地方除外）           | 關於將軍澳的禁區，請參閱表中的「將軍澳」 清水灣道往安達臣道（西貢不能往舊安達臣道石礦場） 清水灣道近新清水灣道西行（西貢不能往飛鵝山） |
| 汀九（汀九交匯處以西） 深井 青龍頭      | check                                                                        | 青山公路新汀九段近汀九交匯處以東 汀逸路 |
| 荃錦坳至川龍                            | · （川龍村除外）                                                             | 荃錦公路川龍村以南沿途不准停車 荃錦公路往川龍村 |
| 馬鞍山                                  | check                                                                        | 亞公角街近恆信街西行 |
| 九肚山麗坪路 馬料水 香港科學園 沙田馬場 | check                                                                        | 大埔公路馬料水段往九肚山路 大埔公路沙田段往彭福公園 |
| 香港迪士尼樂園                          | check                                                                        | 欣澳道 榮欣路 |
| 赤鱲角                                  | · （只限客運大樓和地面運輸中心）                                             | 北大嶼山公路往駿運路交匯處 機場路往暢景路 機場路往東岸路 機場南交匯處往暢連路再往航天城交匯處 機場北交匯處往航天城路 航天城交匯處往航天城路 航天城交匯處往航天城東路 航天城交匯處往東岸路 |
| 港珠澳大橋香港口岸                      | check                                                                        | |
| 深圳灣口岸港方口岸                      | check                                                                        | |
| 香港及九龍                              | · （順利邨除外）                                                             | 清水灣道往安達臣道（西貢不能往九龍） 清水灣道近新清水灣道西行（西貢不能往九龍） 新清水灣道往利安道（西貢不能往九龍） 新清水灣道近順利邨西行（西貢不能往九龍） 順利邨道近順景街南行（西貢不能往九龍） 利安道近順景街南行（西貢不能往九龍） 利安道往順緻街（西貢不能往九龍） 利安道往新利街（西貢不能往九龍） 大埔公路沙田段往大埔公路大圍段（沙田不能往九龍） 沙田路近威爾斯親王醫院往獅子山隧道公路（沙田不能往九龍） 大老山公路近碩門邨往大老山隧道（沙田不能往九龍） 荃灣路近環宇海灣往葵涌（荃灣不能往九龍） 荃青交匯處往荃灣路（荃灣不能往九龍） 長青公路往南灣隧道（青衣不能往九龍） 長青公路往長青隧道（青衣不能往九龍） |
| 荃灣區                                  | · （川龍以北、汀九交匯處以西、荃灣站除外）                                   | 荃錦公路川龍村以南沿途不准停車 荃錦公路往川龍村 荃錦公路往馬閃排路 荃錦交匯處往大河道北 蕙荃路往石圍角路 蕙荃路往綠楊新邨 廟崗街沿途不准停車 廟崗街往城門道 城門道沿途不准停車 城門道近西樓角路南行 西樓角路沿途不准停車 西樓角路往大河道 西樓角路往美環街 青山公路荃灣段沿途不准停車 青山公路荃灣段近西樓角路東行 青山公路荃灣段往大涌道 青山公路荃灣段往荃景圍 青山公路荃灣段近屯門公路西行 德士古道往荃富街 德士古道往荃榮街 德士古道往沙咀道 德士古道往楊屋道 荃青交匯處往德士古道 荃灣路往大涌道 荃灣路近環宇海灣東行往九龍                                                                                               |
| 葵涌                                    | ☒                                                                            | 德士古道往國瑞路 德士古道往大窩口道 德士古道往葵福路 青荃路往荃灣路 城門道近西樓角路南行 城門隧道公路往和宜合道 |
| 青衣島                                  | · （青衣站除外）                                                             | 担桿山交匯處往担桿山路 青敬路沿途不准停車 青敬路往長安巴士總站 青敬路往長安邨 青敬路往牙鷹洲街 青敬路往青衣站公共運輸交匯處 青敬路往聖保祿村 青敬路近青衣運動場南行 楓樹窩路沿途不准停車 楓樹窩路近青衣西路南行 青衣西路沿途不准停車 青衣西路往寮肚路 青衣西路往青康路 青衣西路往青芊街 青衣西路近長青公路南行 長青公路往南灣隧道 長青公路往長青隧道 青朗公路往青馬行政大樓 青衣北岸公路往樟樹頭 |
| 馬灣                                    | ☒                                                                            | 青嶼幹線往馬灣路 |
| 沙田區                                  | · （馬鞍山、九肚山麗坪路、馬料水、香港科學園、沙田馬場、威爾斯親王醫院除外） | 大埔公路馬料水段往九肚山路 駿景路 沙田路往源禾路 大埔公路沙田段往火炭 大埔公路沙田段往沙田市中心 大埔公路沙田段往大埔公路大圍段 亞公角街近恆信街西行 大老山公路往亞公角街 大老山公路往大老山隧道 大老山公路往石門 小瀝源路近沙田圍路東行 小瀝源路近沙田圍路西行 牛皮沙街近沙田圍路南行 牛皮沙街近沙田圍路北行 多石街近沙田圍路南行 銀城街沿途不准停車 銀城街近插桅杆街北行 插桅杆街沿途不准停車 插桅杆街往圓洲角巴士總站 沙田圍路沿途不准停車 沙田圍路往沙田路 沙田圍路近沙田路西行 獅子山隧道公路往紅梅谷路 |
| 將軍澳                                  | · （坑口站、將軍澳醫院急症室、石角路除外）                                   | 影業路沿途不准停車 影業路往清水灣電影製作廠 影業路往集福路 坑口道/昭信路往半見村 寶寧路近將軍澳醫院西行 寶寧路近常寧路西行 重華路沿途不准停車 重華路往培成路 培成路沿途不准停車 培成路往文曲里 培成路往南豐廣場停車場 培成路往常寧路 培成路往東港城停車場 常寧路往TKO Gateway停車場 名成街沿途不准停車 寶邑路西行近環保大道交匯處 環保大道西行近環保大道交匯處 環保大道往蓬萊徑 環保大道往百勝角路 環保大道往康城路 環保大道近石角路南行 環保大道/石角路往日出大道 |
| 東涌 陰澳 愉景灣                        | ☒                                                                            | 北大嶼山公路往東涌東交匯處（不能往東涌市中心） 欣澳道（不能往翔東路、欣澳站） 北大嶼山公路支路近大轉 |
| 大嶼山南部                              | ☒                                                                            | 東涌道近石門甲路南行 |

實際上新界的士只准於以下範圍營運：
主要經營範圍：
- 屯門區的所有地方
- 元朗區的所有地方
- 北區的所有地方（包括邊境禁區，惟必須持有有效禁區紙）
- 大埔區的所有地方（包括西貢北）
- 西貢區的大部份郊外地方（包括西貢市及清水灣半島）
  - 以下道路除外：飛鵝山道、清水灣道在它與新清水灣道東面交界以西路段、安達臣道及與沿線相連的其他道路。
  - 將軍澳新市鎮營運範圍：港鐵坑口站、將軍澳醫院（只限急症室）、坑口道、昭信路、環保大道在昭信路與石角路之間的路段及石角路，但不包括清水灣電影製片廠南閘支路、集福路、田洲路及蓬萊路；往返港鐵坑口站及清水灣電影製片廠北閘支路除上述道路外尚可使用影業路、常寧路在它與培成路的交匯處以北的路段、重華路、培成路與重華路的交匯處以南的路段、銀澳路及名成街，惟前述道路不准上落客。
- 沙田區的部份地方
  - 馬鞍山（亞公角街與恆信街交界以西）
  - 馬料水（大埔公路馬料水段近駿景路迴旋處以北）
  - 馬料水公共運輸交匯處
  - 香港科學園
- 荃灣區的部分地方
  - 青龍頭、深井、汀九以西，即青山公路汀九段迴旋處以西路段
  - 荃錦公路大帽山郊野公園以北

然而，新界的士可沿指定路線接載乘客來往指定之市區、離島區或邊境目的地：
- 觀塘區的順利邨：位於利安道順利巴士總站對出的新界的士站，為九龍市區唯一的新界的士站及上落客點；只限使用由觀塘區界線至順清街的一段新清水灣道、順清街與順景街之間的一段順利邨道南行、順景街、順景街與新清水灣道之間的一段利安道北行，沿途不准上落客。
- 葵青區
  - 港鐵青衣站及青嶼幹線訪客中心及觀景台，來往青衣站只限使用青荃橋、青衣站以北的青敬路、青衣北岸公路、青衣西路、青衣西路以北的長青公路、青衣西路以北的楓樹窩路、担杆山交匯處、青嶼幹線或新汀九橋進出，沿途不准上落客。
- 荃灣區的部份地方：
  - 港鐵荃灣站及香港迪士尼樂園（只限使用青嶼幹線／屯門赤鱲角隧道、北大嶼山公路及竹篙灣公路來往，但不包括迪士尼範圍內的榮欣路）；屯門公路全段、屯門公路至西樓角路之間的青山公路荃灣段、西樓角路、蕙荃路、廟崗街、廟崗街與西樓角路之間的城門道、荃錦交匯處、象鼻山路、士古道、屯門公路至荃青交匯處之間的荃灣路、荃錦公路（但以南路段不准上落客，可用作來往荃錦公路沿線鄉村、私人住宅及政府場地，但不包括馬閃排路及鄰近川龍小巴站的支路前往川龍村）亦可行車但沿途不准上落客，只可用作來往荃灣站、城門隧道及青荃橋之用。由德士古道北行不能直接左轉城門道西行前往荃灣站，必須使用荃錦交匯處、蕙荃路及廟崗街返回城門道西行。
- 離島區
  - 機場一號客運大樓、二號客運大樓、地面運輸中心及港珠澳大橋香港口岸，只限使用青嶼幹線、北大嶼山公路、機場路、屯門赤鱲角隧道及各直接連接前述交匯處之道路。
- 沙田區
  - 威爾斯親王醫院和沙田馬場。來往威爾斯親王醫院只限使用大埔公路沙田段、沙田路、沙田圍路、大老山公路、銀城街及插桅杆街，沙田圍路及銀城街沿途不准上落客。由沙田路或大埔公路沙田段北行前往沙田馬場不能使用彭福公園北行出口，必須使用沙田馬場北行出口並折返大埔公路沙田段南行前往彭福公園南行出口（由大埔公路馬料水段及吐露港公路南行同樣適用），而離開馬場前往大埔公路沙田段南行必須經大埔公路馬料水段離開。
- 邊境管制站：落馬洲管制站（皇崗口岸）（只限晚上11:00至早上6:30）、深圳灣口岸港方口岸區、落馬洲支線管制站（福田口岸）、港珠澳大橋香港口岸以及香園圍口岸

#### 備註
- 除驗車外，不論是否載客在上述相關的地區以外均不准新界的士行走
- 新界的士如經沙田來往港鐵荃灣站／青衣站、香港迪士尼樂園、香港國際機場或港珠澳大橋香港口岸，必須使用城門隧道進出。
- 沙田來往西貢必須使用西沙路。

### 大嶼山的士

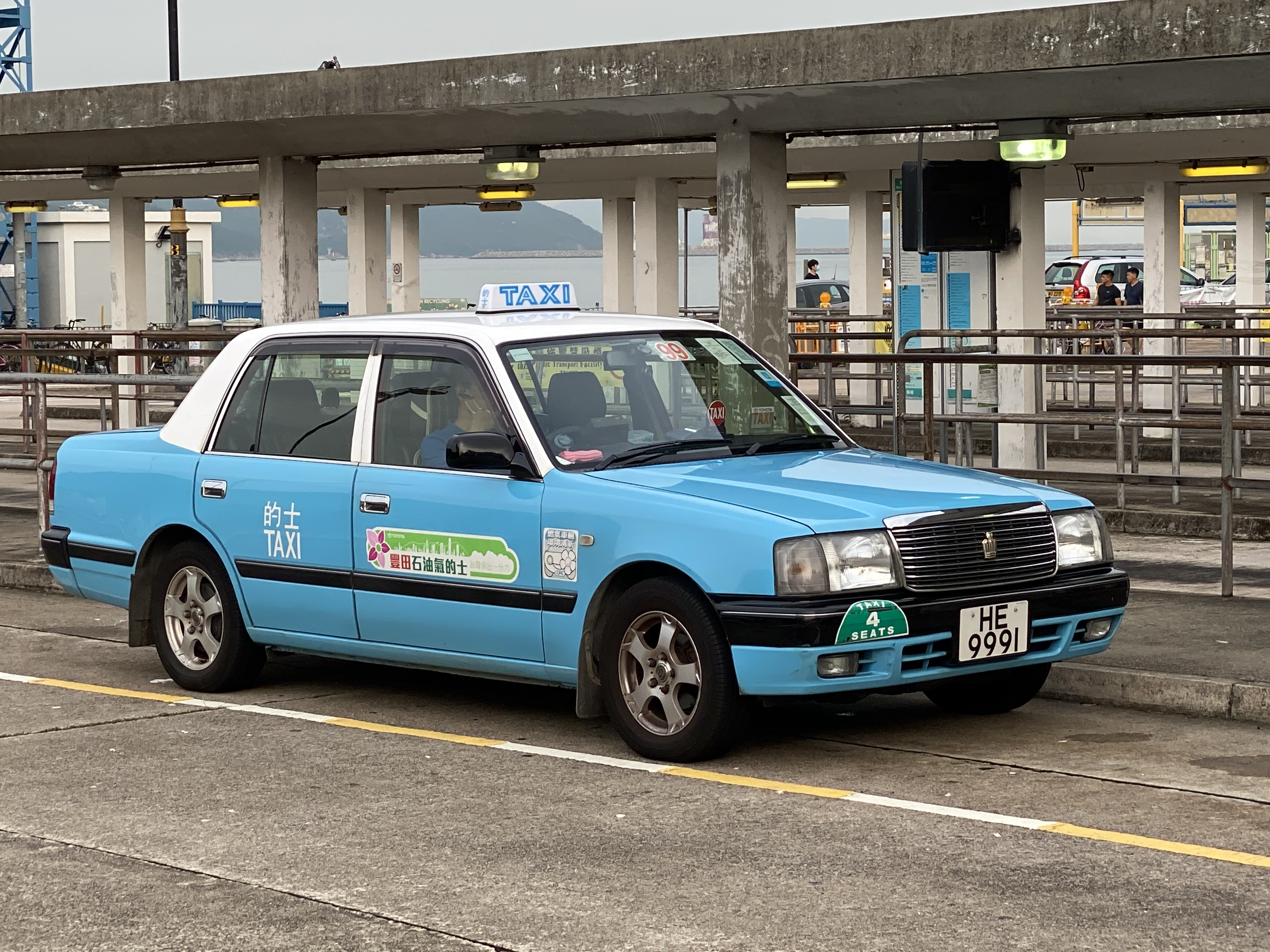
香港大嶼山的士

大嶼山的士，俗稱藍的、藍燈籠、藍精靈或嶼的，因車身漆上天藍色而得名。大嶼山的士只可以於大嶼山和赤鱲角營運（包括香港國際機場、港珠澳大橋香港口岸、香港迪士尼樂園及愉景灣愉景北商場及愉景灣酒店），短程收費為三種的士中最低，長程收費則最高。由於大嶼山還有不少偏遠地方尚未有行車道路連接（包括：分流、芝麻灣半島、二澳、狗嶺涌、煎魚灣和沙螺灣等地），因此的士需求較少，現時登記大嶼山的士只有75輛行走。
- 在大嶼山和赤鱲角以外的地區，均不准大嶼山的士載客。沒有繳付市區牌費的大嶼山的士（即在擋風玻璃的牌照上有一道綠色斜綫）除得到運輸署的書面批准外，不可駛離大嶼山。如果前往大嶼山以外地區作維修、檢查或驗車，則需要向相關地方預約，並且在駛離大嶼山時，備有相關預約證明備查，全程只限司機連同一位乘客。

#### 營運範圍
| 地區               | 大嶼山的士營運範圍               | 禁區街道 |
| ------------------ | -------------------------------- | --- |
| 赤鱲角             | check                            | |
| 港珠澳大橋香港口岸 | check                            | 屯門至赤鱲角連接路 赤鱲角路往屯門至赤鱲角連接路 |
| 愉景灣             | · （部分）                       | (1) 海澄湖畔路由其與愉景灣道交界處起至其與愉景灣社區會堂以南150米的迴旋處止的路段； (2) 海澄徑一段； (3) 愉景灣道； (4) 堤畔徑； (5) 津堤徑； (6) 明蔚徑； (7) 尚堤徑； (8) 海蜂徑； (9) 朝暉徑； (10) 海馬徑； (11) 海燕徑； (12) 廣場徑； (13) 明翠徑； (14) 寶峰徑； (15) 畔山徑； (16) 愉景山道； (17) 海寧徑； (18) 海藍徑； (19) 海堤徑； (20) 遊艇徑； (21) 蘅暉徑； (22) 蘅欣徑； (23) 蘅安徑； (24) 壁如徑；及 (25) 與上述 (1) 至 (24) 道路連接的所有未命名通路。 |
| 大嶼山其他地區     | · （沒有對外陸路交通的地方除外） | 北大嶼山公路往青嶼幹線 |
| 全港其他地區       | ☒                                | 北大嶼山公路往青嶼幹線 （不能往青衣） 屯門至赤鱲角連接路（不能往屯門） 赤鱲角路往屯門至赤鱲角連接路（不能往屯門） |
| 深圳灣口岸港方口岸 | ☒                                | 北大嶼山公路往青嶼幹線 （不能往青衣） 屯門至赤鱲角連接路（不能往屯門） 赤鱲角路往屯門至赤鱲角連接路（不能往屯門） |

### 其他
以上所有類别的的士，均可於香港國際機場客運大樓、港珠澳大橋香港口岸及香港迪士尼樂園載客。
市區的士及新界的士也可以在無須許可證下，行駛北潭路及海下路，往返西貢東郊野公園及西貢西郊野公園。
沙田馬場之市區的士站設於7號入口（近馬匹亮相圈），而新界的士站則設於沙田馬場巴士總站（1號入口）。
馬灣及愉景灣為無車社區，初期禁止的士進入，但現時為配合居民需求，已經部分放寬的士行走。市區的士可進入馬灣之部分道路，而市區及大嶼山的士則可進入愉景灣內之愉景北商場及愉景灣酒店，唯仍然不得前往愉景灣其餘地方。而的士經愉景灣隧道進入愉景灣後亦必須於45分鐘內離開（時限以通過愉景灣隧道收費廣場的紀錄為準），否則會被罰款HK$100。

## 收費
香港的士收費由政府制定並作定期檢討。隨著時代的發展，各樣物價均向上提高，起錶價（首2公里）從1975年3月的HK$2增至現時的HK$24-$29，而跳錶價（以後每200米或每分鐘等候時間）由1975年3月的HK$0.2增至現時的HK$1.4-$2.1。
不同於其他公共交通工具，大部分的士司機只收港元現金，只有小部分接受八達通、支付寶、微信等電子支付。
根據運輸署的《的士則例簡介》，的士司機須在任何時候應備有足夠輔幣，其數值不得少於：
(i)$10 面額鈔票或$2 或以上面額硬幣達$90 ；及(ii) $1 或以下面額硬幣達$10 ；
不過，的士司機若未能為港幣500元或1,000元面額的紙幣提供找續，不屬違法。
目前香港的士收費表
| 種類                                                        | 種類                                    | 市區的士                          | 新界的士         | 大嶼山的士 |
| ----------------------------------------------------------- | --------------------------------------- | --------------------------------- | ---------------- | ---------- |
| 基本收費                                                    |                                         |                                   |                  |            |
| 首2公里或其任何部分收費（起錶）                             | 首2公里或其任何部分收費（起錶）         | HK$29                             | HK$25.5          | HK$24      |
| 以後每200米車程或其部分^ 或 每分鐘等候時間或其部分 （跳錶） | 直至應收款額達HK$82.5                   | HK$2.1                            | HK$1.9           | HK$1.9     |
| 以後每200米車程或其部分^ 或 每分鐘等候時間或其部分 （跳錶） | 應收款額於HK$82.5-$102.5之間            | HK$2.1                            | HK$1.4           | HK$1.9     |
| 以後每200米車程或其部分^ 或 每分鐘等候時間或其部分 （跳錶） | 應收款額於HK$102.5-$195之間             | HK$1.4                            | HK$1.4           | HK$1.9     |
| 以後每200米車程或其部分^ 或 每分鐘等候時間或其部分 （跳錶） | 在應收款額達HK$195或以後                | HK$1.4                            | HK$1.4           | HK$1.6     |
| 其他收費                                                    |                                         |                                   |                  |            |
| 每件行李 （擺放在車廂內的輕便行李除外）                     | 每件行李 （擺放在車廂內的輕便行李除外） | HK$6                              | HK$6             | HK$6       |
| 每隻動物或鳥類                                              | 每隻動物或鳥類                          | HK$5                              | HK$5             | HK$5       |
| 每程電召預約服務                                            |                                         | HK$5                              | HK$5             | HK$5       |
| 傷殘人士賴以行動的輪椅及拐杖                                | 傷殘人士賴以行動的輪椅及拐杖            | 免費                              | 免費             | 免費       |
| 使用收費隧道及收費道路之附加費 （不適用於愉景灣隧道）       |                                         |                                   |                  |            |
| 紅磡海底隧道                                                | 紅磡海底隧道                            | HK$25（隧道費）+ HK$25*（回程費） | 不適用           | 不適用     |
| 東區海底隧道                                                |                                         | HK$25（隧道費）+ HK$25*（回程費） |                  |            |
| 西區海底隧道                                                |                                         | HK$25（隧道費）+ HK$25*（回程費） |                  |            |
| 大欖隧道                                                    | 大欖隧道                                | 司機所付的隧道費                  | 司機所付的隧道費 |            |
| 其他收費隧道、收費道路或收費區#                             | 其他收費隧道、收費道路或收費區#         | 使用費                            | 使用費           |            |

- 乘客須依法按錶繳付的士車費。
- 運載行李、動物及鳥類收費：
  - 一般來說，司機可就下列行李收取行李附加費：
  - 每件擺放在車尾行李廂內的行李；或
  - 每件擺放在車廂內而長×闊×高總和超過140厘米的行李。
  - 殘疾乘客的輪椅及拐杖毋須收費。
  - 有關運載任何動物或鳥類的條款及條件，可由的士司機酌情決定。
- 車費收據：乘客可向司機索取車費收據。如收據打印設備失靈或在調整收費後未及調校，司機應發出手寫收據或在機印收據上寫上新收費。
- HK$500及HK$1,000紙幣不設找續。（通常即使以大面額支付，司機均有準備足夠的零錢找續，但萬一不足，根據法例《道路交通（公共服務車輛）規例》，司機有權在零錢不足下拒絕為HK$500及HK$1,000紙幣找續。）
- 有∗號表示在下列情況毋須繳付回程費：
  - 在過海的士站上車；或
  - 最終目的地非位於海港的另一方。
- 有^號表示根據市區、新界及大嶼山的士的收費，在不涉及等候時間收費的情況下，分別為：
  - 市區的士9公里車程收費為HK$102.5；
  - 新界的士8公里車程收費為HK$82.5；及
  - 大嶼山的士20公里車程收費為HK$195。
- 有#號表示包括城門隧道、獅子山隧道、香港仔隧道、大老山隧道及尖山隧道及沙田嶺隧道；而新界的士則只適用於城門隧道。
- 現行的士使用收費隧道、收費道路或收費區（不包括三條過海隧道）之使用費（使用費如有更改，以有關隧道最新公佈為準）：
  - 香港仔隧道、城門隧道：HK$5（將於2025年9月21日上調至HK$8）
  - 獅子山隧道、尖山隧道及沙田嶺隧道：HK$8
  - 大老山隧道：HK$20
  - 大欖隧道：HK$28
- 市區及大嶼山的士可免費使用愉景灣隧道，但只限來往二白灣指定地點（包括香港愉景灣酒店、愉景灣社區會堂及愉景北商場）。

### 歷年收費
| \| 種類 \| 種類 \| 市區的士 \| 新界的士 \| 大嶼山的士 \| \| ----------------------------------------------------------- \| --------------------------------------- \| --------------------------------- \| ---------------- \| ---------- \| \| 基本收費 \| \| \| \| \| \| 首2公里或其任何部分收費（起錶） \| 首2公里或其任何部分收費（起錶） \| HK$27 \| HK$23.5 \| HK$22 \| \| 以後每200米車程或其部分^ 或 每分鐘等候時間或其部分 （跳錶） \| 直至應收款額達HK$74.5 \| HK$1.9 \| HK$1.7 \| HK$1.7 \| \| 以後每200米車程或其部分^ 或 每分鐘等候時間或其部分 （跳錶） \| 應收款額於HK$74.5-$93.5之間 \| HK$1.9 \| HK$1.3 \| HK$1.7 \| \| 以後每200米車程或其部分^ 或 每分鐘等候時間或其部分 （跳錶） \| 應收款額於HK$93.5-$175之間 \| HK$1.3 \| HK$1.3 \| HK$1.7 \| \| 以後每200米車程或其部分^ 或 每分鐘等候時間或其部分 （跳錶） \| 在應收款額達HK$175或以後 \| HK$1.3 \| HK$1.3 \| HK$1.5 \| \| 其他收費 \| \| \| \| \| \| 每件行李 （擺放在車廂內的輕便行李除外） \| 每件行李 （擺放在車廂內的輕便行李除外） \| HK$6 \| HK$6 \| HK$6 \| \| 每隻動物或鳥類 \| 每隻動物或鳥類 \| HK$5 \| HK$5 \| HK$5 \| \| 每程電召預約服務 \| \| HK$5 \| HK$5 \| HK$5 \| \| 傷殘人士賴以行動的輪椅及拐杖 \| 傷殘人士賴以行動的輪椅及拐杖 \| 免費 \| 免費 \| 免費 \| \| 使用收費隧道及收費道路之附加費 （不適用於愉景灣隧道） \| \| \| \| \| \| 紅磡海底隧道 \| 紅磡海底隧道 \| HK$25（隧道費）+ HK$25*（回程費） \| 不適用 \| 不適用 \| \| 東區海底隧道 \| \| HK$25（隧道費）+ HK$25*（回程費） \| \| \| \| 西區海底隧道 \| \| HK$25（隧道費）+ HK$25*（回程費） \| \| \| \| 大欖隧道 \| 大欖隧道 \| 司機所付的隧道費 \| 司機所付的隧道費 \| \| \| 其他收費隧道、收費道路或收費區# \| 其他收費隧道、收費道路或收費區# \| 使用費 \| 使用費 \| \| - 有∗號表示在下列情況毋須繳付回程費： - 在過海的士站上車；或 - 最終目的地非位於海港的另一方。 - 有^號表示根據市區、新界及大嶼山的士的收費，在不涉及等候時間收費的情況下，分別為： - 市區的士9公里車程收費為HK$93.5； - 新界的士8公里車程收費為HK$74.5；及 - 大嶼山的士20公里車程收費為HK$175。 - 有#號表示包括城門隧道、獅子山隧道、香港仔隧道、將軍澳隧道（至2022年12月10日止）、大欖隧道、大老山隧道及尖山隧道及沙田嶺隧道。 - 市區及大嶼山的士可免費使用愉景灣隧道，但只限來往二白灣指定地點（包括香港愉景灣酒店、愉景灣社區會堂及愉景北商場）。 |                                         |                                   |                  |            |
| 種類 | 種類                                    | 市區的士                          | 新界的士         | 大嶼山的士 |
| 基本收費 |                                         |                                   |                  |            |
| 首2公里或其任何部分收費（起錶） | 首2公里或其任何部分收費（起錶）         | HK$27                             | HK$23.5          | HK$22      |
| 以後每200米車程或其部分^ 或 每分鐘等候時間或其部分 （跳錶） | 直至應收款額達HK$74.5                   | HK$1.9                            | HK$1.7           | HK$1.7     |
| 以後每200米車程或其部分^ 或 每分鐘等候時間或其部分 （跳錶） | 應收款額於HK$74.5-$93.5之間             | HK$1.9                            | HK$1.3           | HK$1.7     |
| 以後每200米車程或其部分^ 或 每分鐘等候時間或其部分 （跳錶） | 應收款額於HK$93.5-$175之間              | HK$1.3                            | HK$1.3           | HK$1.7     |
| 以後每200米車程或其部分^ 或 每分鐘等候時間或其部分 （跳錶） | 在應收款額達HK$175或以後                | HK$1.3                            | HK$1.3           | HK$1.5     |
| 其他收費 |                                         |                                   |                  |            |
| 每件行李 （擺放在車廂內的輕便行李除外） | 每件行李 （擺放在車廂內的輕便行李除外） | HK$6                              | HK$6             | HK$6       |
| 每隻動物或鳥類 | 每隻動物或鳥類                          | HK$5                              | HK$5             | HK$5       |
| 每程電召預約服務 |                                         | HK$5                              | HK$5             | HK$5       |
| 傷殘人士賴以行動的輪椅及拐杖 | 傷殘人士賴以行動的輪椅及拐杖            | 免費                              | 免費             | 免費       |
| 使用收費隧道及收費道路之附加費 （不適用於愉景灣隧道） |                                         |                                   |                  |            |
| 紅磡海底隧道 | 紅磡海底隧道                            | HK$25（隧道費）+ HK$25*（回程費） | 不適用           | 不適用     |
| 東區海底隧道 |                                         | HK$25（隧道費）+ HK$25*（回程費） |                  |            |
| 西區海底隧道 |                                         | HK$25（隧道費）+ HK$25*（回程費） |                  |            |
| 大欖隧道 | 大欖隧道                                | 司機所付的隧道費                  | 司機所付的隧道費 |            |
| 其他收費隧道、收費道路或收費區# | 其他收費隧道、收費道路或收費區#         | 使用費                            | 使用費           |            |

| \| 種類 \| 種類 \| 市區的士 \| 新界的士 \| 大嶼山的士 \| \| ----------------------------------------------------------- \| --------------------------------------- \| ---------------------------------- \| ---------------------------- \| ---------- \| \| 基本收費 \| \| \| \| \| \| 首2公里或其任何部分收費（起錶） \| 首2公里或其任何部分收費（起錶） \| HK$27 \| HK$23.5 \| HK$22 \| \| 以後每200米車程或其部分^ 或 每分鐘等候時間或其部分 （跳錶） \| 直至應收款額達HK$74.5 \| HK$1.9 \| HK$1.7 \| HK$1.7 \| \| 以後每200米車程或其部分^ 或 每分鐘等候時間或其部分 （跳錶） \| 應收款額於HK$74.5-$93.5之間 \| HK$1.9 \| HK$1.3 \| HK$1.7 \| \| 以後每200米車程或其部分^ 或 每分鐘等候時間或其部分 （跳錶） \| 應收款額於HK$93.5-$175之間 \| HK$1.3 \| HK$1.3 \| HK$1.7 \| \| 以後每200米車程或其部分^ 或 每分鐘等候時間或其部分 （跳錶） \| 在應收款額達HK$175或以後 \| HK$1.3 \| HK$1.3 \| HK$1.5 \| \| 其他收費 \| \| \| \| \| \| 每件行李 （擺放在車廂內的輕便行李除外） \| 每件行李 （擺放在車廂內的輕便行李除外） \| HK$6 \| HK$6 \| HK$6 \| \| 每隻動物或鳥類 \| 每隻動物或鳥類 \| HK$5 \| HK$5 \| HK$5 \| \| 每程電召預約服務 \| \| HK$5 \| HK$5 \| HK$5 \| \| 傷殘人士賴以行動的輪椅及拐杖 \| 傷殘人士賴以行動的輪椅及拐杖 \| 免費 \| 免費 \| 免費 \| \| 使用收費隧道及收費道路之附加費 （不適用於愉景灣隧道） \| \| \| \| \| \| 紅磡海底隧道 \| 紅磡海底隧道 \| 司機所付的隧道費+ HK$10*（回程費） \| 不適用 \| 不適用 \| \| 東區海底隧道 \| 東區海底隧道 \| 司機所付的隧道費+ HK$15*（回程費） \| \| \| \| 西區海底隧道 \| \| 司機所付的隧道費+ HK$15*（回程費） \| \| \| \| 其他收費隧道及收費道路# \| 其他收費隧道及收費道路# \| 司機所付的隧道費及道路使用費 \| 司機所付的隧道費及道路使用費 \| \| - 有∗號表示在下列情況毋須繳付回程費： - 在過海的士站上車；或 - 最終目的地非位於海港的另一方。 - 有^號表示根據市區、新界及大嶼山的士的收費，在不涉及等候時間收費的情況下，分別為： - 市區的士9公里車程收費為HK$93.5； - 新界的士8公里車程收費為HK$74.5；及 - 大嶼山的士20公里車程收費為HK$175。 - 有#號表示包括城門隧道、獅子山隧道、香港仔隧道、將軍澳隧道（至2022年12月10日止）、大欖隧道、大老山隧道及尖山隧道及沙田嶺隧道。 - 市區及大嶼山的士可免費使用愉景灣隧道，但只限來往二白灣指定地點（包括香港愉景灣酒店、愉景灣社區會堂及愉景北商場）。 |                                         |                                    |                              |            |
| 種類 | 種類                                    | 市區的士                           | 新界的士                     | 大嶼山的士 |
| 基本收費 |                                         |                                    |                              |            |
| 首2公里或其任何部分收費（起錶） | 首2公里或其任何部分收費（起錶）         | HK$27                              | HK$23.5                      | HK$22      |
| 以後每200米車程或其部分^ 或 每分鐘等候時間或其部分 （跳錶） | 直至應收款額達HK$74.5                   | HK$1.9                             | HK$1.7                       | HK$1.7     |
| 以後每200米車程或其部分^ 或 每分鐘等候時間或其部分 （跳錶） | 應收款額於HK$74.5-$93.5之間             | HK$1.9                             | HK$1.3                       | HK$1.7     |
| 以後每200米車程或其部分^ 或 每分鐘等候時間或其部分 （跳錶） | 應收款額於HK$93.5-$175之間              | HK$1.3                             | HK$1.3                       | HK$1.7     |
| 以後每200米車程或其部分^ 或 每分鐘等候時間或其部分 （跳錶） | 在應收款額達HK$175或以後                | HK$1.3                             | HK$1.3                       | HK$1.5     |
| 其他收費 |                                         |                                    |                              |            |
| 每件行李 （擺放在車廂內的輕便行李除外） | 每件行李 （擺放在車廂內的輕便行李除外） | HK$6                               | HK$6                         | HK$6       |
| 每隻動物或鳥類 | 每隻動物或鳥類                          | HK$5                               | HK$5                         | HK$5       |
| 每程電召預約服務 |                                         | HK$5                               | HK$5                         | HK$5       |
| 傷殘人士賴以行動的輪椅及拐杖 | 傷殘人士賴以行動的輪椅及拐杖            | 免費                               | 免費                         | 免費       |
| 使用收費隧道及收費道路之附加費 （不適用於愉景灣隧道） |                                         |                                    |                              |            |
| 紅磡海底隧道 | 紅磡海底隧道                            | 司機所付的隧道費+ HK$10*（回程費） | 不適用                       | 不適用     |
| 東區海底隧道 | 東區海底隧道                            | 司機所付的隧道費+ HK$15*（回程費） |                              |            |
| 西區海底隧道 |                                         | 司機所付的隧道費+ HK$15*（回程費） |                              |            |
| 其他收費隧道及收費道路# | 其他收費隧道及收費道路#                 | 司機所付的隧道費及道路使用費       | 司機所付的隧道費及道路使用費 |            |

| \| 種類 \| 種類 \| 市區的士 \| 新界的士 \| 大嶼山的士 \| \| ----------------------------------------------------------- \| --------------------------------------- \| ---------------------------------- \| ---------------------------- \| ---------- \| \| 基本收費 \| \| \| \| \| \| 首2公里或其任何部分收費（起錶） \| 首2公里或其任何部分收費（起錶） \| HK$24.0 \| HK$20.5 \| HK$19.0 \| \| 以後每200米車程或其部分^ 或 每分鐘等候時間或其部分 （跳錶） \| 直至應收款額達HK$65.5 \| HK$1.7 \| HK$1.5 \| HK$1.5 \| \| 以後每200米車程或其部分^ 或 每分鐘等候時間或其部分 （跳錶） \| 應收款額於HK$65.5-$83.5之間 \| HK$1.7 \| HK$1.2 \| HK$1.5 \| \| 以後每200米車程或其部分^ 或 每分鐘等候時間或其部分 （跳錶） \| 應收款額於HK$83.5-$154之間 \| HK$1.2 \| HK$1.2 \| HK$1.5 \| \| 以後每200米車程或其部分^ 或 每分鐘等候時間或其部分 （跳錶） \| 在應收款額達HK$154或以後 \| HK$1.2 \| HK$1.2 \| HK$1.4 \| \| 其他收費 \| \| \| \| \| \| 每件行李 （擺放在車廂內的輕便行李除外） \| 每件行李 （擺放在車廂內的輕便行李除外） \| HK$6 \| HK$6 \| HK$6 \| \| 每隻動物或鳥類 \| 每隻動物或鳥類 \| HK$5 \| HK$5 \| HK$5 \| \| 每程電召預約服務 \| \| HK$5 \| HK$5 \| HK$5 \| \| 傷殘人士賴以行動的輪椅及拐杖 \| 傷殘人士賴以行動的輪椅及拐杖 \| 免費 \| 免費 \| 免費 \| \| 使用收費隧道及收費道路之附加費 （不適用於愉景灣隧道） \| \| \| \| \| \| 紅磡海底隧道 \| 紅磡海底隧道 \| 司機所付的隧道費+ HK$10*（回程費） \| 不適用 \| 不適用 \| \| 東區海底隧道 \| 東區海底隧道 \| 司機所付的隧道費+ HK$15*（回程費） \| \| \| \| 西區海底隧道 \| \| 司機所付的隧道費+ HK$15*（回程費） \| \| \| \| 其他收費隧道及收費道路# \| 其他收費隧道及收費道路# \| 司機所付的隧道費及道路使用費 \| 司機所付的隧道費及道路使用費 \| \| - 有∗號表示在下列情況毋須繳付回程費： - 在過海的士站上車；或 - 最終目的地非位於海港的另一方。 - 有^號表示根據市區、新界及大嶼山的士的收費，在不涉及等候時間收費的情況下，分別為： - 市區的士9公里車程收費為HK$83.5； - 新界的士8公里車程收費為HK$65.5；及 - 大嶼山的士20公里車程收費為HK$154。 - 有#號表示包括城門隧道、獅子山隧道、香港仔隧道、將軍澳隧道、大欖隧道、大老山隧道及尖山隧道及沙田嶺隧道。。 - 市區及大嶼山的士可免費使用愉景灣隧道，但只限來往二白灣指定地點（包括香港愉景灣酒店、愉景灣社區會堂及愉景北商場）。 |                                         |                                    |                              |            |
| 種類 | 種類                                    | 市區的士                           | 新界的士                     | 大嶼山的士 |
| 基本收費 |                                         |                                    |                              |            |
| 首2公里或其任何部分收費（起錶） | 首2公里或其任何部分收費（起錶）         | HK$24.0                            | HK$20.5                      | HK$19.0    |
| 以後每200米車程或其部分^ 或 每分鐘等候時間或其部分 （跳錶） | 直至應收款額達HK$65.5                   | HK$1.7                             | HK$1.5                       | HK$1.5     |
| 以後每200米車程或其部分^ 或 每分鐘等候時間或其部分 （跳錶） | 應收款額於HK$65.5-$83.5之間             | HK$1.7                             | HK$1.2                       | HK$1.5     |
| 以後每200米車程或其部分^ 或 每分鐘等候時間或其部分 （跳錶） | 應收款額於HK$83.5-$154之間              | HK$1.2                             | HK$1.2                       | HK$1.5     |
| 以後每200米車程或其部分^ 或 每分鐘等候時間或其部分 （跳錶） | 在應收款額達HK$154或以後                | HK$1.2                             | HK$1.2                       | HK$1.4     |
| 其他收費 |                                         |                                    |                              |            |
| 每件行李 （擺放在車廂內的輕便行李除外） | 每件行李 （擺放在車廂內的輕便行李除外） | HK$6                               | HK$6                         | HK$6       |
| 每隻動物或鳥類 | 每隻動物或鳥類                          | HK$5                               | HK$5                         | HK$5       |
| 每程電召預約服務 |                                         | HK$5                               | HK$5                         | HK$5       |
| 傷殘人士賴以行動的輪椅及拐杖 | 傷殘人士賴以行動的輪椅及拐杖            | 免費                               | 免費                         | 免費       |
| 使用收費隧道及收費道路之附加費 （不適用於愉景灣隧道） |                                         |                                    |                              |            |
| 紅磡海底隧道 | 紅磡海底隧道                            | 司機所付的隧道費+ HK$10*（回程費） | 不適用                       | 不適用     |
| 東區海底隧道 | 東區海底隧道                            | 司機所付的隧道費+ HK$15*（回程費） |                              |            |
| 西區海底隧道 |                                         | 司機所付的隧道費+ HK$15*（回程費） |                              |            |
| 其他收費隧道及收費道路# | 其他收費隧道及收費道路#                 | 司機所付的隧道費及道路使用費       | 司機所付的隧道費及道路使用費 |            |

| \| 種類 \| 種類 \| 市區的士 \| 新界的士 \| 大嶼山的士 \| \| ----------------------------------------------------------- \| --------------------------------------- \| ----------------------------------------------------- \| ----------------------------------------------------- \| ---------- \| \| 基本收費 \| \| \| \| \| \| 首2公里或其任何部分收費（起錶） \| 首2公里或其任何部分收費（起錶） \| HK$24 \| HK$20.5 \| HK$19 \| \| 以後每200米車程或其部分^ 或 每分鐘等候時間或其部分 （跳錶） \| 直至應收款額達HK$65.5 \| HK$1.7 \| HK$1.5 \| HK$1.5 \| \| 以後每200米車程或其部分^ 或 每分鐘等候時間或其部分 （跳錶） \| 應收款額於HK$65.5-$83.5之間 \| HK$1.7 \| HK$1.2 \| HK$1.5 \| \| 以後每200米車程或其部分^ 或 每分鐘等候時間或其部分 （跳錶） \| 應收款額於HK$83.5-$154之間 \| HK$1.2 \| HK$1.2 \| HK$1.5 \| \| 以後每200米車程或其部分^ 或 每分鐘等候時間或其部分 （跳錶） \| 在應收款額達HK$154或以後 \| HK$1.2 \| HK$1.2 \| HK$1.4 \| \| 其他收費 \| \| \| \| \| \| 每件行李 （擺放在車廂內的輕便行李除外） \| 每件行李 （擺放在車廂內的輕便行李除外） \| HK$6 \| HK$6 \| HK$6 \| \| 每隻動物或鳥類 \| 每隻動物或鳥類 \| HK$5 \| HK$5 \| HK$5 \| \| 每程電召預約服務 \| \| HK$5 \| HK$5 \| HK$5 \| \| 傷殘人士賴以行動的輪椅及拐杖 \| 傷殘人士賴以行動的輪椅及拐杖 \| 免費 \| 免費 \| 免費 \| \| 使用收費隧道及收費道路之附加費 （不適用於愉景灣隧道） \| \| \| \| \| \| 紅磡海底隧道 \| 紅磡海底隧道 \| 司機所付的隧道費+ HK$10*（回程費） \| 不適用 \| 不適用 \| \| 東區海底隧道 \| 東區海底隧道 \| 司機所付的隧道費+ HK$15*（回程費） \| \| \| \| 西區海底隧道 \| \| 司機所付的隧道費+ HK$15*（回程費） \| \| \| \| 青嶼幹線 \| 青嶼幹線 \| HK$30 由馬灣往大嶼山／赤鱲角（或相反）的附加費為HK$60 \| HK$30 由馬灣往大嶼山／赤鱲角（或相反）的附加費為HK$60 \| \| \| 其他收費隧道及收費道路# \| 其他收費隧道及收費道路# \| 司機所付的隧道費及道路使用費 \| 司機所付的隧道費及道路使用費 \| \| - 有∗號表示在下列情況毋須繳付回程費： - 在過海的士站上車；或 - 最終目的地非位於海港的另一方。 - 有^號表示根據市區、新界及大嶼山的士的收費，在不涉及等候時間收費的情況下，分別為： - 市區的士9公里車程收費為HK$83.5； - 新界的士8公里車程收費為HK$65.5；及 - 大嶼山的士20公里車程收費為HK$154.0。 - 有#號表示包括城門隧道、獅子山隧道、香港仔隧道、將軍澳隧道、大欖隧道、大老山隧道及尖山隧道及沙田嶺隧道。 - 青嶼幹線於2017年8月20日實施雙向收費，惟乘客無論是前往或離開大嶼山／馬灣均需繳付雙程青嶼幹線附加費（而來往大嶼山及馬灣則需繳付四程青嶼幹線附加費）。 - 市區及大嶼山的士可免費使用愉景灣隧道，但只限來往二白灣指定地點（包括香港愉景灣酒店、愉景灣社區會堂及愉景北商場）。 |                                         |                                                       |                                                       |            |
| 種類 | 種類                                    | 市區的士                                              | 新界的士                                              | 大嶼山的士 |
| 基本收費 |                                         |                                                       |                                                       |            |
| 首2公里或其任何部分收費（起錶） | 首2公里或其任何部分收費（起錶）         | HK$24                                                 | HK$20.5                                               | HK$19      |
| 以後每200米車程或其部分^ 或 每分鐘等候時間或其部分 （跳錶） | 直至應收款額達HK$65.5                   | HK$1.7                                                | HK$1.5                                                | HK$1.5     |
| 以後每200米車程或其部分^ 或 每分鐘等候時間或其部分 （跳錶） | 應收款額於HK$65.5-$83.5之間             | HK$1.7                                                | HK$1.2                                                | HK$1.5     |
| 以後每200米車程或其部分^ 或 每分鐘等候時間或其部分 （跳錶） | 應收款額於HK$83.5-$154之間              | HK$1.2                                                | HK$1.2                                                | HK$1.5     |
| 以後每200米車程或其部分^ 或 每分鐘等候時間或其部分 （跳錶） | 在應收款額達HK$154或以後                | HK$1.2                                                | HK$1.2                                                | HK$1.4     |
| 其他收費 |                                         |                                                       |                                                       |            |
| 每件行李 （擺放在車廂內的輕便行李除外） | 每件行李 （擺放在車廂內的輕便行李除外） | HK$6                                                  | HK$6                                                  | HK$6       |
| 每隻動物或鳥類 | 每隻動物或鳥類                          | HK$5                                                  | HK$5                                                  | HK$5       |
| 每程電召預約服務 |                                         | HK$5                                                  | HK$5                                                  | HK$5       |
| 傷殘人士賴以行動的輪椅及拐杖 | 傷殘人士賴以行動的輪椅及拐杖            | 免費                                                  | 免費                                                  | 免費       |
| 使用收費隧道及收費道路之附加費 （不適用於愉景灣隧道） |                                         |                                                       |                                                       |            |
| 紅磡海底隧道 | 紅磡海底隧道                            | 司機所付的隧道費+ HK$10*（回程費）                    | 不適用                                                | 不適用     |
| 東區海底隧道 | 東區海底隧道                            | 司機所付的隧道費+ HK$15*（回程費）                    |                                                       |            |
| 西區海底隧道 |                                         | 司機所付的隧道費+ HK$15*（回程費）                    |                                                       |            |
| 青嶼幹線 | 青嶼幹線                                | HK$30 由馬灣往大嶼山／赤鱲角（或相反）的附加費為HK$60 | HK$30 由馬灣往大嶼山／赤鱲角（或相反）的附加費為HK$60 |            |
| 其他收費隧道及收費道路# | 其他收費隧道及收費道路#                 | 司機所付的隧道費及道路使用費                          | 司機所付的隧道費及道路使用費                          |            |

| \| 種類 \| 種類 \| 市區的士 \| 新界的士 \| 大嶼山的士 \| \| ----------------------------------------------------------- \| --------------------------------------- \| ----------------------------------------------------- \| ----------------------------------------------------- \| ---------- \| \| 基本收費 \| \| \| \| \| \| 首2公里或其任何部分收費（起錶） \| 首2公里或其任何部分收費（起錶） \| HK$22 \| HK$18.5 \| HK$17 \| \| 以後每200米車程或其部分^ 或 每分鐘等候時間或其部分 （跳錶） \| 直至應收款額達HK$60.5 \| HK$1.6 \| HK$1.4 \| HK$1.4 \| \| 以後每200米車程或其部分^ 或 每分鐘等候時間或其部分 （跳錶） \| 應收款額於HK$60.5-$78之間 \| HK$1.6 \| HK$1 \| HK$1.4 \| \| 以後每200米車程或其部分^ 或 每分鐘等候時間或其部分 （跳錶） \| 應收款額於HK$78-$143之間 \| HK$1 \| HK$1 \| HK$1.4 \| \| 以後每200米車程或其部分^ 或 每分鐘等候時間或其部分 （跳錶） \| 在應收款額達HK$143或以後 \| HK$1 \| HK$1 \| HK$1.2 \| \| 其他收費 \| \| \| \| \| \| 每件行李 （擺放在車廂內的輕便行李除外） \| 每件行李 （擺放在車廂內的輕便行李除外） \| HK$5 \| HK$5 \| HK$5 \| \| 每隻動物或鳥類 \| \| HK$5 \| HK$5 \| HK$5 \| \| 每程電召預約服務 \| \| HK$5 \| HK$5 \| HK$5 \| \| 傷殘人士賴以行動的輪椅及拐杖 \| 傷殘人士賴以行動的輪椅及拐杖 \| 免費 \| 免費 \| 免費 \| \| 使用收費隧道及收費道路之附加費 （不適用於愉景灣隧道） \| \| \| \| \| \| 紅磡海底隧道 \| 紅磡海底隧道 \| 司機所付的隧道費+ HK$10*（回程費） \| 不適用 \| 不適用 \| \| 東區海底隧道 \| 東區海底隧道 \| 司機所付的隧道費+ HK$15*（回程費） \| \| \| \| 西區海底隧道 \| \| 司機所付的隧道費+ HK$15*（回程費） \| \| \| \| 青嶼幹線 \| 青嶼幹線 \| HK$30 由馬灣往大嶼山／赤鱲角（或相反）的附加費為HK$60 \| HK$30 由馬灣往大嶼山／赤鱲角（或相反）的附加費為HK$60 \| \| \| 其他收費隧道及收費道路# \| 其他收費隧道及收費道路# \| 司機所付的隧道費及道路使用費 \| 司機所付的隧道費及道路使用費 \| \| - 有∗號表示在下列情況毋須繳付回程費： - 在過海的士站上車；或 - 最終目的地非位於海港的另一方。 - 有^號表示根據市區、新界及大嶼山的士的收費，在不涉及等候時間收費的情況下，分別為： - 市區的士9公里車程收費為HK$78； - 新界的士8公里車程收費為HK$60.5；及 - 大嶼山的士20公里車程收費為HK$143。 - 有#號表示包括城門隧道、獅子山隧道、香港仔隧道、將軍澳隧道、大欖隧道、大老山隧道及尖山隧道及沙田嶺隧道。 - 市區及大嶼山的士於2014年10月26日起可免費使用愉景灣隧道，但只限來往二白灣指定地點（包括香港愉景灣酒店、愉景灣社區會堂及愉景北商場）。 |                                         |                                                       |                                                       |            |
| 種類 | 種類                                    | 市區的士                                              | 新界的士                                              | 大嶼山的士 |
| 基本收費 |                                         |                                                       |                                                       |            |
| 首2公里或其任何部分收費（起錶） | 首2公里或其任何部分收費（起錶）         | HK$22                                                 | HK$18.5                                               | HK$17      |
| 以後每200米車程或其部分^ 或 每分鐘等候時間或其部分 （跳錶） | 直至應收款額達HK$60.5                   | HK$1.6                                                | HK$1.4                                                | HK$1.4     |
| 以後每200米車程或其部分^ 或 每分鐘等候時間或其部分 （跳錶） | 應收款額於HK$60.5-$78之間               | HK$1.6                                                | HK$1                                                  | HK$1.4     |
| 以後每200米車程或其部分^ 或 每分鐘等候時間或其部分 （跳錶） | 應收款額於HK$78-$143之間                | HK$1                                                  | HK$1                                                  | HK$1.4     |
| 以後每200米車程或其部分^ 或 每分鐘等候時間或其部分 （跳錶） | 在應收款額達HK$143或以後                | HK$1                                                  | HK$1                                                  | HK$1.2     |
| 其他收費 |                                         |                                                       |                                                       |            |
| 每件行李 （擺放在車廂內的輕便行李除外） | 每件行李 （擺放在車廂內的輕便行李除外） | HK$5                                                  | HK$5                                                  | HK$5       |
| 每隻動物或鳥類 |                                         | HK$5                                                  | HK$5                                                  | HK$5       |
| 每程電召預約服務 |                                         | HK$5                                                  | HK$5                                                  | HK$5       |
| 傷殘人士賴以行動的輪椅及拐杖 | 傷殘人士賴以行動的輪椅及拐杖            | 免費                                                  | 免費                                                  | 免費       |
| 使用收費隧道及收費道路之附加費 （不適用於愉景灣隧道） |                                         |                                                       |                                                       |            |
| 紅磡海底隧道 | 紅磡海底隧道                            | 司機所付的隧道費+ HK$10*（回程費）                    | 不適用                                                | 不適用     |
| 東區海底隧道 | 東區海底隧道                            | 司機所付的隧道費+ HK$15*（回程費）                    |                                                       |            |
| 西區海底隧道 |                                         | 司機所付的隧道費+ HK$15*（回程費）                    |                                                       |            |
| 青嶼幹線 | 青嶼幹線                                | HK$30 由馬灣往大嶼山／赤鱲角（或相反）的附加費為HK$60 | HK$30 由馬灣往大嶼山／赤鱲角（或相反）的附加費為HK$60 |            |
| 其他收費隧道及收費道路# | 其他收費隧道及收費道路#                 | 司機所付的隧道費及道路使用費                          | 司機所付的隧道費及道路使用費                          |            |

| \| 種類 \| 種類 \| 市區的士 \| 新界的士 \| 大嶼山的士 \| \| ----------------------------------------------------------- \| --------------------------------------- \| ----------------------------------------------------- \| ----------------------------------------------------- \| ---------- \| \| 基本收費 \| \| \| \| \| \| 首2公里或其任何部分收費（起錶） \| 首2公里或其任何部分收費（起錶） \| HK$20 \| HK$16.5 \| HK$15 \| \| 以後每200米車程或其部分^ 或 每分鐘等候時間或其部分 （跳錶） \| 直至應收款額達HK$55.5 \| HK$1.5 \| HK$1.3 \| HK$1.3 \| \| 以後每200米車程或其部分^ 或 每分鐘等候時間或其部分 （跳錶） \| 應收款額於HK$55.5-$72.5之間 \| HK$1.5 \| HK$1 \| HK$1.3 \| \| 以後每200米車程或其部分^ 或 每分鐘等候時間或其部分 （跳錶） \| 應收款額於HK$72.5-$132之間 \| HK$1 \| HK$1 \| HK$1.3 \| \| 以後每200米車程或其部分^ 或 每分鐘等候時間或其部分 （跳錶） \| 在應收款額達HK$132或以後 \| HK$1 \| HK$1 \| HK$1.2 \| \| 其他收費 \| \| \| \| \| \| 每件行李 （擺放在車廂內的輕便行李除外） \| 每件行李 （擺放在車廂內的輕便行李除外） \| HK$5 \| HK$4 \| HK$5 \| \| 每隻動物或鳥類 \| \| HK$5 \| HK$4 \| HK$5 \| \| 每程電召預約服務 \| \| HK$5 \| HK$4 \| HK$5 \| \| 傷殘人士賴以行動的輪椅及拐杖 \| 傷殘人士賴以行動的輪椅及拐杖 \| 免費 \| 免費 \| 免費 \| \| 使用收費隧道及收費道路之附加費 \| \| \| \| \| \| 紅磡海底隧道 \| 紅磡海底隧道 \| 司機所付的隧道費+ HK$10*（回程費） \| 不適用 \| 不適用 \| \| 東區海底隧道 \| 東區海底隧道 \| 司機所付的隧道費+ HK$15*（回程費） \| \| \| \| 西區海底隧道 \| \| 司機所付的隧道費+ HK$15*（回程費） \| \| \| \| 青嶼幹線 \| 青嶼幹線 \| HK$30 由馬灣往大嶼山／赤鱲角（或相反）的附加費為HK$60 \| HK$30 由馬灣往大嶼山／赤鱲角（或相反）的附加費為HK$60 \| \| \| 其他收費隧道及收費道路# \| 其他收費隧道及收費道路# \| 司機所付的隧道費及道路使用費 \| 司機所付的隧道費及道路使用費 \| \| - 有∗號表示在下列情況毋須繳付回程費： - 在過海的士站上車；或 - 最終目的地非位於海港的另一方。 - 有^號表示根據市區、新界及大嶼山的士的收費，在不涉及等候時間收費的情況下，分別為： - 市區的士9公里車程收費為HK$72.5； - 新界的士8公里車程收費為HK$55.5；及 - 大嶼山的士20公里車程收費為HK$132。 - 有#號表示包括城門隧道、獅子山隧道、香港仔隧道、將軍澳隧道、大欖隧道、大老山隧道及尖山隧道及沙田嶺隧道。 |                                         |                                                       |                                                       |            |
| 種類 | 種類                                    | 市區的士                                              | 新界的士                                              | 大嶼山的士 |
| 基本收費 |                                         |                                                       |                                                       |            |
| 首2公里或其任何部分收費（起錶） | 首2公里或其任何部分收費（起錶）         | HK$20                                                 | HK$16.5                                               | HK$15      |
| 以後每200米車程或其部分^ 或 每分鐘等候時間或其部分 （跳錶） | 直至應收款額達HK$55.5                   | HK$1.5                                                | HK$1.3                                                | HK$1.3     |
| 以後每200米車程或其部分^ 或 每分鐘等候時間或其部分 （跳錶） | 應收款額於HK$55.5-$72.5之間             | HK$1.5                                                | HK$1                                                  | HK$1.3     |
| 以後每200米車程或其部分^ 或 每分鐘等候時間或其部分 （跳錶） | 應收款額於HK$72.5-$132之間              | HK$1                                                  | HK$1                                                  | HK$1.3     |
| 以後每200米車程或其部分^ 或 每分鐘等候時間或其部分 （跳錶） | 在應收款額達HK$132或以後                | HK$1                                                  | HK$1                                                  | HK$1.2     |
| 其他收費 |                                         |                                                       |                                                       |            |
| 每件行李 （擺放在車廂內的輕便行李除外） | 每件行李 （擺放在車廂內的輕便行李除外） | HK$5                                                  | HK$4                                                  | HK$5       |
| 每隻動物或鳥類 |                                         | HK$5                                                  | HK$4                                                  | HK$5       |
| 每程電召預約服務 |                                         | HK$5                                                  | HK$4                                                  | HK$5       |
| 傷殘人士賴以行動的輪椅及拐杖 | 傷殘人士賴以行動的輪椅及拐杖            | 免費                                                  | 免費                                                  | 免費       |
| 使用收費隧道及收費道路之附加費 |                                         |                                                       |                                                       |            |
| 紅磡海底隧道 | 紅磡海底隧道                            | 司機所付的隧道費+ HK$10*（回程費）                    | 不適用                                                | 不適用     |
| 東區海底隧道 | 東區海底隧道                            | 司機所付的隧道費+ HK$15*（回程費）                    |                                                       |            |
| 西區海底隧道 |                                         | 司機所付的隧道費+ HK$15*（回程費）                    |                                                       |            |
| 青嶼幹線 | 青嶼幹線                                | HK$30 由馬灣往大嶼山／赤鱲角（或相反）的附加費為HK$60 | HK$30 由馬灣往大嶼山／赤鱲角（或相反）的附加費為HK$60 |            |
| 其他收費隧道及收費道路# | 其他收費隧道及收費道路#                 | 司機所付的隧道費及道路使用費                          | 司機所付的隧道費及道路使用費                          |            |

| \| 種類 \| 種類 \| 市區的士 \| 新界的士 \| 大嶼山的士 \| \| ----------------------------------------------------------- \| --------------------------------------- \| ---------------------------------- \| ---------------------------- \| ---------- \| \| 基本收費 \| \| \| \| \| \| 首2公里或其任何部分收費（起錶） \| 首2公里或其任何部分收費（起錶） \| HK$18 \| HK$14.5 \| HK$13 \| \| 以後每200米車程或其部分^ 或 每分鐘等候時間或其部分 （跳錶） \| 直至應收款額達HK$53.5 \| HK$1.5 \| HK$1.3 \| HK$1.3 \| \| 以後每200米車程或其部分^ 或 每分鐘等候時間或其部分 （跳錶） \| 應收款額於HK$53.5-$70.5之間 \| HK$1.5 \| HK$1 \| HK$1.3 \| \| 以後每200米車程或其部分^ 或 每分鐘等候時間或其部分 （跳錶） \| 應收款額於HK$70.5-$130之間 \| HK$1 \| HK$1 \| HK$1.3 \| \| 以後每200米車程或其部分^ 或 每分鐘等候時間或其部分 （跳錶） \| 在應收款額達HK$130或以後 \| HK$1 \| HK$1 \| HK$1.2 \| \| 其他收費 \| \| \| \| \| \| 每件行李 （擺放在車廂內的輕便行李除外） \| 每件行李 （擺放在車廂內的輕便行李除外） \| HK$5 \| HK$4 \| HK$5 \| \| 每隻動物或鳥類 \| \| HK$5 \| HK$4 \| HK$5 \| \| 每程電召預約服務 \| \| HK$5 \| HK$4 \| HK$5 \| \| 傷殘人士賴以行動的輪椅及拐杖 \| 傷殘人士賴以行動的輪椅及拐杖 \| 免費 \| 免費 \| 免費 \| \| 使用收費隧道及收費道路之附加費 \| \| \| \| \| \| 紅磡海底隧道 \| 紅磡海底隧道 \| 司機所付的隧道費+ HK$10*（回程費） \| 不適用 \| 不適用 \| \| 東區海底隧道 \| 東區海底隧道 \| 司機所付的隧道費+ HK$15*（回程費） \| \| \| \| 西區海底隧道 \| \| 司機所付的隧道費+ HK$15*（回程費） \| \| \| \| 青嶼幹線 \| 青嶼幹線 \| HK$30 \| HK$30 \| \| \| 其他收費隧道及收費道路# \| 其他收費隧道及收費道路# \| 司機所付的隧道費及道路使用費 \| 司機所付的隧道費及道路使用費 \| \| - 有∗號表示在下列情況毋須繳付回程費： - 在過海的士站上車；或 - 最終目的地非位於海港的另一方。 - 有^號表示根據市區、新界及大嶼山的士的收費，在不涉及等候時間收費的情況下，分別為： - 市區的士9公里車程收費為HK$70.5； - 新界的士8公里車程收費為HK$53.5；及 - 大嶼山的士20公里車程收費為HK$130。 - 有#號表示包括城門隧道、獅子山隧道、香港仔隧道、將軍澳隧道、大欖隧道、大老山隧道及尖山隧道及沙田嶺隧道。 |                                         |                                    |                              |            |
| 種類 | 種類                                    | 市區的士                           | 新界的士                     | 大嶼山的士 |
| 基本收費 |                                         |                                    |                              |            |
| 首2公里或其任何部分收費（起錶） | 首2公里或其任何部分收費（起錶）         | HK$18                              | HK$14.5                      | HK$13      |
| 以後每200米車程或其部分^ 或 每分鐘等候時間或其部分 （跳錶） | 直至應收款額達HK$53.5                   | HK$1.5                             | HK$1.3                       | HK$1.3     |
| 以後每200米車程或其部分^ 或 每分鐘等候時間或其部分 （跳錶） | 應收款額於HK$53.5-$70.5之間             | HK$1.5                             | HK$1                         | HK$1.3     |
| 以後每200米車程或其部分^ 或 每分鐘等候時間或其部分 （跳錶） | 應收款額於HK$70.5-$130之間              | HK$1                               | HK$1                         | HK$1.3     |
| 以後每200米車程或其部分^ 或 每分鐘等候時間或其部分 （跳錶） | 在應收款額達HK$130或以後                | HK$1                               | HK$1                         | HK$1.2     |
| 其他收費 |                                         |                                    |                              |            |
| 每件行李 （擺放在車廂內的輕便行李除外） | 每件行李 （擺放在車廂內的輕便行李除外） | HK$5                               | HK$4                         | HK$5       |
| 每隻動物或鳥類 |                                         | HK$5                               | HK$4                         | HK$5       |
| 每程電召預約服務 |                                         | HK$5                               | HK$4                         | HK$5       |
| 傷殘人士賴以行動的輪椅及拐杖 | 傷殘人士賴以行動的輪椅及拐杖            | 免費                               | 免費                         | 免費       |
| 使用收費隧道及收費道路之附加費 |                                         |                                    |                              |            |
| 紅磡海底隧道 | 紅磡海底隧道                            | 司機所付的隧道費+ HK$10*（回程費） | 不適用                       | 不適用     |
| 東區海底隧道 | 東區海底隧道                            | 司機所付的隧道費+ HK$15*（回程費） |                              |            |
| 西區海底隧道 |                                         | 司機所付的隧道費+ HK$15*（回程費） |                              |            |
| 青嶼幹線 | 青嶼幹線                                | HK$30                              | HK$30                        |            |
| 其他收費隧道及收費道路# | 其他收費隧道及收費道路#                 | 司機所付的隧道費及道路使用費       | 司機所付的隧道費及道路使用費 |            |

| \| 種類 \| 種類 \| 市區的士 \| 新界的士 \| 大嶼山的士 \| \| ----------------------------------------------------------- \| --------------------------------------- \| ---------------------------------- \| ---------------------------- \| ---------- \| \| 基本收費 \| \| \| \| \| \| 首2公里或其任何部分收費（起錶） \| 首2公里或其任何部分收費（起錶） \| HK$18 \| HK$13.5 \| HK$13 \| \| 以後每200米車程或其部分^ 或 每分鐘等候時間或其部分 （跳錶） \| 直至應收款額達HK$70.5 \| HK$1.5 \| HK$1.2 \| HK$1.3 \| \| 以後每200米車程或其部分^ 或 每分鐘等候時間或其部分 （跳錶） \| 應收款額於HK$70.5-$130之間 \| HK$1 \| HK$1.2 \| HK$1.3 \| \| 以後每200米車程或其部分^ 或 每分鐘等候時間或其部分 （跳錶） \| 在應收款額達HK$130或以後 \| HK$1 \| HK$1.2 \| HK$1.2 \| \| 以後每200米車程或其部分^ 或 每分鐘等候時間或其部分 （跳錶） \| 其他收費 \| \| \| \| \| 每件行李 （擺放在車廂內的輕便行李除外） \| 每件行李 （擺放在車廂內的輕便行李除外） \| HK$5 \| HK$4 \| HK$5 \| \| 每隻動物或鳥類 \| \| HK$5 \| HK$4 \| HK$5 \| \| 每程電召預約服務 \| \| HK$5 \| HK$4 \| HK$5 \| \| 傷殘人士賴以行動的輪椅及拐杖 \| 傷殘人士賴以行動的輪椅及拐杖 \| 免費 \| 免費 \| 免費 \| \| 使用收費隧道及收費道路之附加費 \| \| \| \| \| \| 紅磡海底隧道 \| 紅磡海底隧道 \| 司機所付的隧道費+ HK$10*（回程費） \| 不適用 \| 不適用 \| \| 東區海底隧道 \| 東區海底隧道 \| 司機所付的隧道費+ HK$15*（回程費） \| \| \| \| 西區海底隧道 \| \| 司機所付的隧道費+ HK$15*（回程費） \| \| \| \| 青嶼幹線 \| 青嶼幹線 \| HK$30 \| HK$30 \| \| \| 其他收費隧道及收費道路# \| 其他收費隧道及收費道路# \| 司機所付的隧道費及道路使用費 \| 司機所付的隧道費及道路使用費 \| \| - 有∗號表示在下列情況毋須繳付回程費： - 在過海的士站上車；或 - 最終目的地非位於海港的另一方。 - 有^號表示根據市區、新界及大嶼山的士的收費，在不涉及等候時間收費的情況下，分別為： - 市區的士9公里車程收費為HK$70.5；及 - 大嶼山的士20公里車程收費為HK$130。 - 有#號表示包括城門隧道、獅子山隧道、香港仔隧道、將軍澳隧道、大欖隧道、大老山隧道及尖山隧道及沙田嶺隧道。 |                                         |                                    |                              |            |
| 種類 | 種類                                    | 市區的士                           | 新界的士                     | 大嶼山的士 |
| 基本收費 |                                         |                                    |                              |            |
| 首2公里或其任何部分收費（起錶） | 首2公里或其任何部分收費（起錶）         | HK$18                              | HK$13.5                      | HK$13      |
| 以後每200米車程或其部分^ 或 每分鐘等候時間或其部分 （跳錶） | 直至應收款額達HK$70.5                   | HK$1.5                             | HK$1.2                       | HK$1.3     |
| 以後每200米車程或其部分^ 或 每分鐘等候時間或其部分 （跳錶） | 應收款額於HK$70.5-$130之間              | HK$1                               | HK$1.2                       | HK$1.3     |
| 以後每200米車程或其部分^ 或 每分鐘等候時間或其部分 （跳錶） | 在應收款額達HK$130或以後                | HK$1                               | HK$1.2                       | HK$1.2     |
| 以後每200米車程或其部分^ 或 每分鐘等候時間或其部分 （跳錶） | 其他收費                                |                                    |                              |            |
| 每件行李 （擺放在車廂內的輕便行李除外） | 每件行李 （擺放在車廂內的輕便行李除外） | HK$5                               | HK$4                         | HK$5       |
| 每隻動物或鳥類 |                                         | HK$5                               | HK$4                         | HK$5       |
| 每程電召預約服務 |                                         | HK$5                               | HK$4                         | HK$5       |
| 傷殘人士賴以行動的輪椅及拐杖 | 傷殘人士賴以行動的輪椅及拐杖            | 免費                               | 免費                         | 免費       |
| 使用收費隧道及收費道路之附加費 |                                         |                                    |                              |            |
| 紅磡海底隧道 | 紅磡海底隧道                            | 司機所付的隧道費+ HK$10*（回程費） | 不適用                       | 不適用     |
| 東區海底隧道 | 東區海底隧道                            | 司機所付的隧道費+ HK$15*（回程費） |                              |            |
| 西區海底隧道 |                                         | 司機所付的隧道費+ HK$15*（回程費） |                              |            |
| 青嶼幹線 | 青嶼幹線                                | HK$30                              | HK$30                        |            |
| 其他收費隧道及收費道路# | 其他收費隧道及收費道路#                 | 司機所付的隧道費及道路使用費       | 司機所付的隧道費及道路使用費 |            |

| \| 種類 \| 市區的士 \| 新界的士 \| 大嶼山的士 \| \| ---------------------------------------------------------- \| ---------------------------------- \| ---------------------------- \| ---------- \| \| 基本收費 \| \| \| \| \| 首2公里或其任何部分收費（起錶） \| HK$16 \| HK$13.5 \| HK$12 \| \| 以後每200米車程或其部分 或 每分鐘等候時間或其部分 （跳錶） \| HK$1.4 \| HK$1.2 \| HK$1.2 \| \| 其他收費 \| \| \| \| \| 每件行李 （擺放在車廂內的輕便行李除外） \| HK$5 \| HK$4 \| HK$5 \| \| 每隻動物或鳥類 \| HK$5 \| HK$4 \| HK$5 \| \| 每程電召預約服務 \| HK$5 \| HK$4 \| HK$5 \| \| 傷殘人士賴以行動的輪椅及拐杖 \| 免費 \| 免費 \| 免費 \| \| 使用收費隧道及收費道路之附加費 \| \| \| \| \| 紅磡海底隧道 \| 司機所付的隧道費+ HK$10*（回程費） \| 不適用 \| 不適用 \| \| 東區海底隧道 \| 司機所付的隧道費+ HK$15*（回程費） \| \| \| \| 西區海底隧道 \| 司機所付的隧道費+ HK$15*（回程費） \| \| \| \| 青嶼幹線 \| HK$30 \| HK$30 \| \| \| 其他收費隧道及收費道路# \| 司機所付的隧道費及道路使用費 \| 司機所付的隧道費及道路使用費 \| \| - 有∗號表示在下列情況毋須繳付回程費： - 在過海的士站上車；或 - 最終目的地非位於海港的另一方。 - 有#號表示包括城門隧道、獅子山隧道、香港仔隧道、將軍澳隧道、大欖隧道、大老山隧道及尖山隧道及沙田嶺隧道。 |                                    |                              |            |
| 種類 | 市區的士                           | 新界的士                     | 大嶼山的士 |
| 基本收費 |                                    |                              |            |
| 首2公里或其任何部分收費（起錶） | HK$16                              | HK$13.5                      | HK$12      |
| 以後每200米車程或其部分 或 每分鐘等候時間或其部分 （跳錶） | HK$1.4                             | HK$1.2                       | HK$1.2     |
| 其他收費 |                                    |                              |            |
| 每件行李 （擺放在車廂內的輕便行李除外） | HK$5                               | HK$4                         | HK$5       |
| 每隻動物或鳥類 | HK$5                               | HK$4                         | HK$5       |
| 每程電召預約服務 | HK$5                               | HK$4                         | HK$5       |
| 傷殘人士賴以行動的輪椅及拐杖 | 免費                               | 免費                         | 免費       |
| 使用收費隧道及收費道路之附加費 |                                    |                              |            |
| 紅磡海底隧道 | 司機所付的隧道費+ HK$10*（回程費） | 不適用                       | 不適用     |
| 東區海底隧道 | 司機所付的隧道費+ HK$15*（回程費） |                              |            |
| 西區海底隧道 | 司機所付的隧道費+ HK$15*（回程費） |                              |            |
| 青嶼幹線 | HK$30                              | HK$30                        |            |
| 其他收費隧道及收費道路# | 司機所付的隧道費及道路使用費       | 司機所付的隧道費及道路使用費 |            |

| \| 種類 \| 市區的士 \| 新界的士 \| 大嶼山的士 \| \| ---------------------------------------------------------- \| ---------------------------------- \| ---------------------------- \| ---------- \| \| 基本收費 \| \| \| \| \| 首2公里或其任何部分收費（起錶） \| HK$15 \| HK$12.5 \| HK$12 \| \| 以後每200米車程或其部分 或 每分鐘等候時間或其部分 （跳錶） \| HK$1.4 \| HK$1.2 \| HK$1.2 \| \| 其他收費 \| \| \| \| \| 每件行李 （擺放在車廂內的輕便行李除外） \| HK$5 \| HK$4 \| HK$5 \| \| 每隻動物或鳥類 \| HK$5 \| HK$4 \| HK$5 \| \| 每程電召預約服務 \| HK$5 \| HK$4 \| HK$5 \| \| 傷殘人士賴以行動的輪椅及拐杖 \| 免費 \| 免費 \| 免費 \| \| 使用收費隧道及收費道路之附加費 \| \| \| \| \| 紅磡海底隧道 \| 司機所付的隧道費+ HK$10*（回程費） \| 不適用 \| 不適用 \| \| 東區海底隧道 \| 司機所付的隧道費+ HK$15*（回程費） \| \| \| \| 西區海底隧道 \| 司機所付的隧道費+ HK$15*（回程費） \| \| \| \| 青嶼幹線 \| HK$30 \| HK$30 \| \| \| 其他收費隧道及收費道路# \| 司機所付的隧道費及道路使用費 \| 司機所付的隧道費及道路使用費 \| \| - 有∗號表示在下列情況毋須繳付回程費： - 在過海的士站上車；或 - 最終目的地非位於海港的另一方。 - 有#號表示包括城門隧道、獅子山隧道、香港仔隧道、將軍澳隧道、大欖隧道及大老山隧道。 |                                    |                              |            |
| 種類 | 市區的士                           | 新界的士                     | 大嶼山的士 |
| 基本收費 |                                    |                              |            |
| 首2公里或其任何部分收費（起錶） | HK$15                              | HK$12.5                      | HK$12      |
| 以後每200米車程或其部分 或 每分鐘等候時間或其部分 （跳錶） | HK$1.4                             | HK$1.2                       | HK$1.2     |
| 其他收費 |                                    |                              |            |
| 每件行李 （擺放在車廂內的輕便行李除外） | HK$5                               | HK$4                         | HK$5       |
| 每隻動物或鳥類 | HK$5                               | HK$4                         | HK$5       |
| 每程電召預約服務 | HK$5                               | HK$4                         | HK$5       |
| 傷殘人士賴以行動的輪椅及拐杖 | 免費                               | 免費                         | 免費       |
| 使用收費隧道及收費道路之附加費 |                                    |                              |            |
| 紅磡海底隧道 | 司機所付的隧道費+ HK$10*（回程費） | 不適用                       | 不適用     |
| 東區海底隧道 | 司機所付的隧道費+ HK$15*（回程費） |                              |            |
| 西區海底隧道 | 司機所付的隧道費+ HK$15*（回程費） |                              |            |
| 青嶼幹線 | HK$30                              | HK$30                        |            |
| 其他收費隧道及收費道路# | 司機所付的隧道費及道路使用費       | 司機所付的隧道費及道路使用費 |            |

| \| 種類 \| 市區的士 \| 新界的士 \| 大嶼山的士 \| \| ---------------------------------------------------------- \| ---------------------------------- \| ---------------------------- \| ---------- \| \| 基本收費 \| \| \| \| \| 首2公里或其任何部分收費（起錶） \| HK$15 \| HK$12 \| HK$12 \| \| 以後每200米車程或其部分 或 每分鐘等候時間或其部分 （跳錶） \| HK$1.4 \| HK$1.2 \| HK$1.2 \| \| 其他收費 \| \| \| \| \| 每件行李 （擺放在車廂內的輕便行李除外） \| HK$5 \| HK$4 \| HK$5 \| \| 每隻動物或鳥類 \| HK$5 \| HK$4 \| HK$5 \| \| 每程電召預約服務 \| HK$5 \| HK$4 \| HK$5 \| \| 傷殘人士賴以行動的輪椅及拐杖 \| 免費 \| 免費 \| 免費 \| \| 使用收費隧道及收費道路之附加費 \| \| \| \| \| 紅磡海底隧道 \| 司機所付的隧道費+ HK$10*（回程費） \| 不適用 \| 不適用 \| \| 東區海底隧道 \| 司機所付的隧道費+ HK$15*（回程費） \| \| \| \| 西區海底隧道 \| 司機所付的隧道費+ HK$15*（回程費） \| \| \| \| 青嶼幹線 \| HK$30 \| HK$30 \| \| \| 其他收費隧道及收費道路# \| 司機所付的隧道費及道路使用費 \| 司機所付的隧道費及道路使用費 \| \| - 有∗號表示在下列情況毋須繳付回程費： - 在過海的士站上車；或 - 最終目的地非位於海港的另一方。 - 有#號表示包括城門隧道、獅子山隧道、香港仔隧道、將軍澳隧道、大欖隧道及大老山隧道。 |                                    |                              |            |
| 種類 | 市區的士                           | 新界的士                     | 大嶼山的士 |
| 基本收費 |                                    |                              |            |
| 首2公里或其任何部分收費（起錶） | HK$15                              | HK$12                        | HK$12      |
| 以後每200米車程或其部分 或 每分鐘等候時間或其部分 （跳錶） | HK$1.4                             | HK$1.2                       | HK$1.2     |
| 其他收費 |                                    |                              |            |
| 每件行李 （擺放在車廂內的輕便行李除外） | HK$5                               | HK$4                         | HK$5       |
| 每隻動物或鳥類 | HK$5                               | HK$4                         | HK$5       |
| 每程電召預約服務 | HK$5                               | HK$4                         | HK$5       |
| 傷殘人士賴以行動的輪椅及拐杖 | 免費                               | 免費                         | 免費       |
| 使用收費隧道及收費道路之附加費 |                                    |                              |            |
| 紅磡海底隧道 | 司機所付的隧道費+ HK$10*（回程費） | 不適用                       | 不適用     |
| 東區海底隧道 | 司機所付的隧道費+ HK$15*（回程費） |                              |            |
| 西區海底隧道 | 司機所付的隧道費+ HK$15*（回程費） |                              |            |
| 青嶼幹線 | HK$30                              | HK$30                        |            |
| 其他收費隧道及收費道路# | 司機所付的隧道費及道路使用費       | 司機所付的隧道費及道路使用費 |            |

| \| 種類 \| 市區的士 \| 新界的士 \| 大嶼山的士 \| \| ---------------------------------------------------------- \| ---------------------------------- \| ---------------------------- \| ---------- \| \| 基本收費 \| \| \| \| \| 首2公里或其任何部分收費（起錶） \| HK$14.5 \| HK$12 \| HK$12 \| \| 以後每200米車程或其部分 或 每分鐘等候時間或其部分 （跳錶） \| HK$1.3 \| HK$1.2 \| HK$1.2 \| \| 其他收費 \| \| \| \| \| 每件行李 （擺放在車廂內的輕便行李除外） \| HK$5 \| HK$4 \| HK$5 \| \| 每隻動物或鳥類 \| HK$5 \| HK$4 \| HK$5 \| \| 每程電召預約服務 \| HK$5 \| HK$4 \| HK$5 \| \| 傷殘人士賴以行動的輪椅及拐杖 \| 免費 \| 免費 \| 免費 \| \| 使用收費隧道及收費道路之附加費 \| \| \| \| \| 紅磡海底隧道 \| 司機所付的隧道費+ HK$10*（回程費） \| 不適用 \| 不適用 \| \| 東區海底隧道 \| 司機所付的隧道費+ HK$15*（回程費） \| \| \| \| 西區海底隧道 \| 司機所付的隧道費+ HK$15*（回程費） \| \| \| \| 青嶼幹線 \| HK$30 \| HK$30 \| \| \| 其他收費隧道及收費道路# \| 司機所付的隧道費及道路使用費 \| 司機所付的隧道費及道路使用費 \| \| - 有∗號表示在下列情況毋須繳付回程費： - 在過海的士站上車；或 - 最終目的地非位於海港的另一方。 - 有#號表示包括城門隧道、獅子山隧道、香港仔隧道、將軍澳隧道、大欖隧道及大老山隧道。 |                                    |                              |            |
| 種類 | 市區的士                           | 新界的士                     | 大嶼山的士 |
| 基本收費 |                                    |                              |            |
| 首2公里或其任何部分收費（起錶） | HK$14.5                            | HK$12                        | HK$12      |
| 以後每200米車程或其部分 或 每分鐘等候時間或其部分 （跳錶） | HK$1.3                             | HK$1.2                       | HK$1.2     |
| 其他收費 |                                    |                              |            |
| 每件行李 （擺放在車廂內的輕便行李除外） | HK$5                               | HK$4                         | HK$5       |
| 每隻動物或鳥類 | HK$5                               | HK$4                         | HK$5       |
| 每程電召預約服務 | HK$5                               | HK$4                         | HK$5       |
| 傷殘人士賴以行動的輪椅及拐杖 | 免費                               | 免費                         | 免費       |
| 使用收費隧道及收費道路之附加費 |                                    |                              |            |
| 紅磡海底隧道 | 司機所付的隧道費+ HK$10*（回程費） | 不適用                       | 不適用     |
| 東區海底隧道 | 司機所付的隧道費+ HK$15*（回程費） |                              |            |
| 西區海底隧道 | 司機所付的隧道費+ HK$15*（回程費） |                              |            |
| 青嶼幹線 | HK$30                              | HK$30                        |            |
| 其他收費隧道及收費道路# | 司機所付的隧道費及道路使用費       | 司機所付的隧道費及道路使用費 |            |

| \| 種類 \| 市區的士 \| 新界的士 \| 大嶼山的士 \| \| ---------------------------------------------------------- \| ---------------------------------- \| ---------------------------- \| ---------- \| \| 基本收費 \| \| \| \| \| 首2公里或其任何部分收費（起錶） \| HK$14.5 \| HK$12 \| HK$12 \| \| 以後每200米車程或其部分 或 每分鐘等候時間或其部分 （跳錶） \| HK$1.3 \| HK$1.2 \| HK$1.2 \| \| 其他收費 \| \| \| \| \| 每件行李 （擺放在車廂內的輕便行李除外） \| HK$5 \| HK$4 \| HK$5 \| \| 每隻動物或鳥類 \| HK$5 \| HK$4 \| HK$5 \| \| 每程電召預約服務 \| HK$5 \| HK$4 \| HK$5 \| \| 傷殘人士賴以行動的輪椅及拐杖 \| 免費 \| 免費 \| 免費 \| \| 使用收費隧道及收費道路之附加費 \| \| \| \| \| 紅磡海底隧道 \| 司機所付的隧道費+ HK$10*（回程費） \| 不適用 \| 不適用 \| \| 東區海底隧道 \| 司機所付的隧道費+ HK$10*（回程費） \| \| \| \| 西區海底隧道 \| 司機所付的隧道費+ HK$10*（回程費） \| \| \| \| 青嶼幹線 \| HK$30 \| HK$30 \| \| \| 其他收費隧道及收費道路# \| 司機所付的隧道費及道路使用費 \| 司機所付的隧道費及道路使用費 \| \| - 有∗號表示在下列情況毋須繳付回程費： - 在過海的士站上車；或 - 最終目的地非位於海港的另一方。 - 有#號表示包括城門隧道、獅子山隧道、香港仔隧道、將軍澳隧道及大老山隧道。 |                                    |                              |            |
| 種類 | 市區的士                           | 新界的士                     | 大嶼山的士 |
| 基本收費 |                                    |                              |            |
| 首2公里或其任何部分收費（起錶） | HK$14.5                            | HK$12                        | HK$12      |
| 以後每200米車程或其部分 或 每分鐘等候時間或其部分 （跳錶） | HK$1.3                             | HK$1.2                       | HK$1.2     |
| 其他收費 |                                    |                              |            |
| 每件行李 （擺放在車廂內的輕便行李除外） | HK$5                               | HK$4                         | HK$5       |
| 每隻動物或鳥類 | HK$5                               | HK$4                         | HK$5       |
| 每程電召預約服務 | HK$5                               | HK$4                         | HK$5       |
| 傷殘人士賴以行動的輪椅及拐杖 | 免費                               | 免費                         | 免費       |
| 使用收費隧道及收費道路之附加費 |                                    |                              |            |
| 紅磡海底隧道 | 司機所付的隧道費+ HK$10*（回程費） | 不適用                       | 不適用     |
| 東區海底隧道 | 司機所付的隧道費+ HK$10*（回程費） |                              |            |
| 西區海底隧道 | 司機所付的隧道費+ HK$10*（回程費） |                              |            |
| 青嶼幹線 | HK$30                              | HK$30                        |            |
| 其他收費隧道及收費道路# | 司機所付的隧道費及道路使用費       | 司機所付的隧道費及道路使用費 |            |

| \| 種類 \| 市區的士 \| 新界的士 \| 大嶼山的士 \| \| ---------------------------------------------------------- \| ---------------------------------- \| ---------------------------- \| ---------- \| \| 基本收費 \| \| \| \| \| 首2公里或其任何部分收費（起錶） \| HK$14 \| HK$10.8 \| HK$10.8 \| \| 以後每200米車程或其部分 或 每分鐘等候時間或其部分 （跳錶） \| HK$1.2 \| HK$1.1 \| HK$1.1 \| \| 其他收費 \| \| \| \| \| 每件行李 （擺放在車廂內的輕便行李除外） \| HK$5 \| HK$4 \| HK$5 \| \| 每隻動物或鳥類 \| HK$5 \| HK$4 \| HK$5 \| \| 每程電召預約服務 \| HK$5 \| HK$4 \| HK$5 \| \| 傷殘人士賴以行動的輪椅及拐杖 \| 免費 \| 免費 \| 免費 \| \| 使用收費隧道之附加費 \| \| \| \| \| 紅磡海底隧道 \| 司機所付的隧道費+ HK$10*（回程費） \| 不適用 \| 不適用 \| \| 東區海底隧道 \| 司機所付的隧道費+ HK$10*（回程費） \| \| \| \| 其他收費隧道# \| 司機所付的隧道費及道路使用費 \| 司機所付的隧道費及道路使用費 \| \| - 有∗號表示在下列情況毋須繳付回程費： - 在過海的士站上車；或 - 最終目的地非位於海港的另一方。 - 有#號表示包括城門隧道、獅子山隧道、香港仔隧道、將軍澳隧道及大老山隧道。 |                                    |                              |            |
| 種類 | 市區的士                           | 新界的士                     | 大嶼山的士 |
| 基本收費 |                                    |                              |            |
| 首2公里或其任何部分收費（起錶） | HK$14                              | HK$10.8                      | HK$10.8    |
| 以後每200米車程或其部分 或 每分鐘等候時間或其部分 （跳錶） | HK$1.2                             | HK$1.1                       | HK$1.1     |
| 其他收費 |                                    |                              |            |
| 每件行李 （擺放在車廂內的輕便行李除外） | HK$5                               | HK$4                         | HK$5       |
| 每隻動物或鳥類 | HK$5                               | HK$4                         | HK$5       |
| 每程電召預約服務 | HK$5                               | HK$4                         | HK$5       |
| 傷殘人士賴以行動的輪椅及拐杖 | 免費                               | 免費                         | 免費       |
| 使用收費隧道之附加費 |                                    |                              |            |
| 紅磡海底隧道 | 司機所付的隧道費+ HK$10*（回程費） | 不適用                       | 不適用     |
| 東區海底隧道 | 司機所付的隧道費+ HK$10*（回程費） |                              |            |
| 其他收費隧道# | 司機所付的隧道費及道路使用費       | 司機所付的隧道費及道路使用費 |            |

## 交通地位
的士是香港主要路面交通工具之一。據2021年統計數字顯示，的士佔總公共交通的7.2%排名第4，排在鐵路（41.4%）、專營巴士（33.5%）及公共小巴（14%）之後。行走範圍之廣遍及香港島、九龍及新界各區，幾乎除了一些離島外所有路面均能到達。故此，的士同時具備彌補其他公共交通工具如巴士、鐵路等未能覆蓋的地區，以及日間交通工具未能涉及的服務時間等等的不足。香港亦是世界上的士密度最高的地區之一。

## 設施

### 的士站
乘客和的士均須按次序上車和候客。

### 過海的士站
乘客在此種的士站登上的士，必須過海（由香港島前往九龍／新界或相反），但只須付單程隧道通行費。

### 的士上落客區
一些原本為所有路面車輛或大部分路面車輛禁止停車上落客貨的位置（停車禁區），劃作容許的士停車的地點，的士只能在該地點即時上落客，並不能在該位置的禁區內停車等候。

的士站
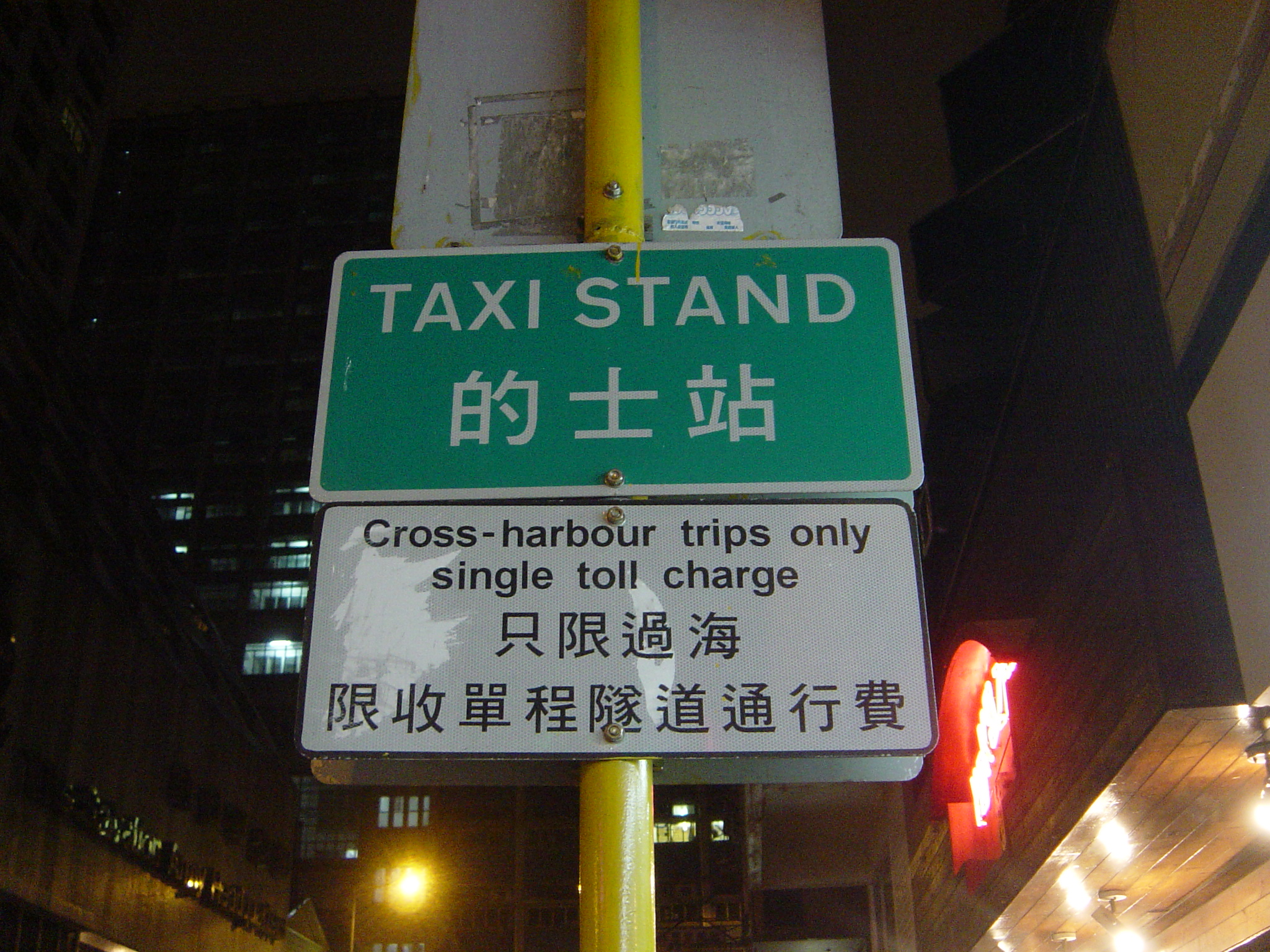
過海的士站
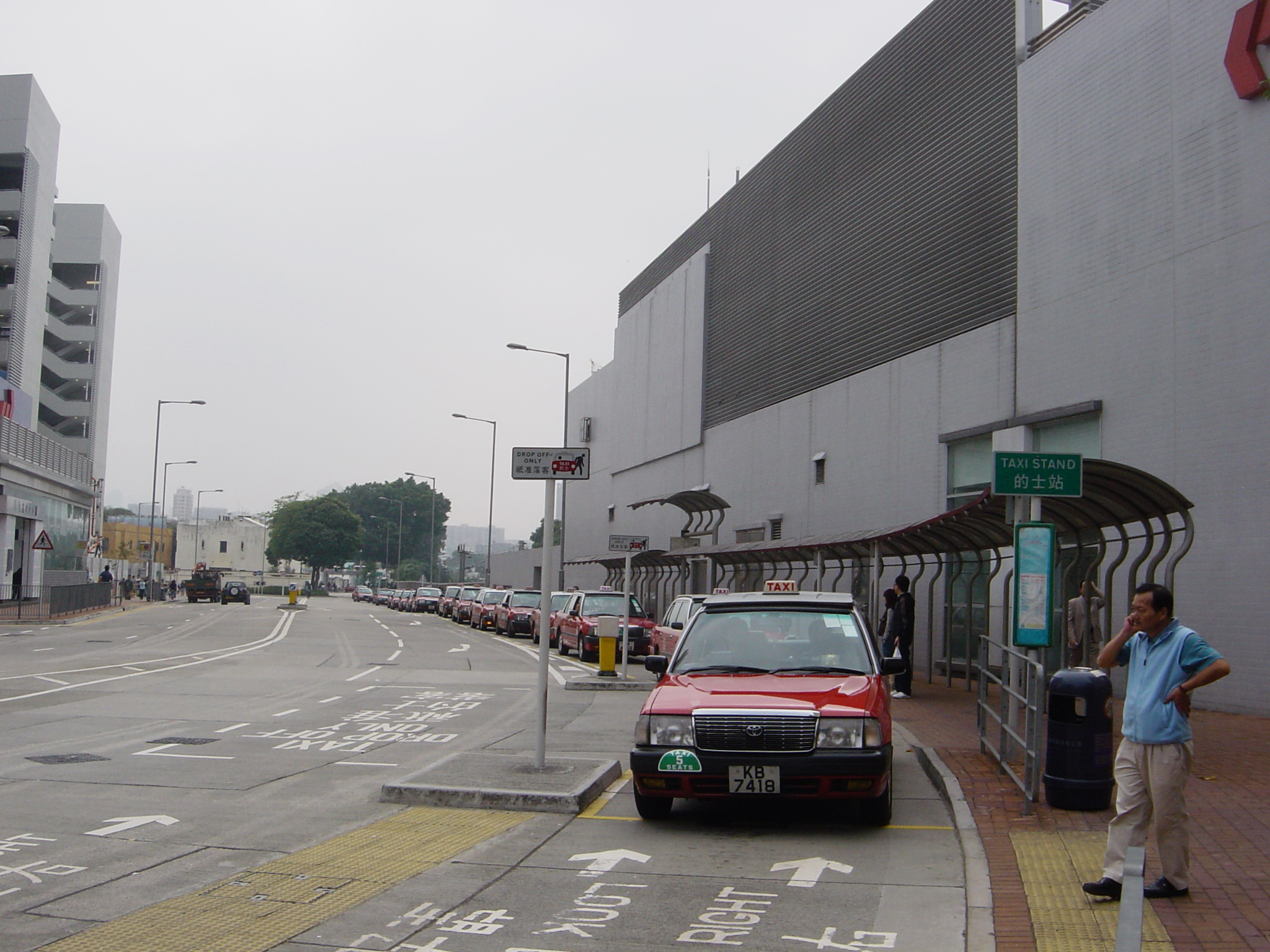
九龍塘站的士站
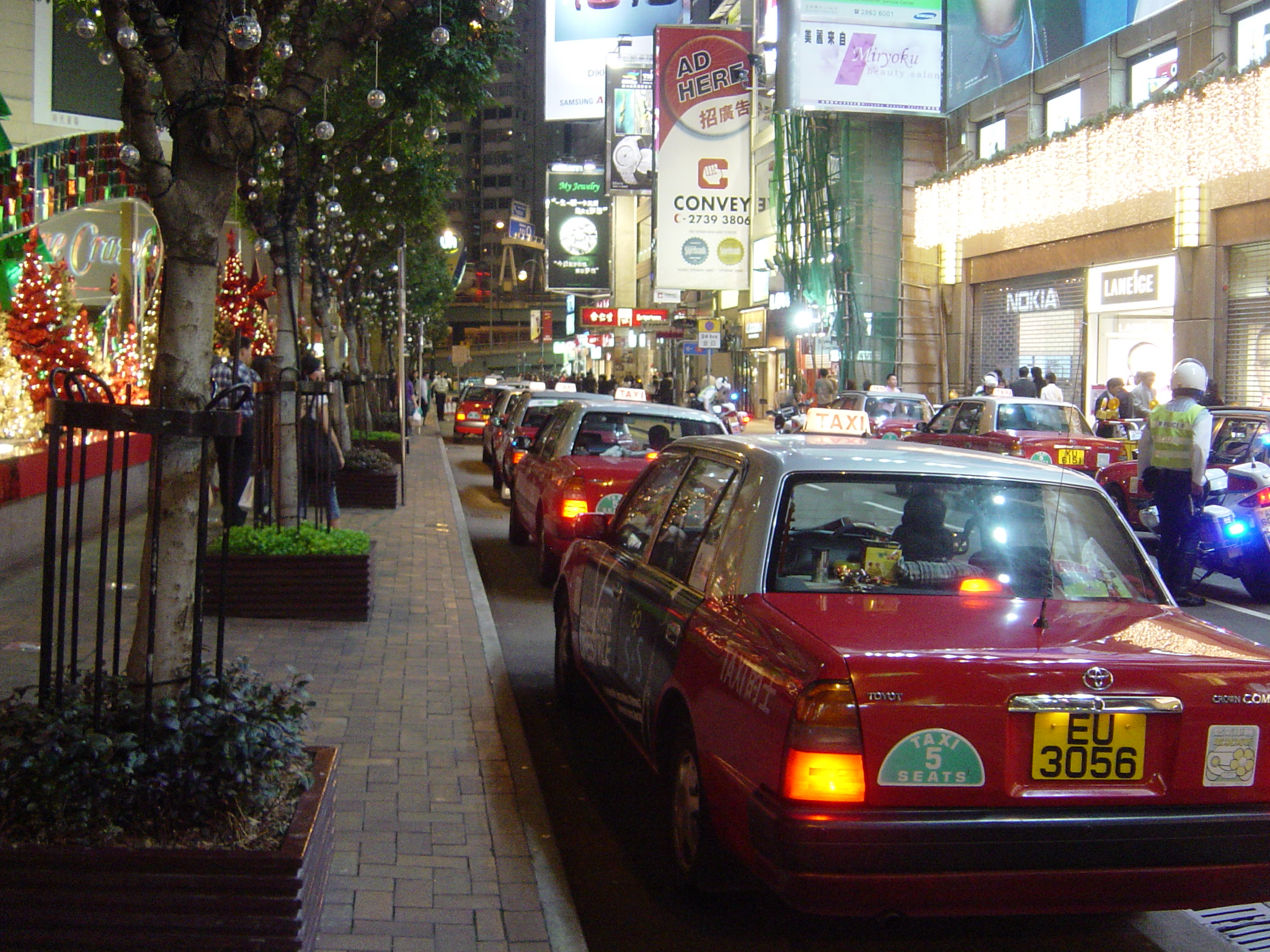
銅鑼灣時代廣場的士站
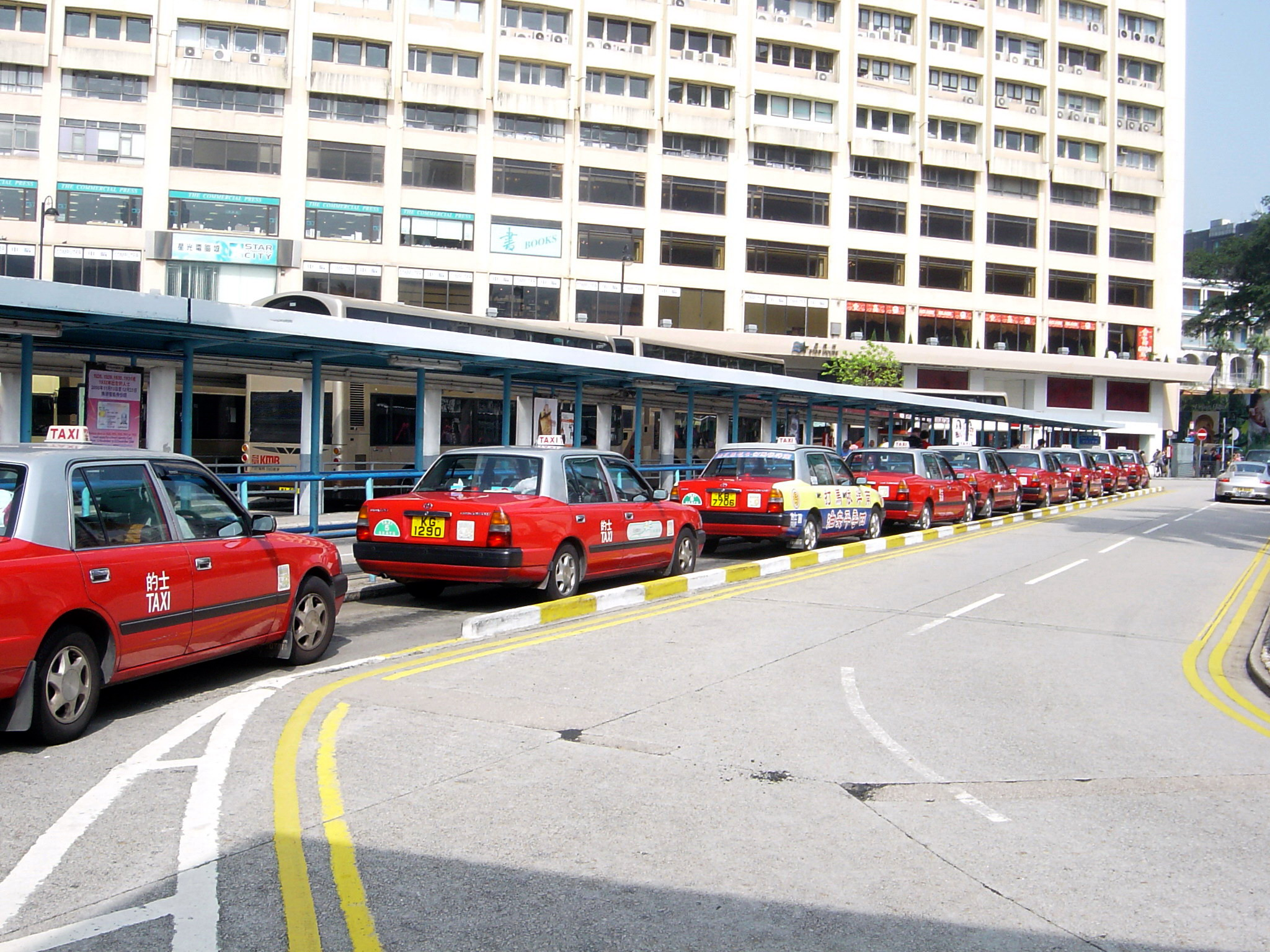
尖沙咀天星碼頭市區的士站
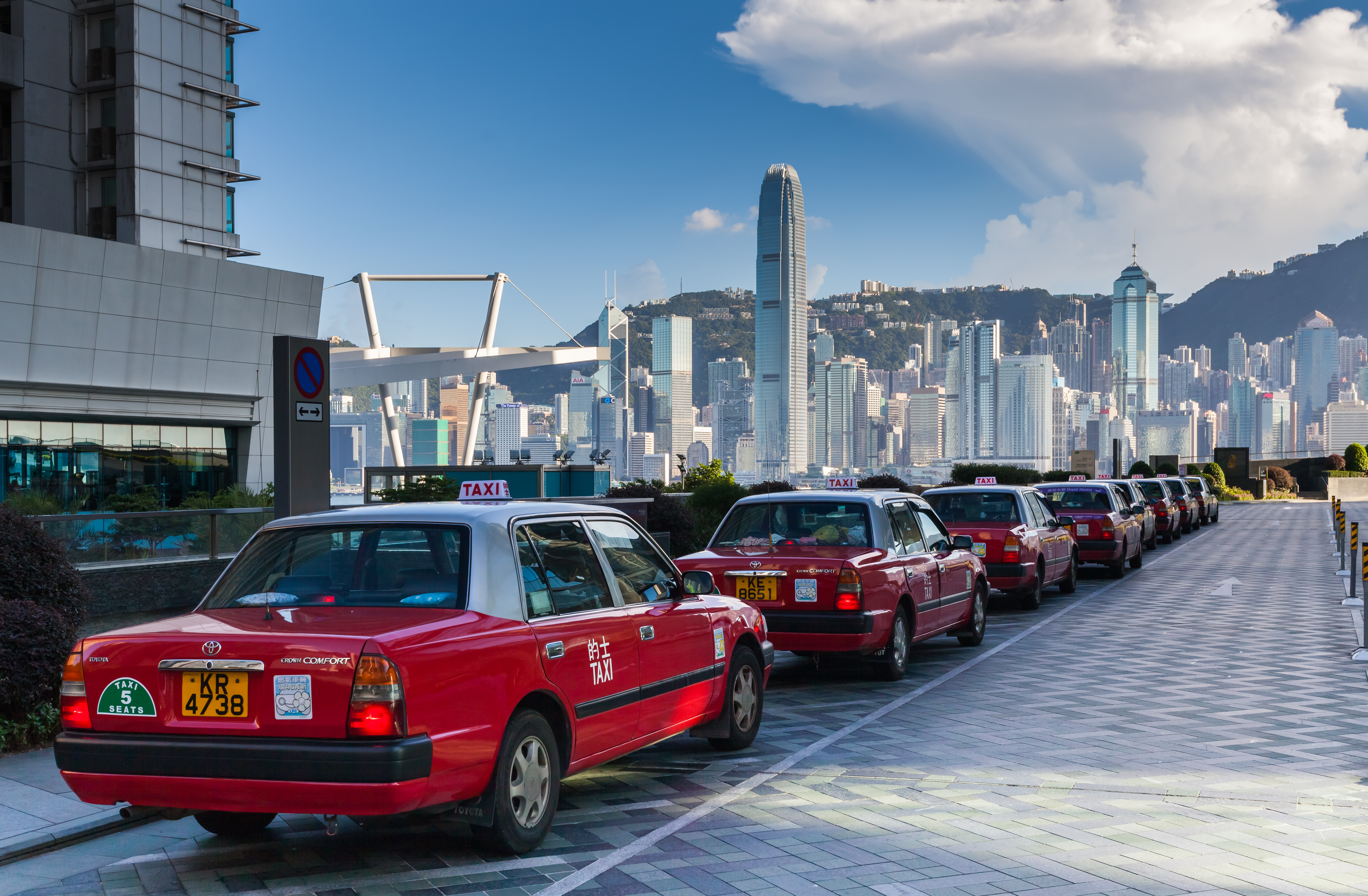
環球貿易廣場的士站
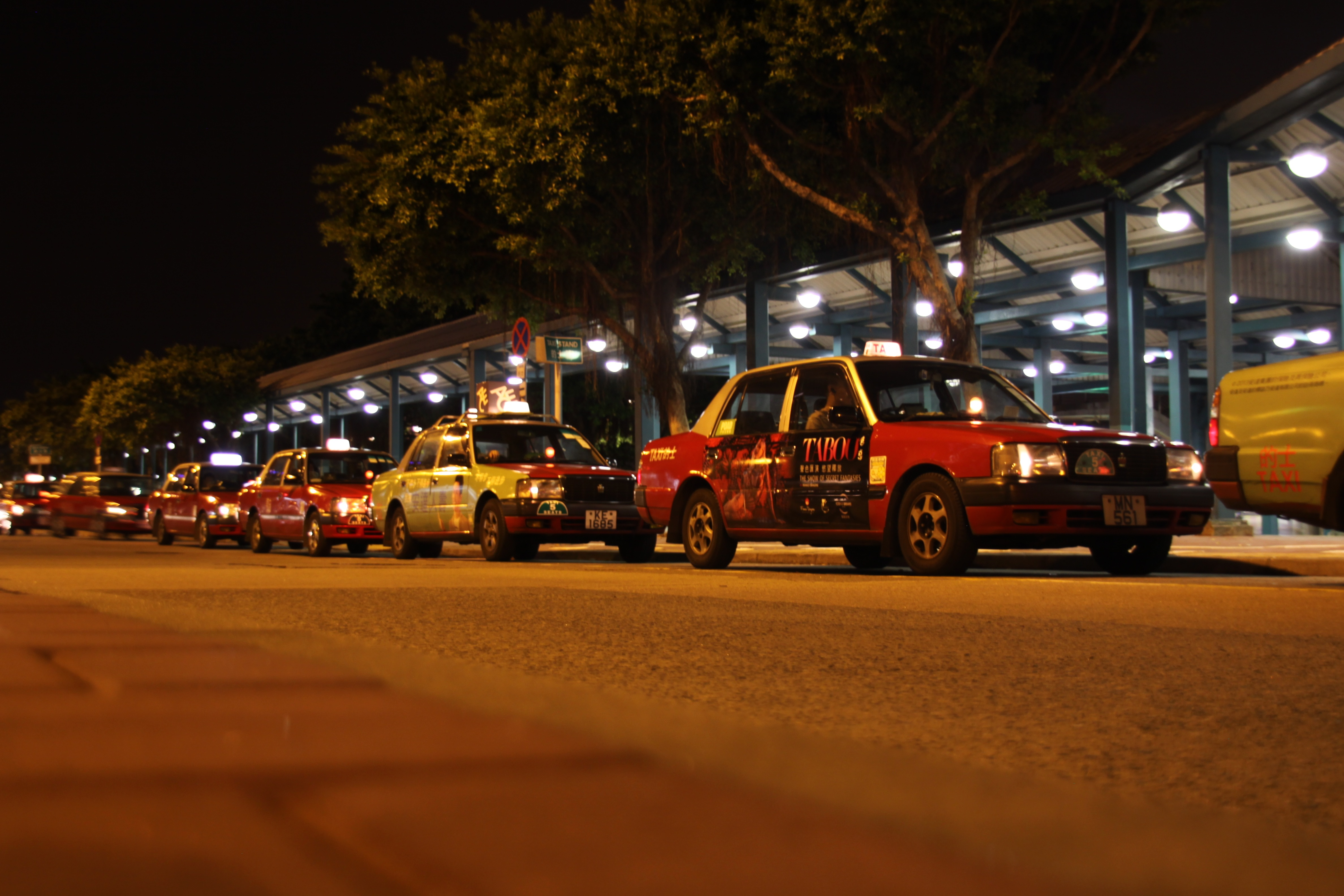
中環碼頭的市區的士站
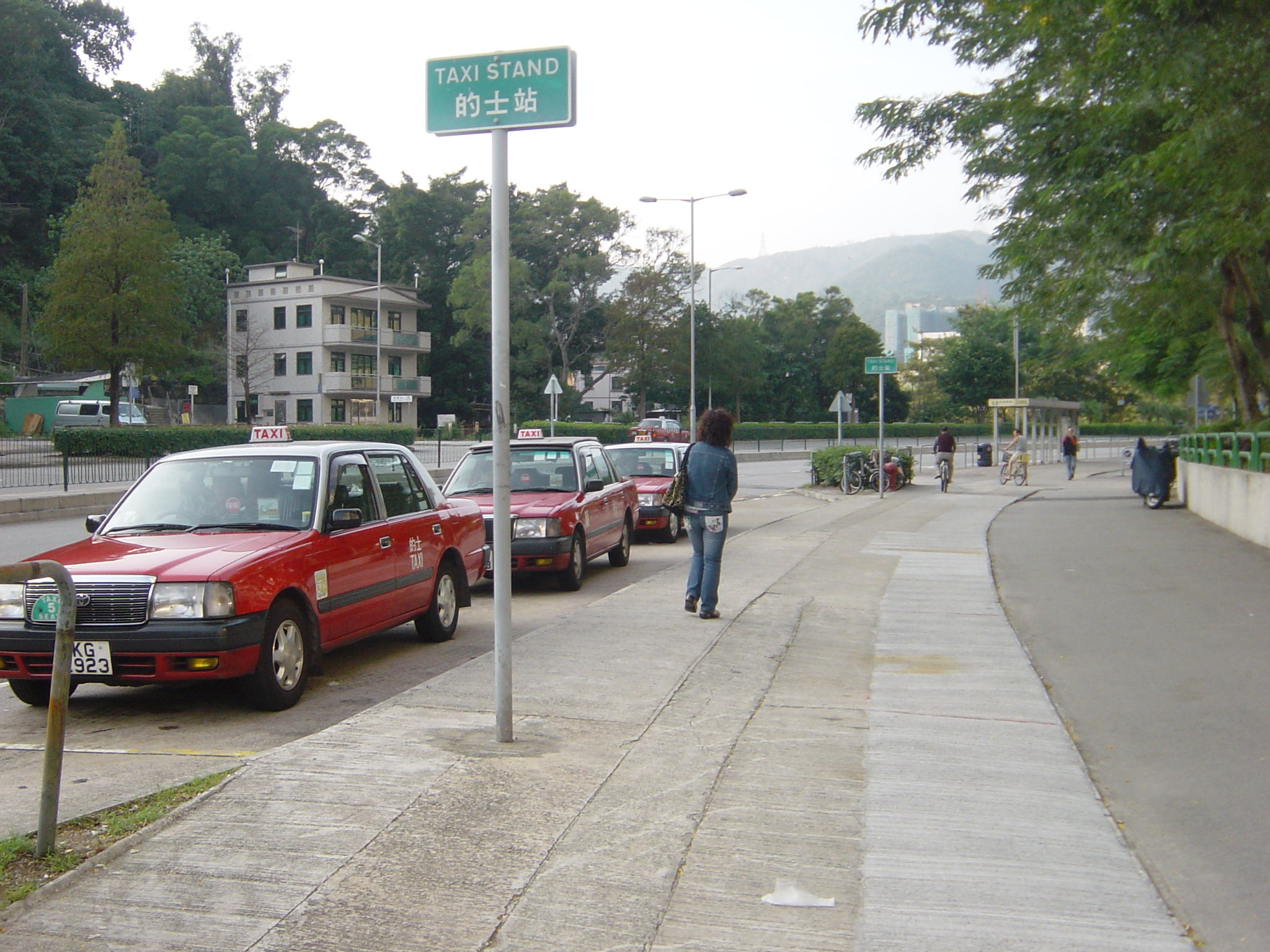
沙田市區的士站
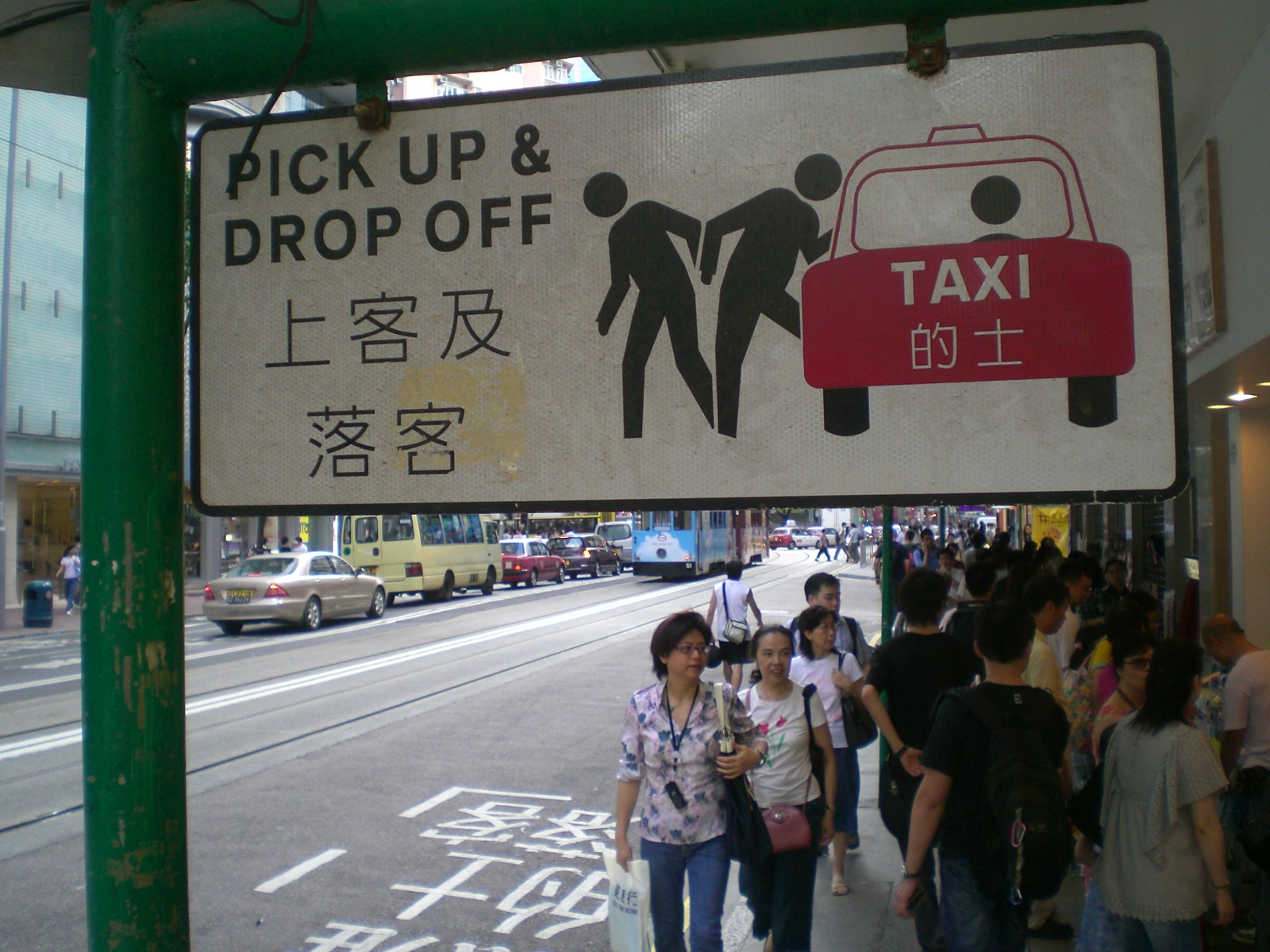
灣仔的一個只准上落客站
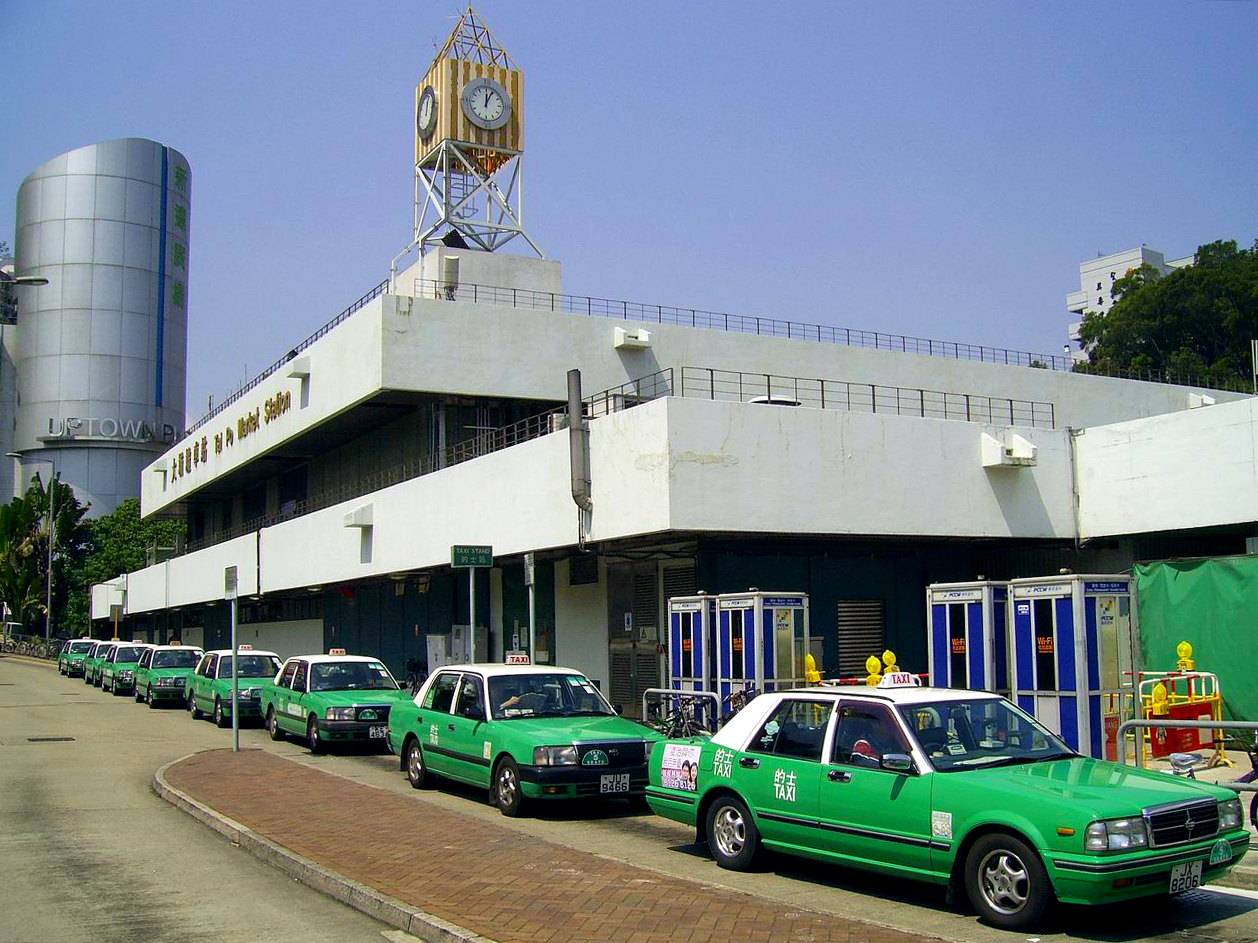
大埔墟站外的新界的士站
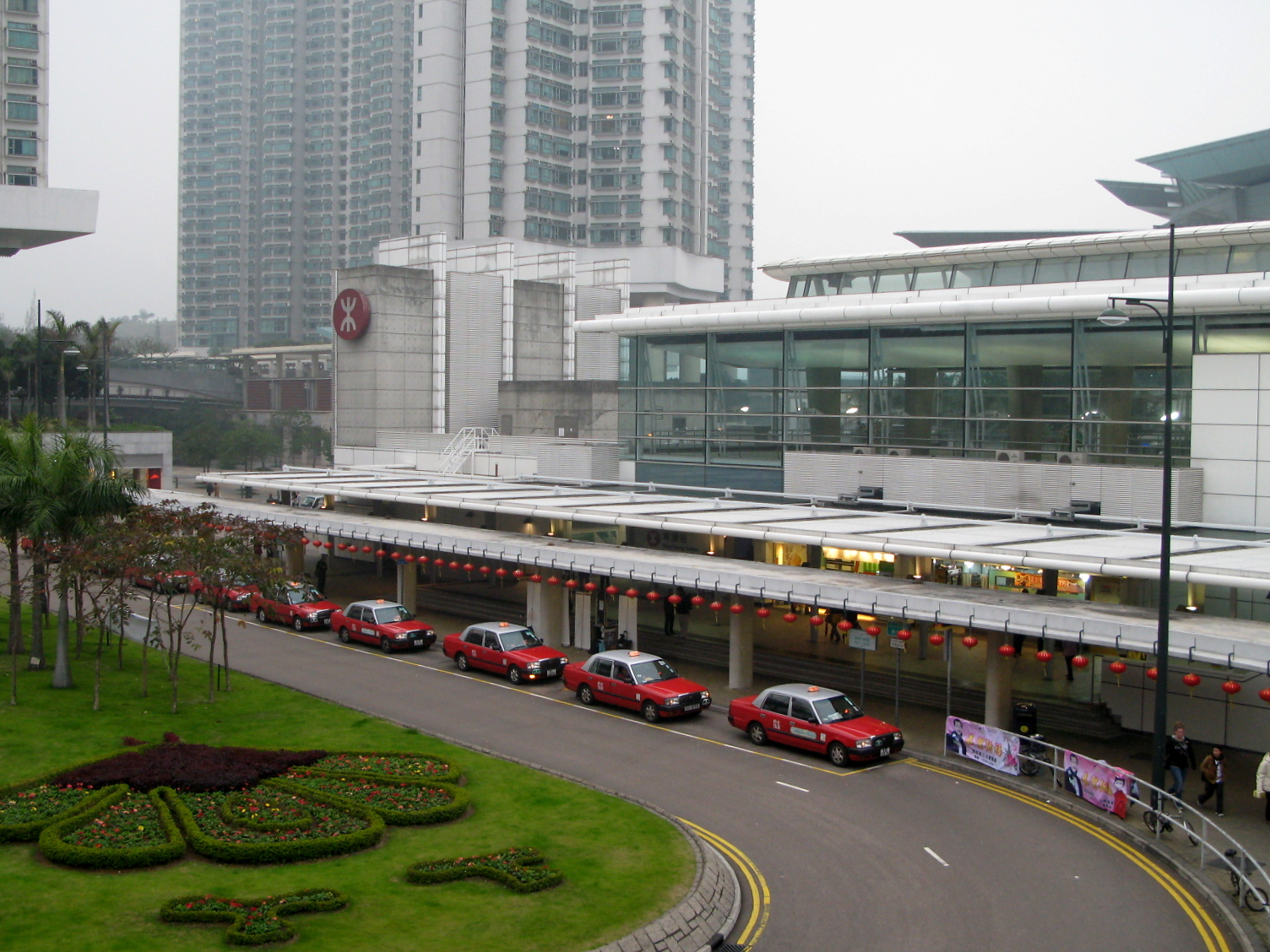
東涌站外的市區的士站
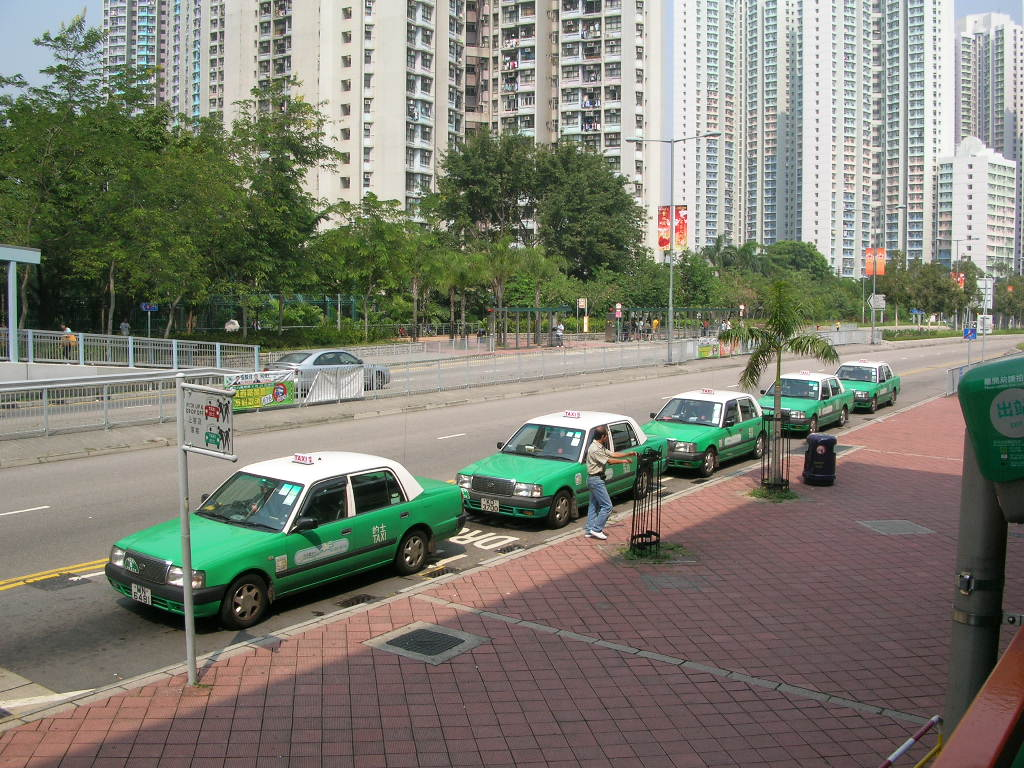
屯馬綫天水圍站外的只准上落客站
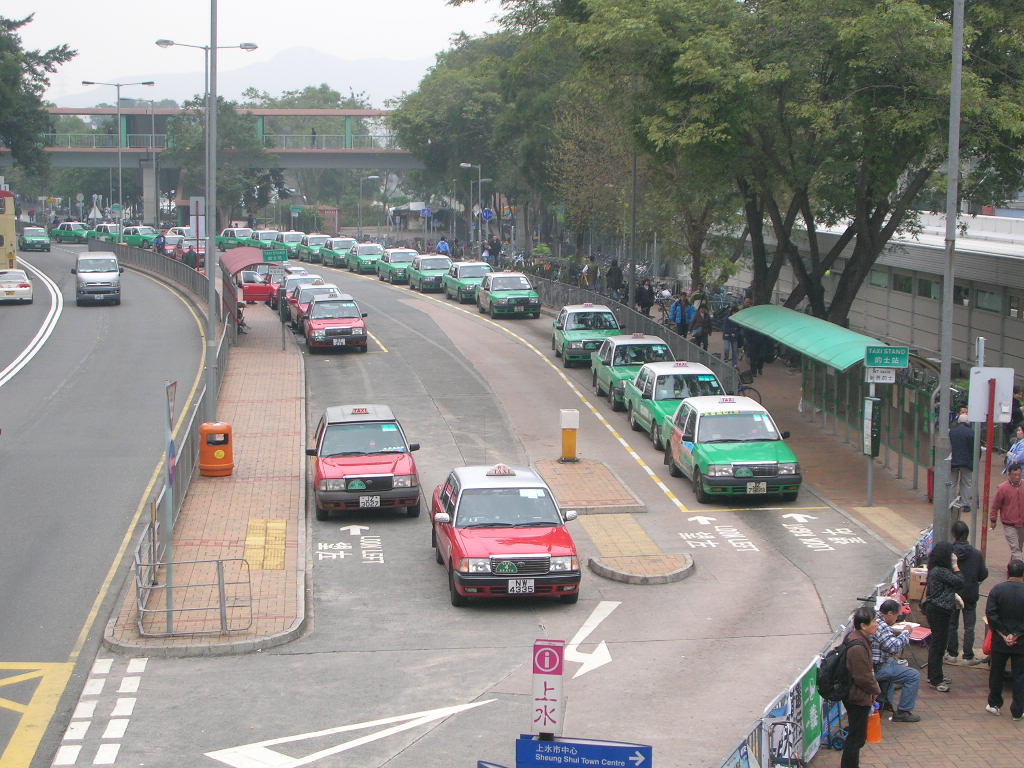
上水站外的市區及新界的士站
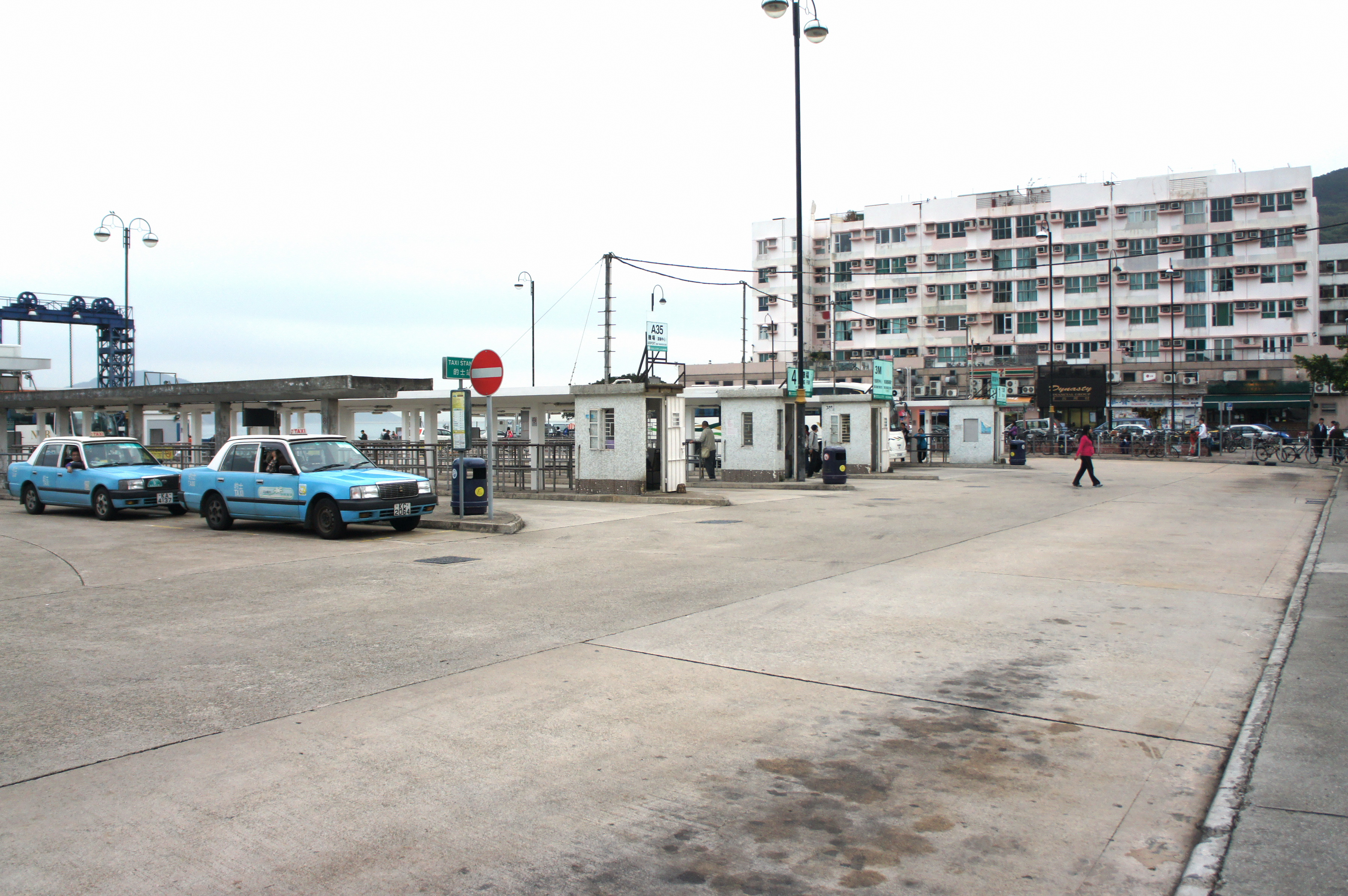
梅窩總站的大嶼山的士站

## 車輛品牌及型號
香港的士使用的車輛型號必須經過香港政府檢定。現時使用的車型絕大多數為豐田皇冠Comfort（亦是東京的士的主要用車），其次為豐田Comfort Hybrid，亦有少量日產Cedric、日產NV200、豐田Noah以及福特全順Connect Taxi的士服務中。
早期的香港的士於1940年代誕生，在1940年代至1960年代期間，的士當時主要使用歐洲車及美國車，分別有DeSoto Deluxe、Plymouth Diplomat、Clyno、William Beardmore、Rockne、獲素、標域、雪佛蘭、摩利士牛津、柯士甸Minor、柯士甸劍橋、道奇、Willys、Standard、快意、希路敏Minx、雪鐵龍、標緻、福特、福斯、平治200D火水燈（W115）及之前兩代等。其中以摩利士及平治佔最多。日本車則在1970年代初期開始引入，其中包括五十鈴Isuzu Bellel、太子Prince Skyline、Gloria等。
2015年2月4日，福特汽車引述一間市場研究公司於2014年所進行之調查數據，表示接受訪問的400名香港人和旅客中，逾4成認為現行香港的士陳舊及負載空間不足，逾9成半傾向選乘比較現時安全、舒適及可以提供更多行李箱空間之的士。

### 豐田（Toyota）

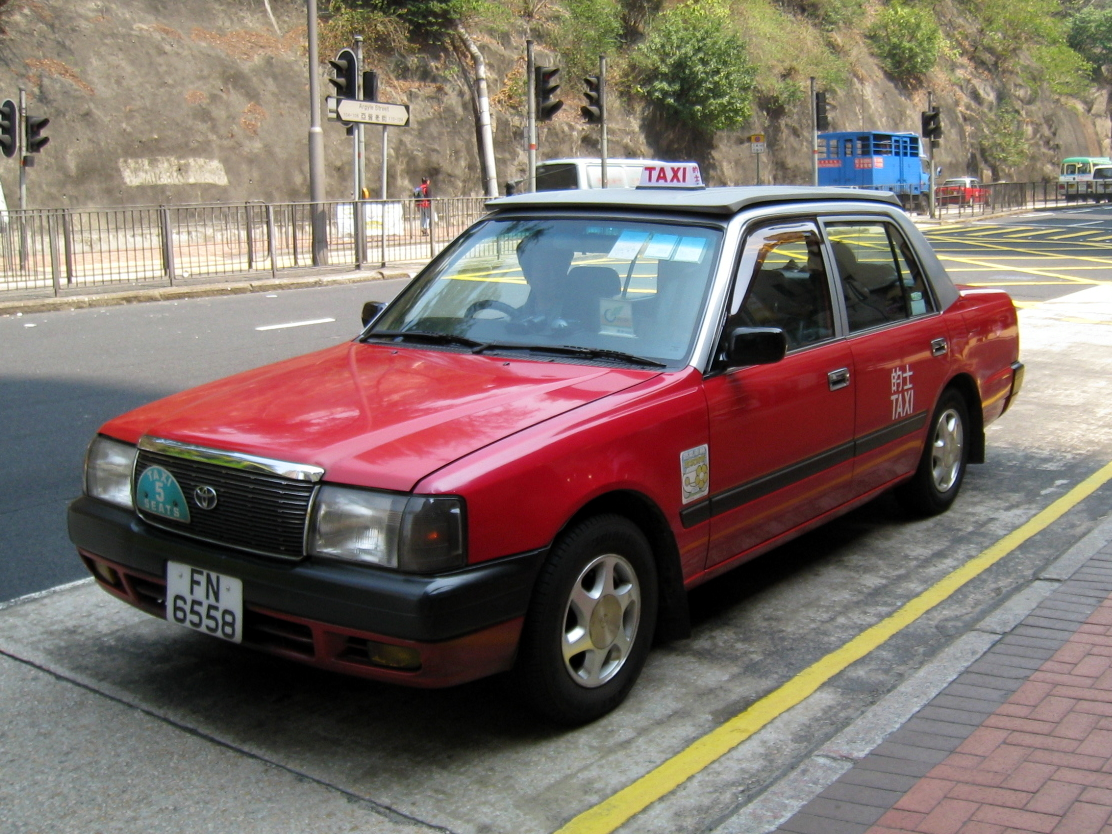
市區豐田金豐石油氣的士

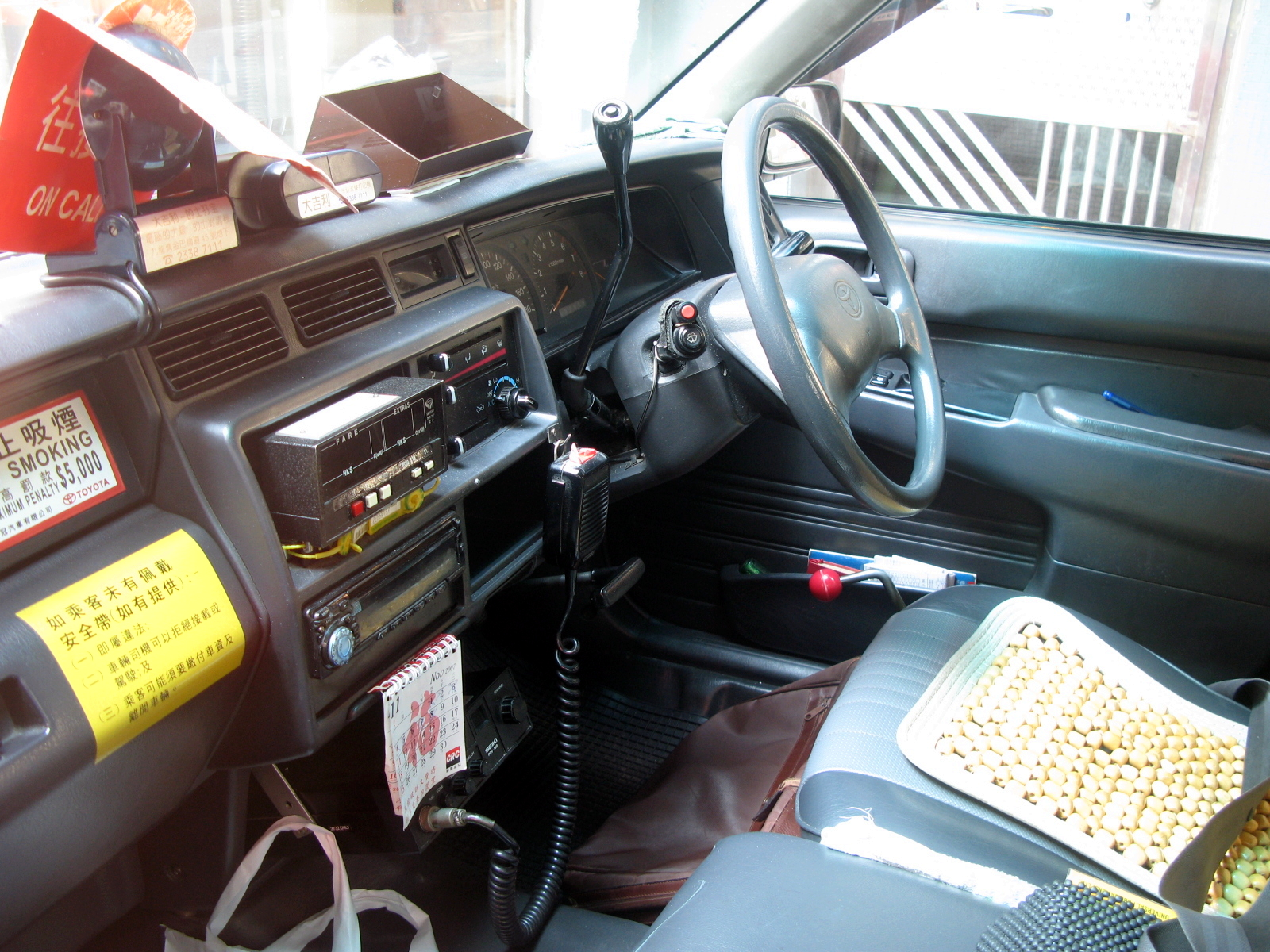
豐田金豐的士駕駛席

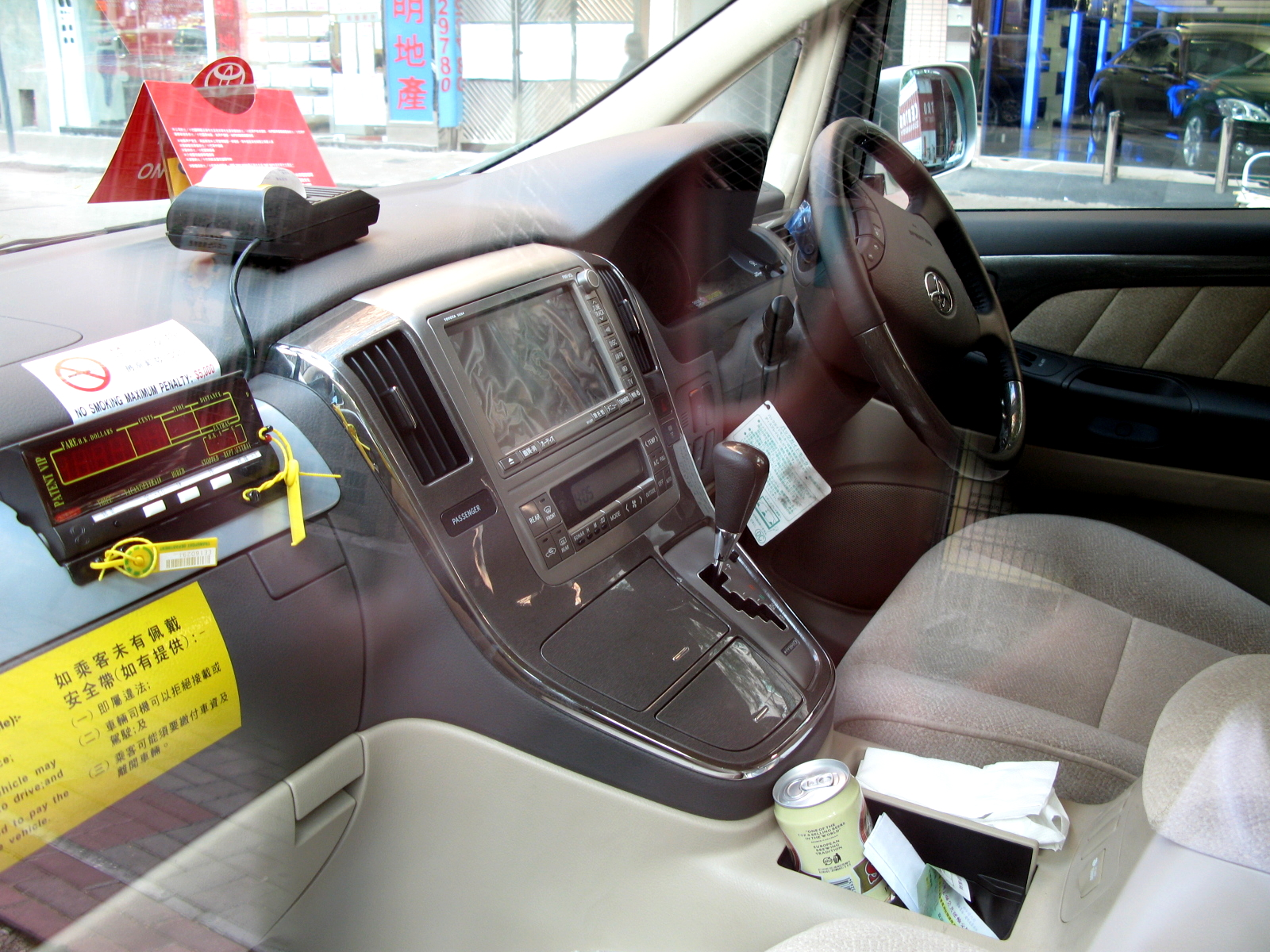
豐田Alphard豪華的士駕駛席

豐田的士首先於1979年打入香港市場。最早期的型號是皇冠LS80系，特點是四圓燈設計，配用編號為L的2188cc四汽缸柴油引擎，馬力66匹，由於LS80於同年8月停產，所以數目很少。1980年推出LS110系，分前期及後期，前期是四盞方燈，配米黃色內籠，後期改用石英大燈，灰色內籠，引擎仍使用2188cc的L系。1983年並特別為一位傷殘的士司機設計一部配用自動軚波、電窗、風油軚及絲絨座椅的特別版本。1984年推出LS120系，特點是有黑色的C柱，引擎改用2446cc的2L，馬力有75匹。這代同時有數部傷殘司機版本，但波棍是設在中控台上，故此只得4個乘客座位，而LS120亦有兩代，頭燈設計略有不同，而內籠開始轉用深藍色設計。1988年推出LS130系，並分有四期，第一期稱為鑽石皇冠，大約一年後加設風油軚，其他設計不變，但改稱為翡翠皇冠，1990年作出小改款，改用新設計的鬼面罩和加設電動調較兩邊門側倒後鏡，型號為LS131系列，代理稱之為明珠皇冠，最後一期加上電鎖，改稱為琥珀。1993年推出LS140系，代理稱為銀禧皇冠，1994年再作出小改款，型號為LS141系列，代理稱為金禧皇冠。
1995年起，皇冠S150系私家車與的士車身開始分開發展，的士版即是金豐（Comfort）的士車身，車架開始放棄使用分離式大陣，改用單體硬殼式結構，而車廂方面改用灰色為主的色調，柴油版金豐的士採用2L引擎，是為LXS10。
1997年豐田代理引入15部豐田金豐石油氣的士樣版到港試驗，特點是配用日本本土愛用的沙板倒後鏡，引擎容量為1998的3Y-PE，馬力79匹，是為YXS10。1999年石油氣的士試驗成功，並開始全線引進，車身外觀一直沒有大改變，但加設自動波作為選配設備。2000年加設六幅式合金輪圈作為標準配備，2001年有另一款五幅式輪圈可選，並增設引擎轉數錶。2002年隨著皇冠皇室型的改款而改用相同的倒後鏡，同時錶版的里程計亦由機械式改為液晶式顯示。2005年車尾窗內的迫力燈改用LED燈，及兩側前沙板加設一對指揮燈。大約2004年，代理不再引入手波型號，故此一律配用自動波箱。2006年，代理增加了一款稱為「愛心的士」的型號，特點是左邊的B柱被移前10cm，故左邊前門會比標準版本細小，而後門則較長，B柱並設有手挽、左後座亦可向左面旋轉，以便行動不便人士如長者、受傷者或殘疾人士上落，而這款的士亦使用電動車門，取代手動遙控設計；車價方面比標準版貴10,000港元左右。2007年，豐田金豐的士作出小改款，車尾冚改用新款高亮度L型大面積尾燈組，配合全電鍍牌框，而車頂的的士招牌換上全新圓拱型設計，並換上白光燈照明，換上跟車身同色的倒後鏡，車尾還貼有LPG 2.0的字樣，是繼豐田七人車款5座位的士Alphard Hybrid之後再推出的新款載客的士。2009年8月開始，為符合歐盟5期廢氣排放標準，新到港的豐田皇冠的士，波棍會由設於軚盤左側改為設於地台上，排氣喉位置亦重新編排，故此乘客座位由5個減至4個，但規格與舊款的5座位的士相同，輪呔方面則改用15吋195呔，引擎型號為1TR-FPE VVT-i，馬力114匹。
豐田Comfort的士於2017年停產，由石油氣加電力混能的JPN Taxi取代，皇冠汽車亦於2018年引入JPN Taxi，但於香港稱為Comfort Hybrid，並同樣設有4個乘客座位。

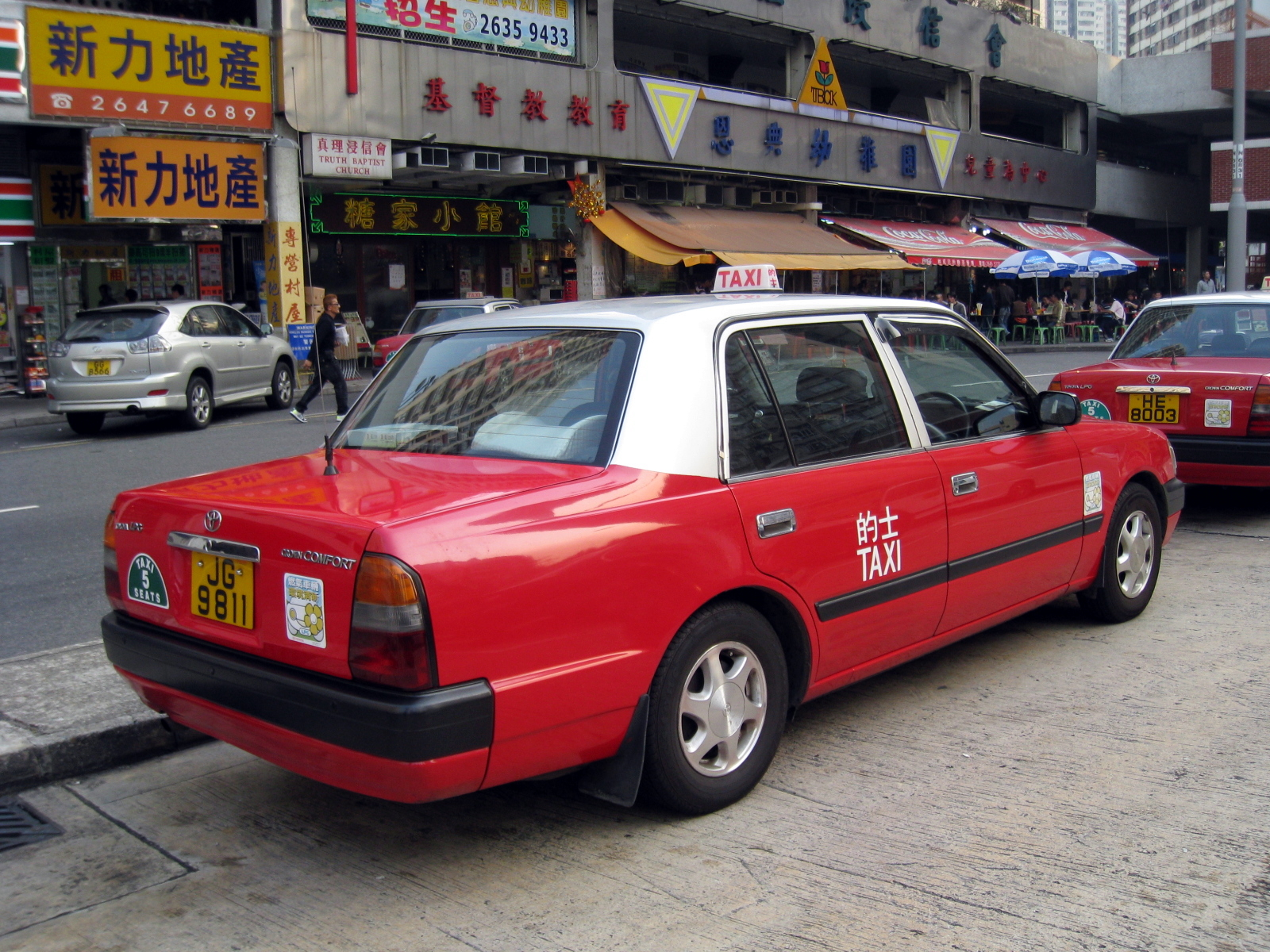
現時常見的金豐的士
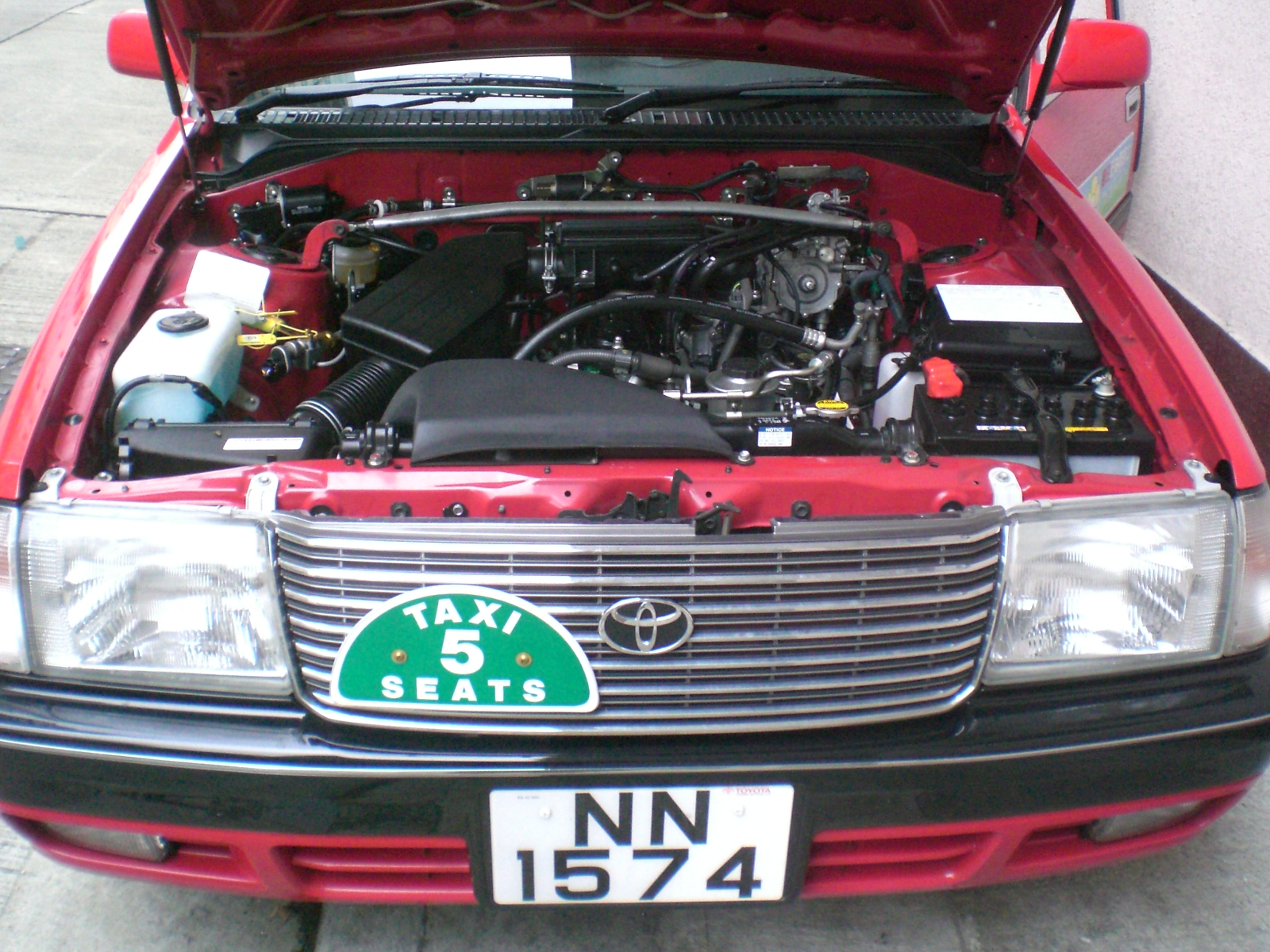
金豐的士機械零件分佈
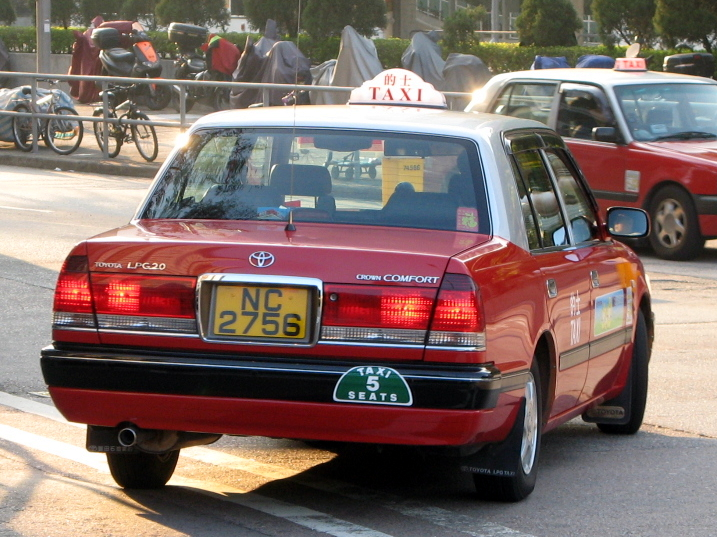
2007年新推出的豐田金豐的士車尾
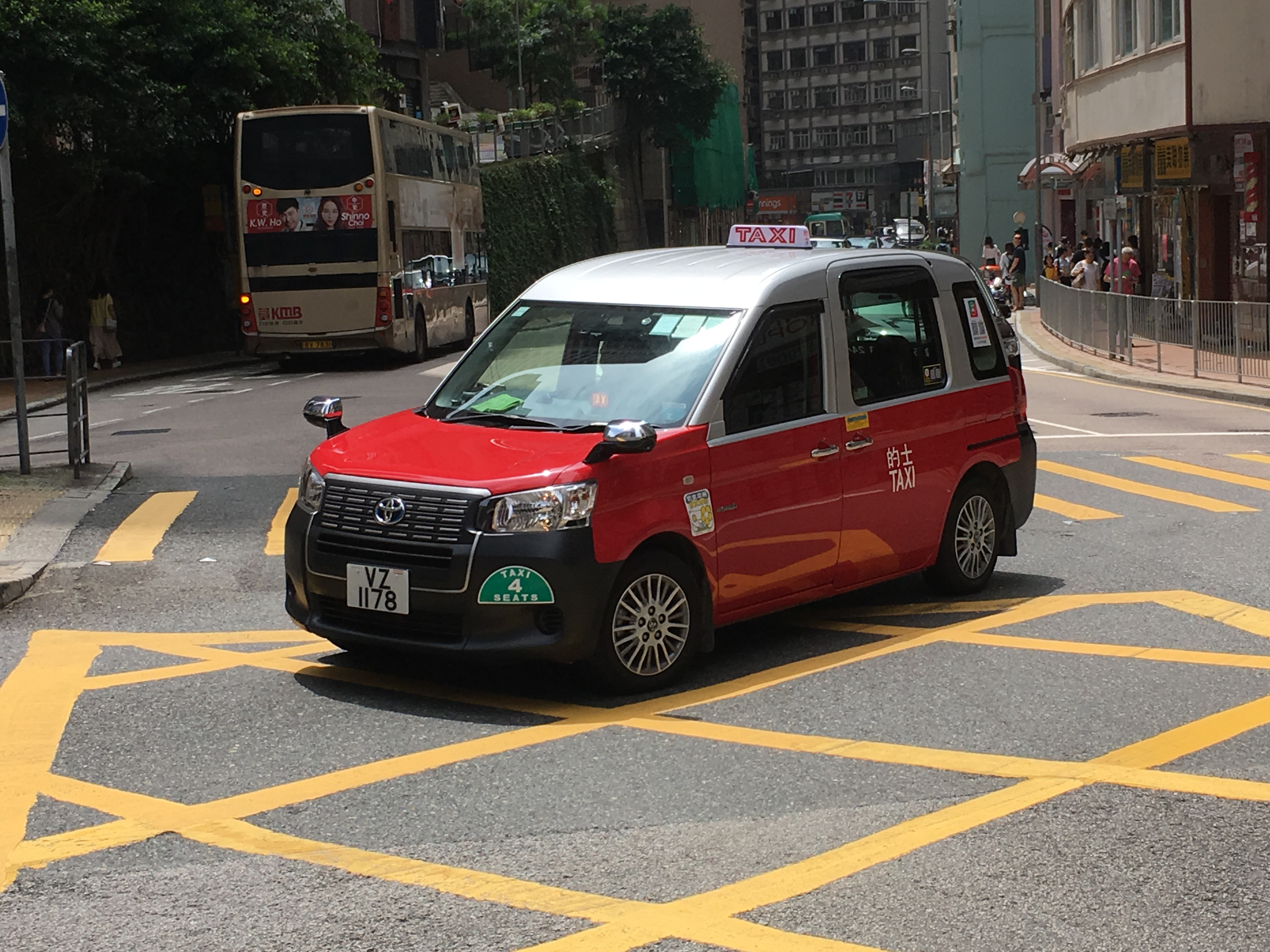
2018年引進的豐田Comfort Hybrid的士
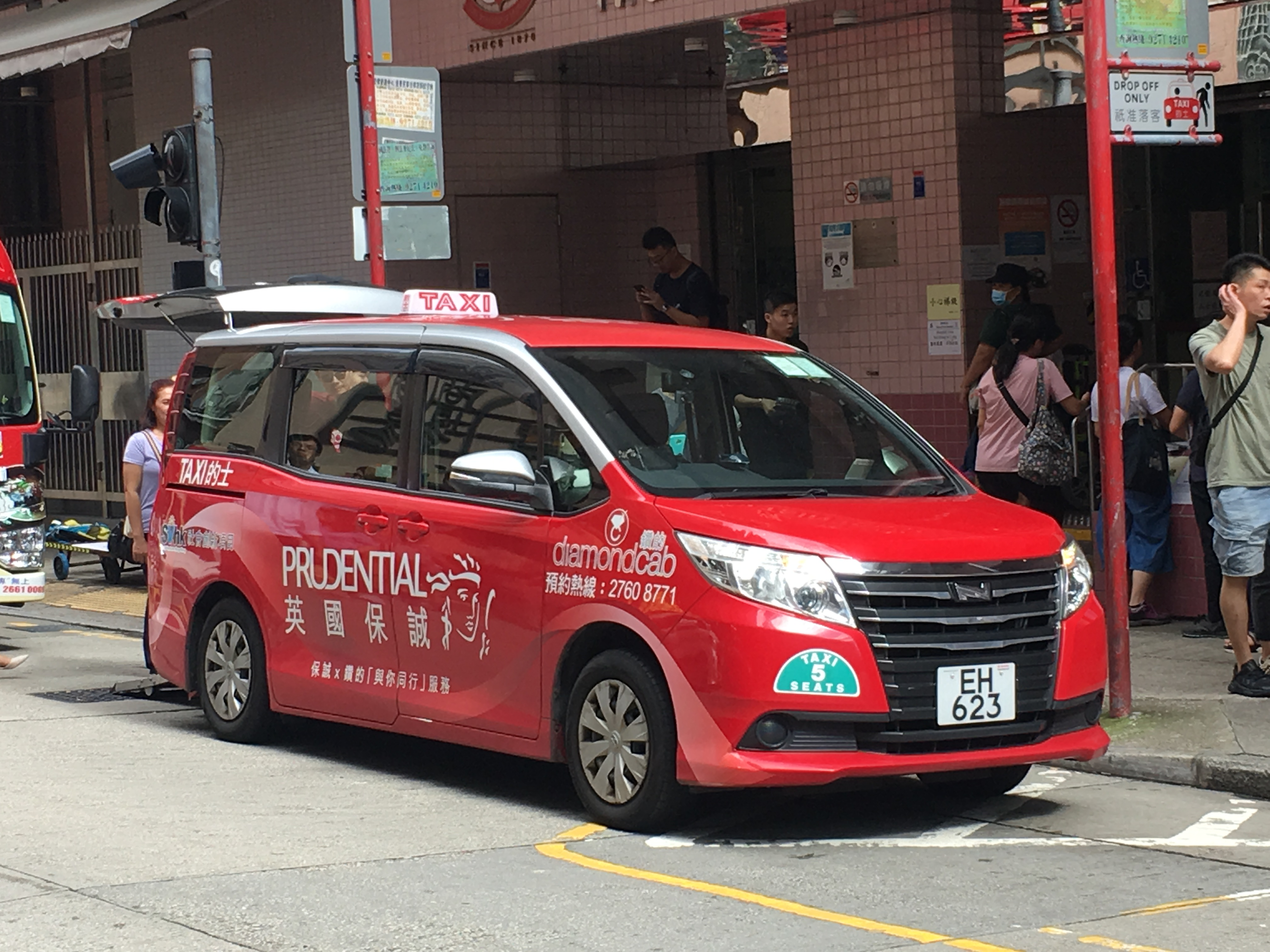
2011年引進的豐田Noah的士

### 日產

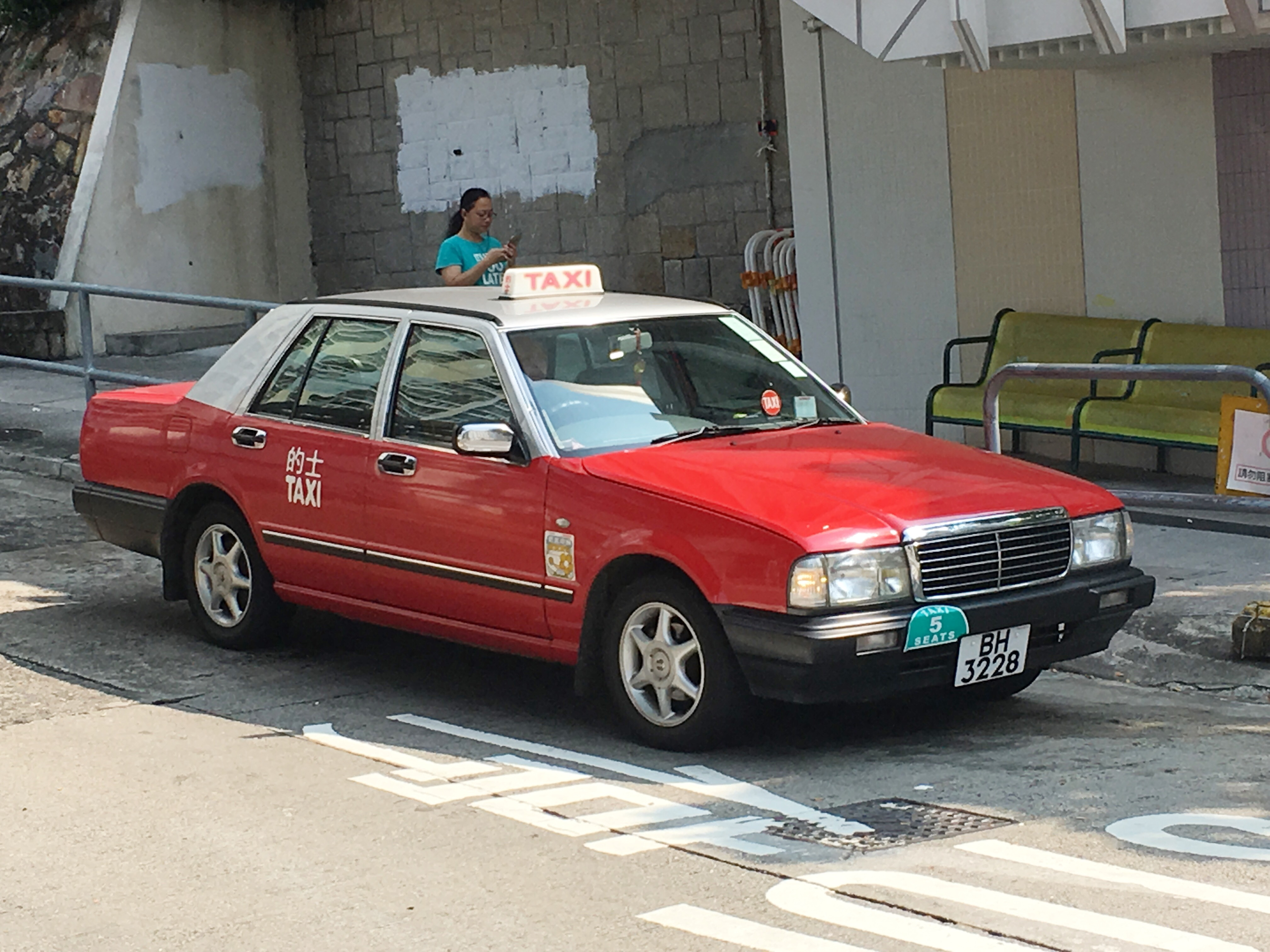
市區日產Cedric石油氣的士

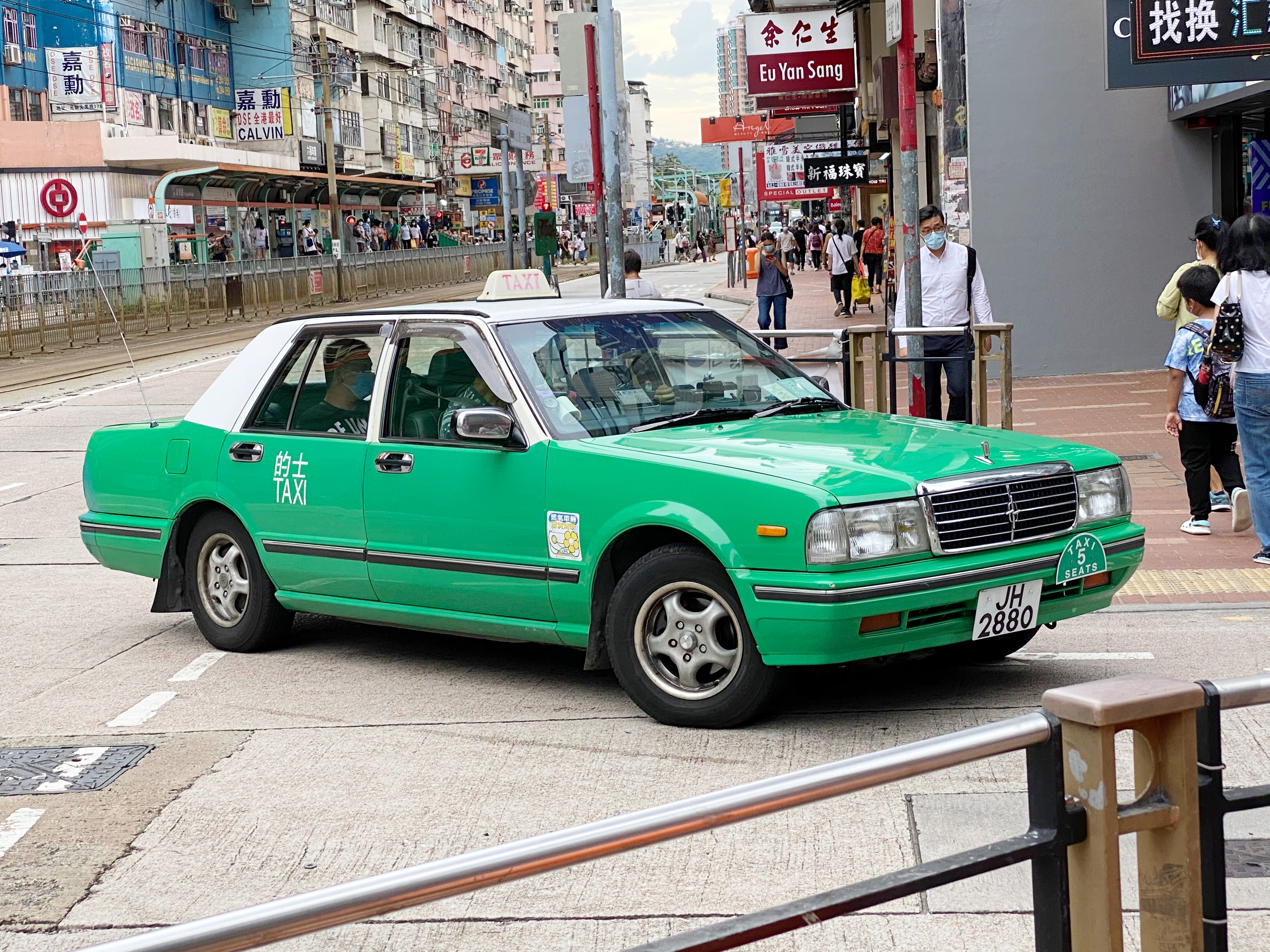
新界日產Cedric石油氣的士

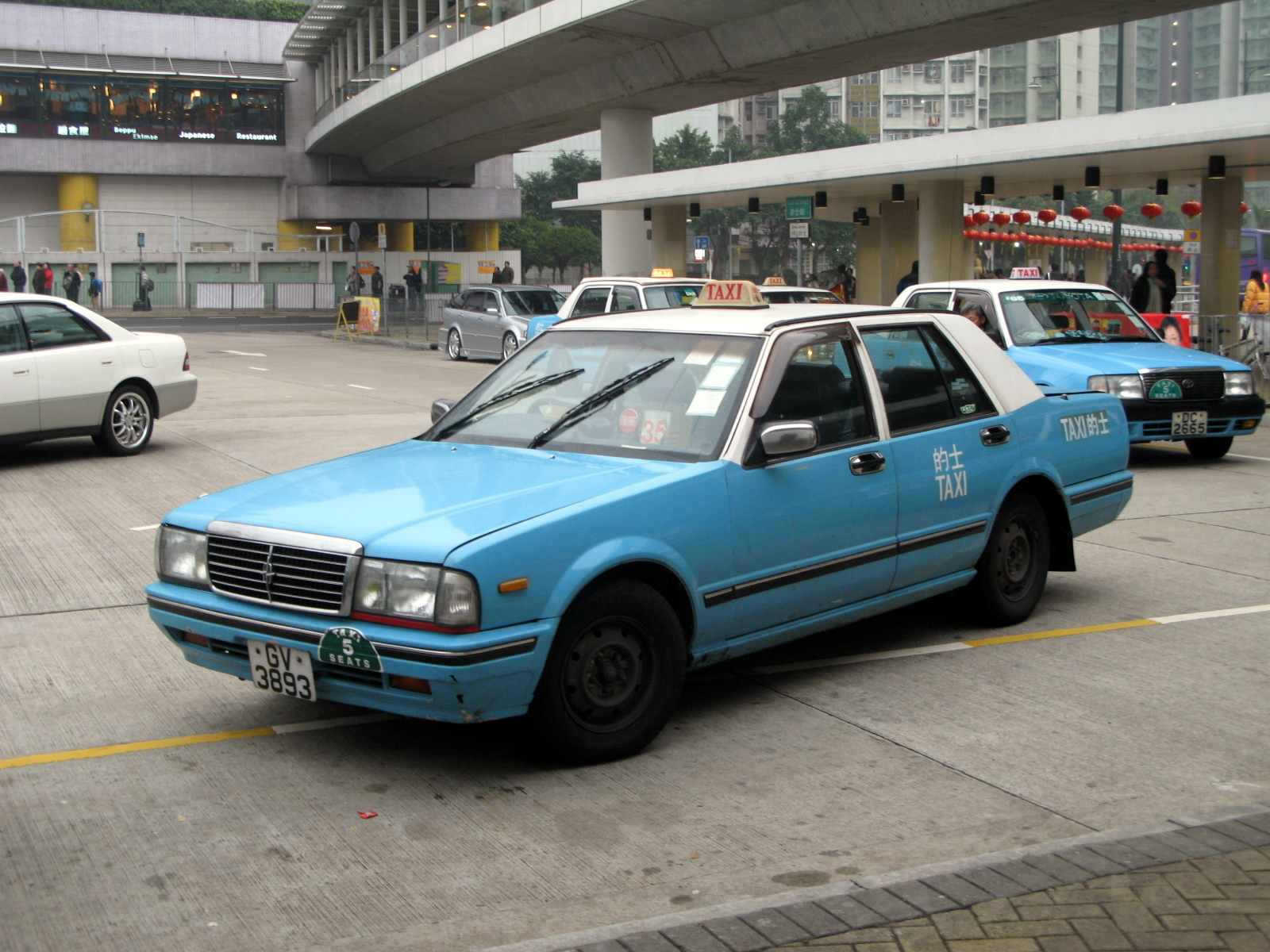
大嶼山日產Cedric石油氣的士

大嶼山日產NV200的士

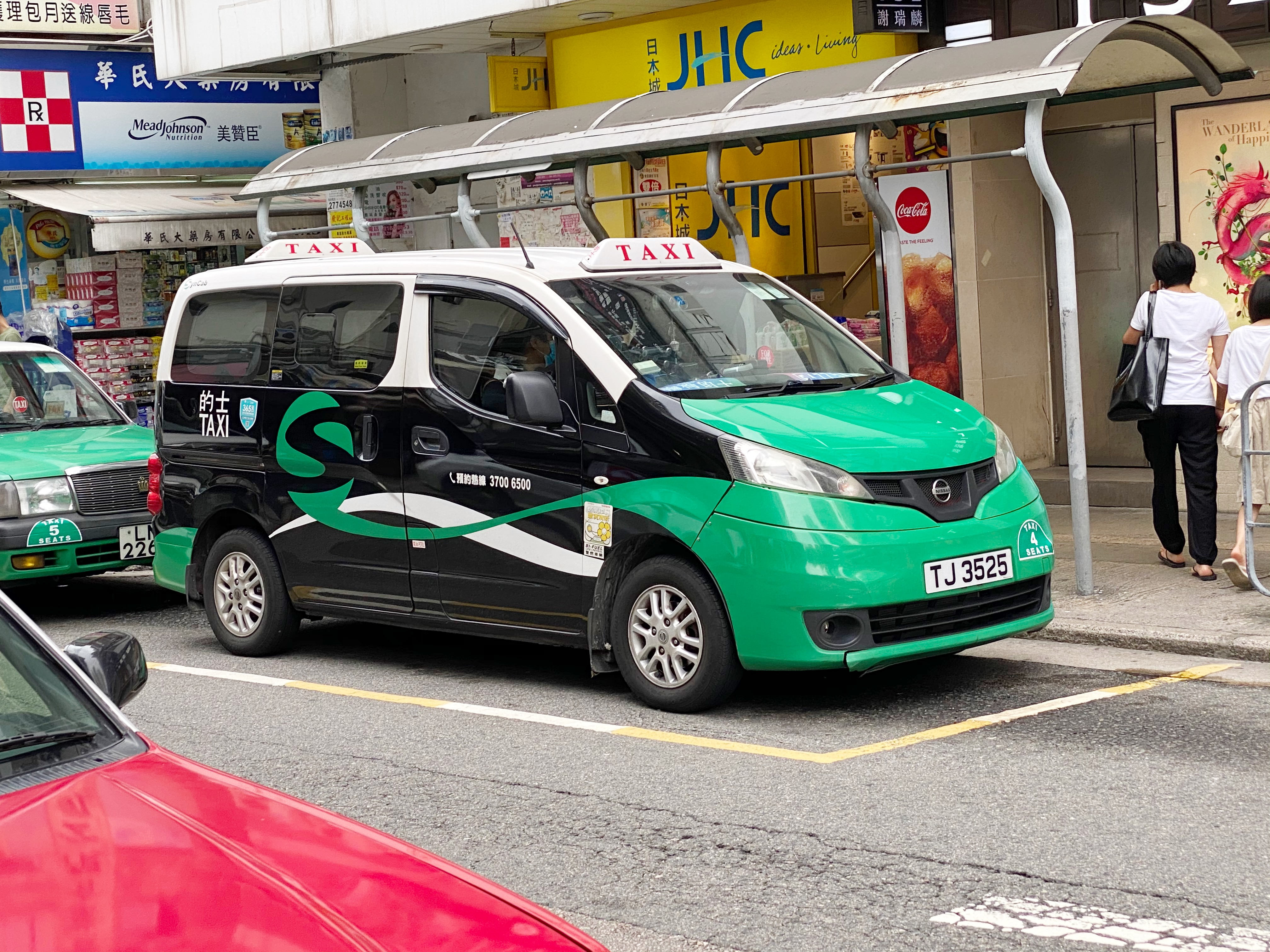
新界日產NV200的士

直至1968年起，日本製造之的士開始成為主流，主宰了香港市場及間接使的士平民化。最成功的型號為日產Cedric Y31，由於該車有四盞車頭燈，所以綽號為「四眼仔」，然後到1971年的230系，即行內俗稱為「大籮柚」，這時期平治開始退出本地的士市場，而摩利士Oxford在1970年代初已停產，並很快在市面上消失，此後其他歐美品牌之的士亦逐漸被日製的士慢慢地取替。1975年Cedric推出330系列，行內俗稱為大白鯊。1976年9月23日，香港政府開始把正式發牌的新界的士車身髹上綠色，實施限制經營地區。1979年推出430，行內俗稱為火柴盒，這代開始，內籠由黑色轉成深藍色。由130系至430系列，日產的士一律配用2164cc四汽缸柴油引擎，最大馬力有64匹。1983年日產推出Y30系列取代430，行內俗稱為番鹼盒，開始改用大容積至2289cc的型號為TD23的新引擎。然後到1987年轉款為Y31，並提供普通版（圓燈及全手攪車窗）及豪華版（石英大燈，駕駛位及左後門設有電窗）兩種。1991年Cedric Y31私家車和的士車身開始分家，的士版即目前在街上所見的行運通石油氣的士那款。但早期仍是配用黑色泵把，及配用再加大容積2500cc柴油引擎。大約1994年至1995年，引擎進一步加大至2700cc，這款車車尾並印有2.7字樣，以茲識別。1997年日產代理引入15部日產Cedric Y31石油氣的士樣版到港作試驗，其中10部是1994年曾在日本落地行走的中古車，目的是用作試驗已用了數年的石油氣的士的用途。而另外5輛全新車，則配上跟車身顏色相同的泵把，並配用新款鬼面罩及尾燈，引擎容量為1998cc，馬力85匹。2005年年底，日產香港代理商停止銷售的士，此舉令日產的士於香港的數量開始逐年下降。直至2013年，日產再度於香港推出Cedric Y31歐盟環保五型石油氣的士，外觀與上一代變化不大，惟改用黑色防撞欄柵，新款Cedric沿用的五座位設計則成為其獨特賣點，將幾近壟斷香港市場的豐田自2008年推出的四座位金豐的士比下去。
2014年12月，鑑於日本準備舉辦東京奧運（延期至2021年舉辦），日產位於日本的廠方決定停產Cedric Y31的士，改由同廠的NV200型號替上，以便2020年東京奧運期間招待到訪當地外遊人士。2015年2月，香港有車行引入了日產NV200的士，並被冠名為「星群的士（SynCab）」，此批的士的車廂較普通的士為寬敞，載客量仍保持4人，但車尾則可以放置大型行李及方便使用輪椅的殘疾人士直接上落車，而不用將輪椅收起。同時，「星群的士」亦提供wifi、USB充電等設施，供乘客於旅程中使用。
2021年，有的士公司購入日產Note e-Power並改裝成的士，此車型以電油引擎推動交流摩打，全車長度只有4,055mm，從而影響行李空間。

### 比亞迪

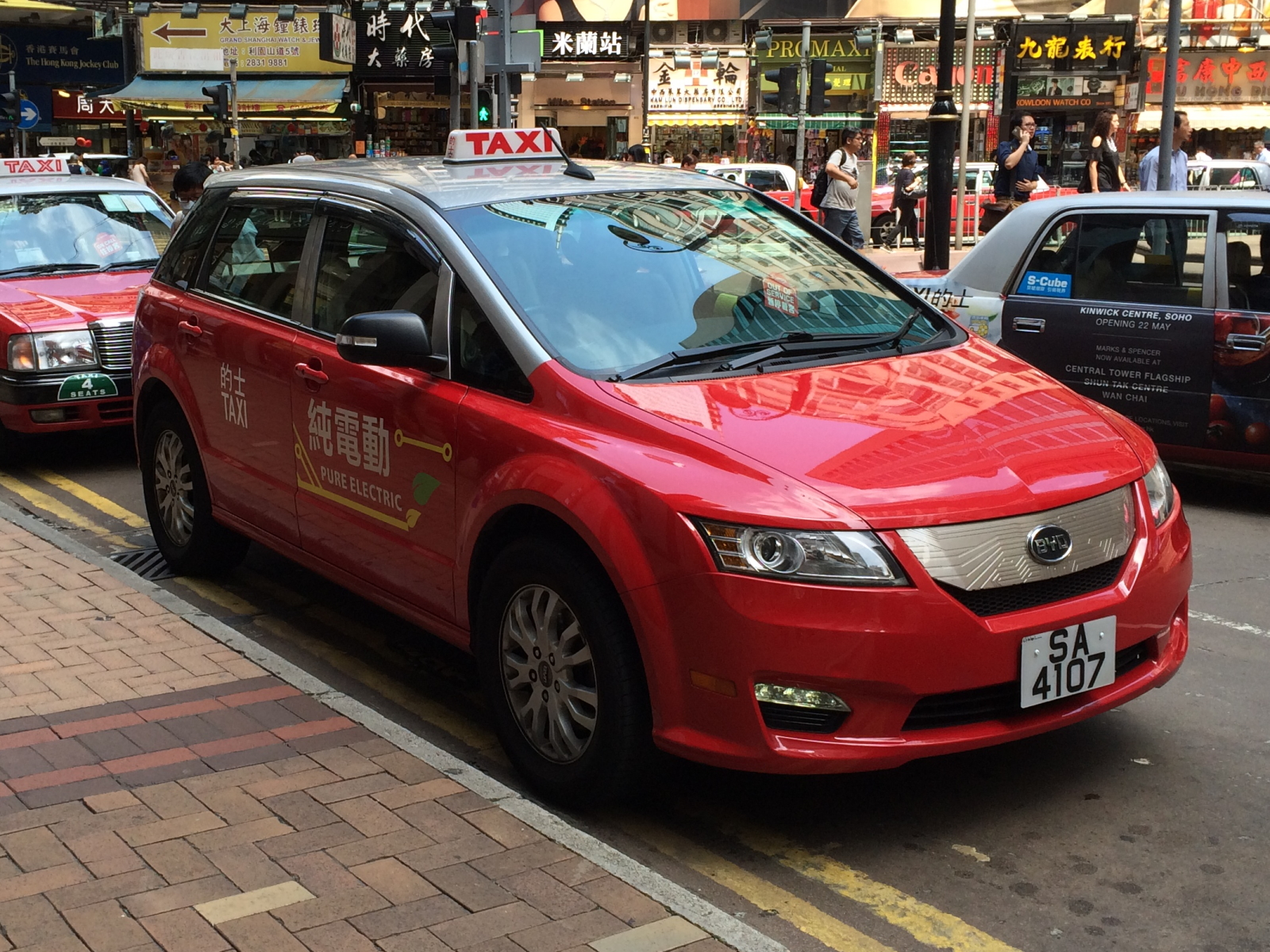
市區比亞迪e6的士（全數已退出營運）

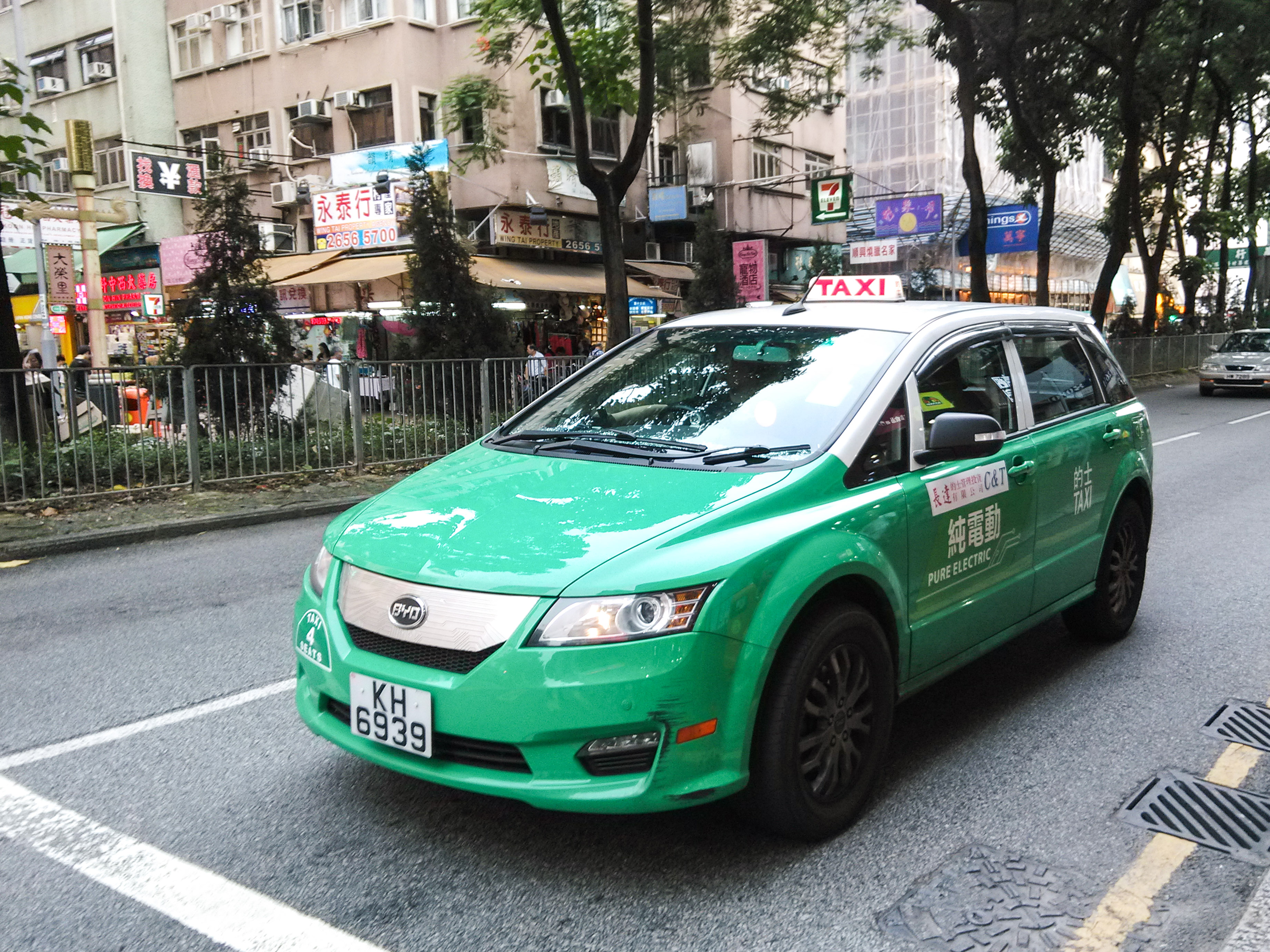
新界比亚迪e6的士（全數已退出營運）

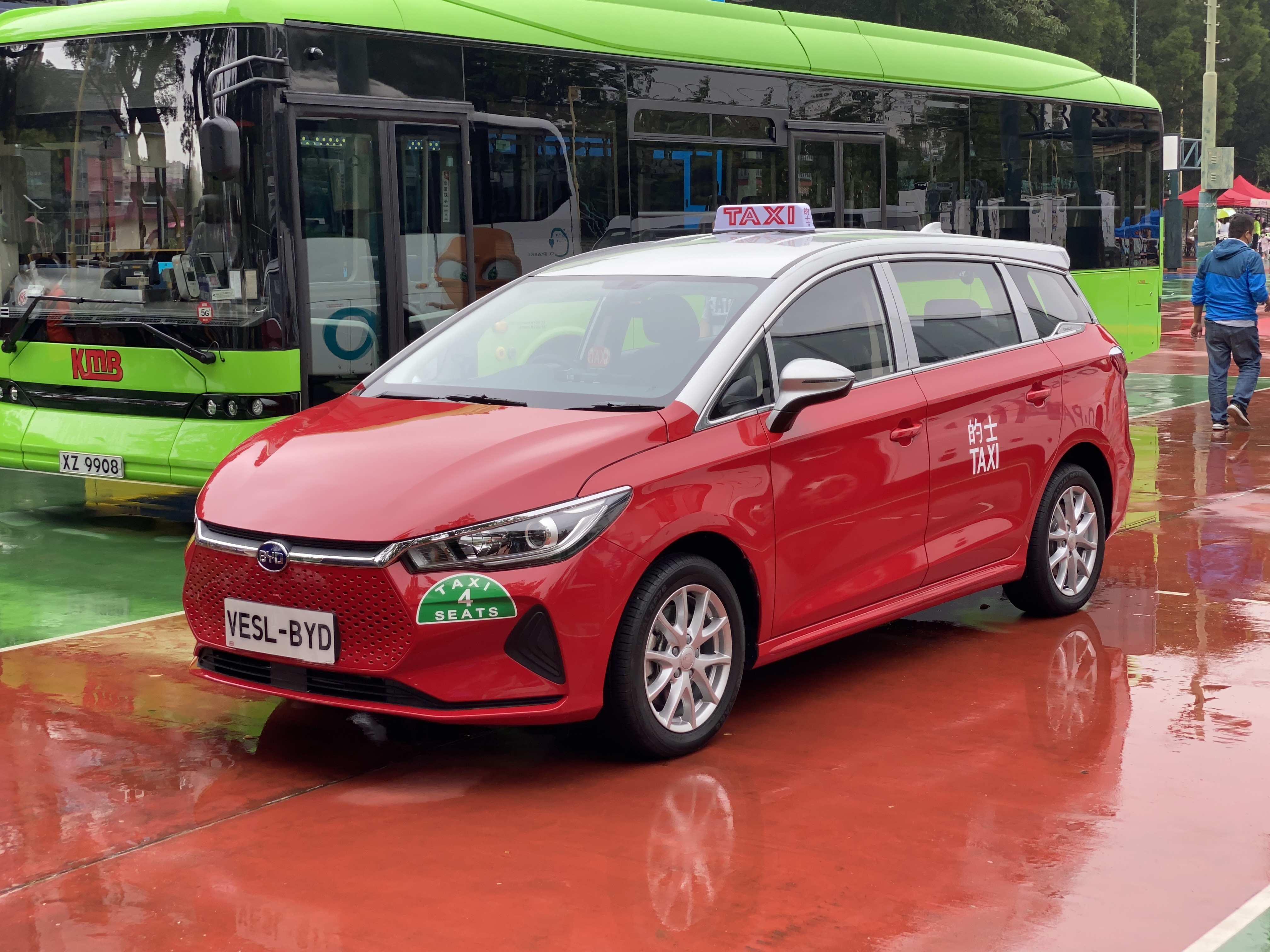
第二代比亞迪e6的士

2013年3月，比亞迪宣布於該年4月至12月在香港推出首批45輛比亞迪e6純電動的士，5座（4乘客連司機1人），兩小時可以充滿電力，行駛300公里，供予車主租賃或者購買，目標於2015年在香港大規模營運3,000部或以上，同時游說香港政府向車主提供更換車輛資助。眾的士車行對此反應熱烈，首批計劃投入使用的45部電動的士全部以半年期限合約租出，電動的士已經通過運輸署驗車程序，於同年5月15日正式投入服務。的士有5個座位，兩小時可充滿電，每次可行300公里。比亞迪表示，正在全香港停車場設立9座充電站，合共47台充電器。
2016年7月底，由於電動的士需長時間充電，收入大減兩成，未能完全適應本地經營模式，加上種種地理環境問題，因此所有電動的士退出本地營運。
直到2017年11月為止，仍有1輛比亞迪電動的士服役中。2021年，第二代比亞迪e6純電動的士進行測試，行李空間比第一代為大。2023年12月20日，香港無線電的士聯誼會與比亞迪私家車香港代理聯大汽車集團簽約，購買200輛第二代比亞迪e6電動的士，料於2024年3至4月逐步啟用。

### 福特

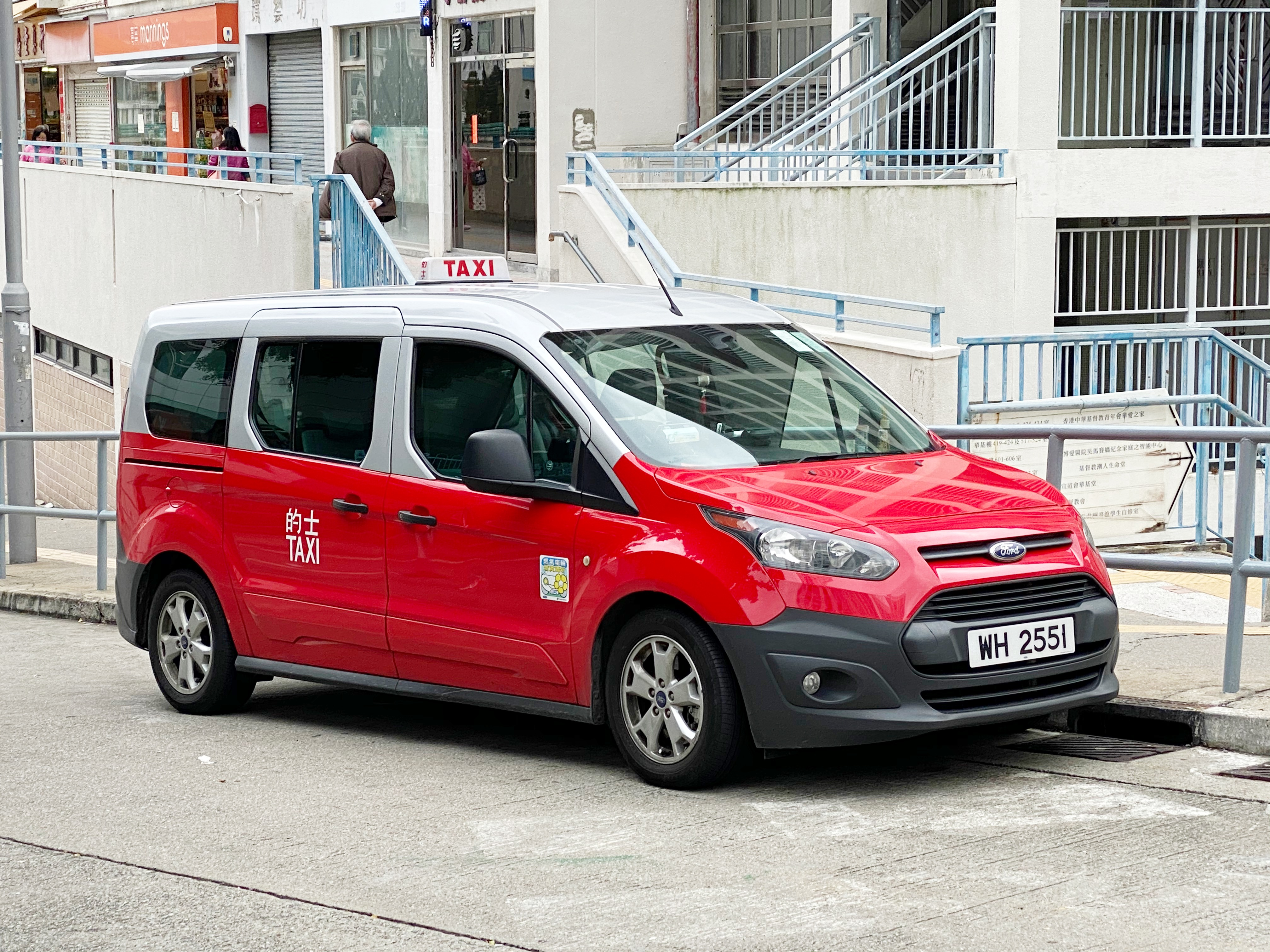
市區福特全順Connect Taxi

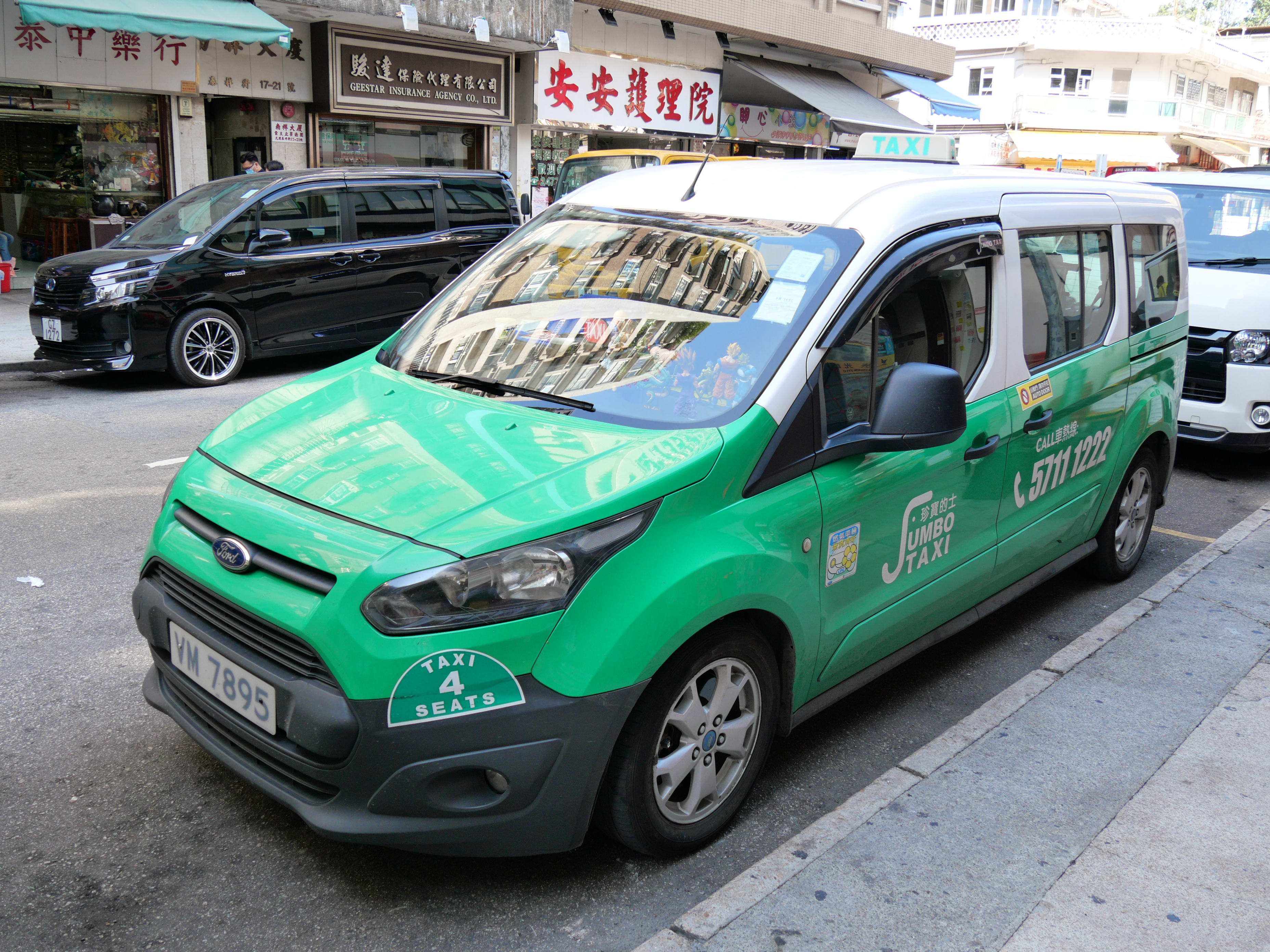
新界福特全順Connect Taxi

福特的士於2000年開始引進，首批型號為澳洲製福特Falcon的士於同年第3季投入服務，市區、新界及大嶼山均有採用，因該車是屬於旅行型，因此車身較長，並設有特大的行李存放空間，座位方面，以5座位為佈局，相對適合作為機場出入用途。引擎方面，是採用容積3900cc的環保石油氣引擎，馬力200匹。不過基於燃油價格及維修成本高昂等不利因素，於經營困難之情況下，導致該款的士不受用家歡迎，大約2003年開始被陸續淘汰掉，使福特Falcon的士於短短數年間銷聲匿迹，而全港最後一輛福特Falcon新界的士亦行駛到2008年9月中旬退役，標誌着福特Falcon的士全數正式駛進歷史。
直至2012年4月，福特汽車將香港的官方代理權授予英資汽車經銷商英之傑以重返香港市場。
2013年2月1日，福特汽車出口與發展部總監Hal Feder來到香港，向香港傳媒表示計劃於2014年開始向香港的士車主出售的士，車型名為福特全順Connect Taxi，無論款式、尺寸、內籠及環境保護等方面，均為香港市場度身訂做。福特全順Connect Taxi採用雙趟門設計，外形猶如七人車，車身比較市面的士大，後排距離前排比較闊，後排座位採用分割式的獨立座位設計，亦有比較市面的士大約3倍的運載貨物空間（達1,600公升容量），採用液化石油氣燃料系統，比較一般石油氣的士潔淨5至8成，入氣後可以行駛500公里。稍後將會與香港的士車行合作安排測試車輛，售價比較豐田所生產的香港的士稍貴3萬港元。
於2015年2月4日，福特汽車全順Connect Taxi正式推出，第一輛的士亦於年中出牌。

### 南京金龍
2016年，本地的士業為對抗手機叫車程式Uber帶來的衝擊，正積極在港開拓豪華的士市場，有見及此，一間的士車行正向內地商用車生產商南京金龍引入一款名為D11的12座電動客車，外型參照德國平治Sprinter的設計，有別於日產NV200及福特Transit Connect，它擁有特大的車身，車廂內籠比一般普通的士較寬敞舒適，更聲稱車尾可放置約6個28吋行李箱，此車動力可提供250公里的續航力，車頂還加裝太陽能板，以展示環保動力，來港後均採用5座位格式，座椅均設有按摩器供乘客使用，原定最快於2016年第二季投入服務，有約20-50輛營運，填補日產Cedric Y31停產後5座位的士的空缺。但由於代理商出現經營問題，所以就沒有了下文。

### 上汽大通
政府通過修例將的士乘客座位數目增至6個後，2024年有的士車行以平行進口方式把上汽大通MIFA 9純電動MPV運到香港並改裝成6座位的士，測試期間向新能源運輸基金申請引入多15部。
上汽大通香港代理新宇汽車亦宣布推出MIFA 7 6座位的士版，體積比MIFA 9稍為細小，以符合運輸署的士車隊牌照豪華的士要求。

## 類型
除現時香港街道最常見的四座及五座位的士外，為配合不同時代的乘客需要及習慣，香港亦存在或曾經存在不同規格及座位數目的的士。

### 旅行版的士
自香港開埠以來，的士普遍是一般以四門三廂式房車改裝而成，但曾經有一段時間推出過旅行車型之的士。
2000年，香港福特汽車代理引進了首批澳洲福特Falcon石油氣旅行版的士，賣點是有特大的行李存放空間，特別適合用作機場出入的用途。雖然車身較大，但車廂卻比較狹窄，加上引擎容量達到3900cc，石油氣消耗量比一般日製的士多達一倍有多，故即使有200匹馬力輸出，也未能得到用家的青睞。大約在2003年開始，這批旅行版的士開始逐漸消失於市面上，原因是這款車耗油量高，維修費用昂貴，從而加重了經營成本，再加上技術及安全性問題，亦因此試驗失敗，並且不能普及。由於在現時油價及維修成本高昂等不利因素，導致使用這款車經營困難的情況下，全港最後一輛福特Falcon石油氣旅行版的士在2008年9月10日起停止營運（退役前車牌號碼：EH1196，此車退役前多數在元朗區服務，亦是這款車唯一一輛新界的士），标志著旅行版的士從此在香港絕跡。

### 四座位的士

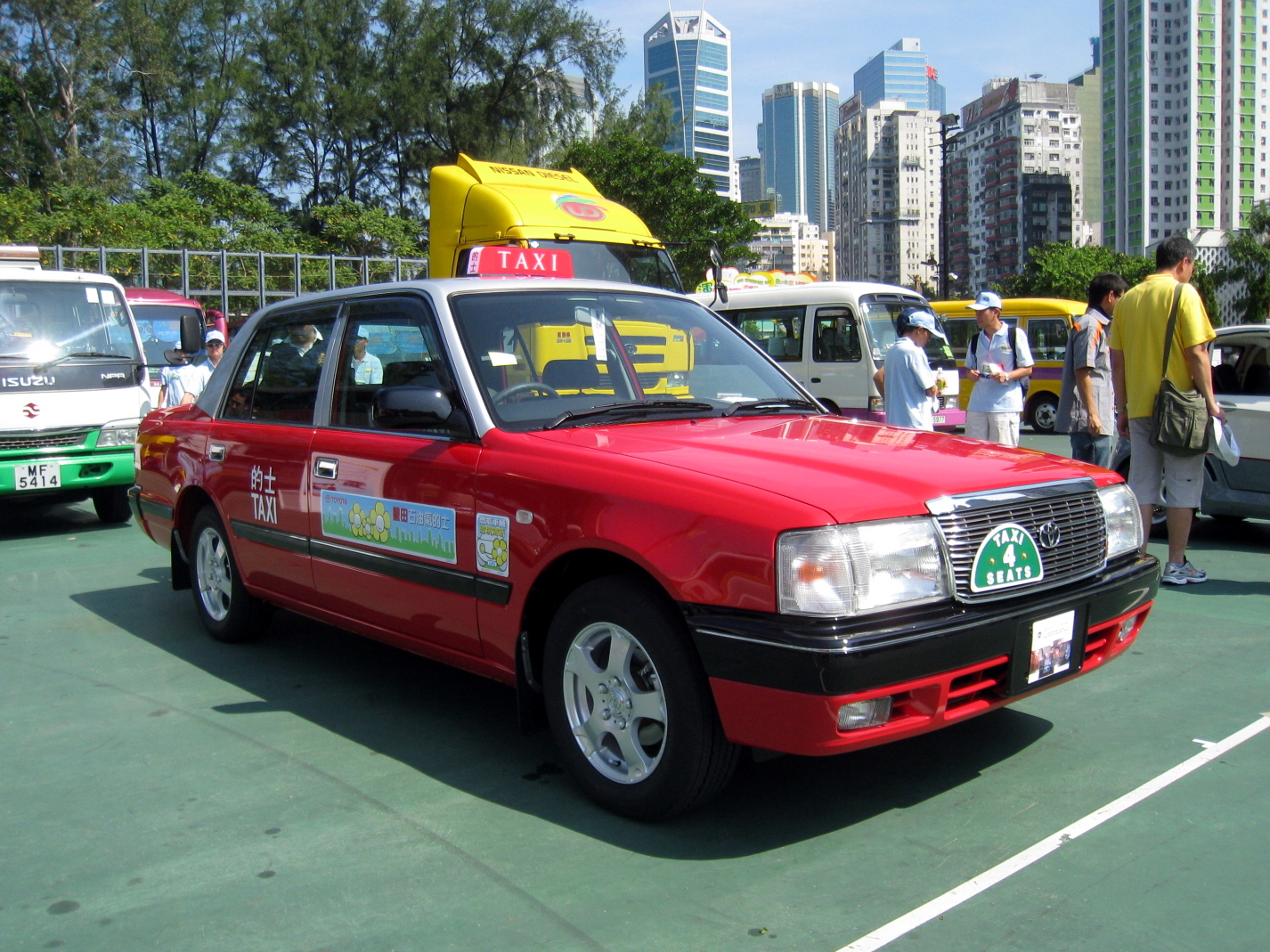
豐田汽車皇冠車行四座位的士

每一部的士在車頭與車尾同時設有一綠底白字的半圓形牌，上面寫上該的士的乘客上限數，以往香港的士普遍以5座位為主，但都有推出過4座位的士。
1984年，政府容許引進4座位的士，首款引進的為第4代三菱Lancer，配用1.8升引擎柴油引擎，前輪驅動，當時號稱是起動速度最快的車型。後來亦引入日產Sunny B12、日產Bluebird 910、日產Crew、豐田Corona CT141、大發Charade、五十鈴Gemini，也有一款豐田皇冠LS120系Deluxe版本（配地台波箱），另外亦有多款樣版的四座位的士，包括萬事得323、萬事得626、五十鈴Aska、福特Telstar，只是這幾款車試驗反應不太理想，最終只有少數行駛。4座位的士特色是車廂較小，最多只能乘載4人，但同時佔路面地方也較少，速度較快，節省燃油，較環保，相對適合只有1至2人時乘搭。可是，現實情況是4座位的士實用性低，市民付一樣的價錢而坐少1人，因此不受精打細算的香港人所接受。加上絕大部份的4座位的士均為前輪驅動車型（Corona及Bluebird例外），耐用性及維修方便程度不及傳統的後輪驅動車型。1990年代中期開始，4座位的士已漸漸被淘汰，至2000年代4座位的士已沒有出現於路面上。除此之外，政府推廣石油氣的士期間，以福特、日產及豐田為主的的士製造商均以5座位的士作標準，進一步使4座位的士消失於市面。據運輸署記錄，過去超過十年內均沒有4座位的士登記。不過，在2008年3月在香港代理日本豐田汽車的皇冠車行稱，因應符合歐盟最新的廢氣排放標準（使用新型歐盟環保五型引擎後，廢氣排放部分有所改動），在2008年8月起，新出的士由5座位改為4座位。但規格就與5座位的士一樣。2009年2月起，由代理香港九成以上石油氣的士的皇冠車行所進口的新型4座位的士正式出牌載客。此外，為方便市民辯認4座位的士，的士燈箱長度亦改為17吋，顏色亦有所改動，市區的士燈箱會以紅底白字顯示。新界方面，則以綠底白字顯示。至於大嶼山方面，則以藍底白字顯示。但是後來出現了幾種不同款式的燈箱，現時以白底及空心字體佔最多。
到目前為止，除皇冠Comfort之外，亦出現數款不同型號的4座位的士，包括數目正在增加的豐田Comfort Hybrid，以及少量的豐田Prius，比亞迪e6，日產NV200和福特 Transit Connect。豐田Prius因成本高而遭棄用。隨著2008年前出廠的5座位皇冠Comfort陸續退役，4座位的士在香港的佔有率於2017年首次超越5座位的士。

### 環保的士

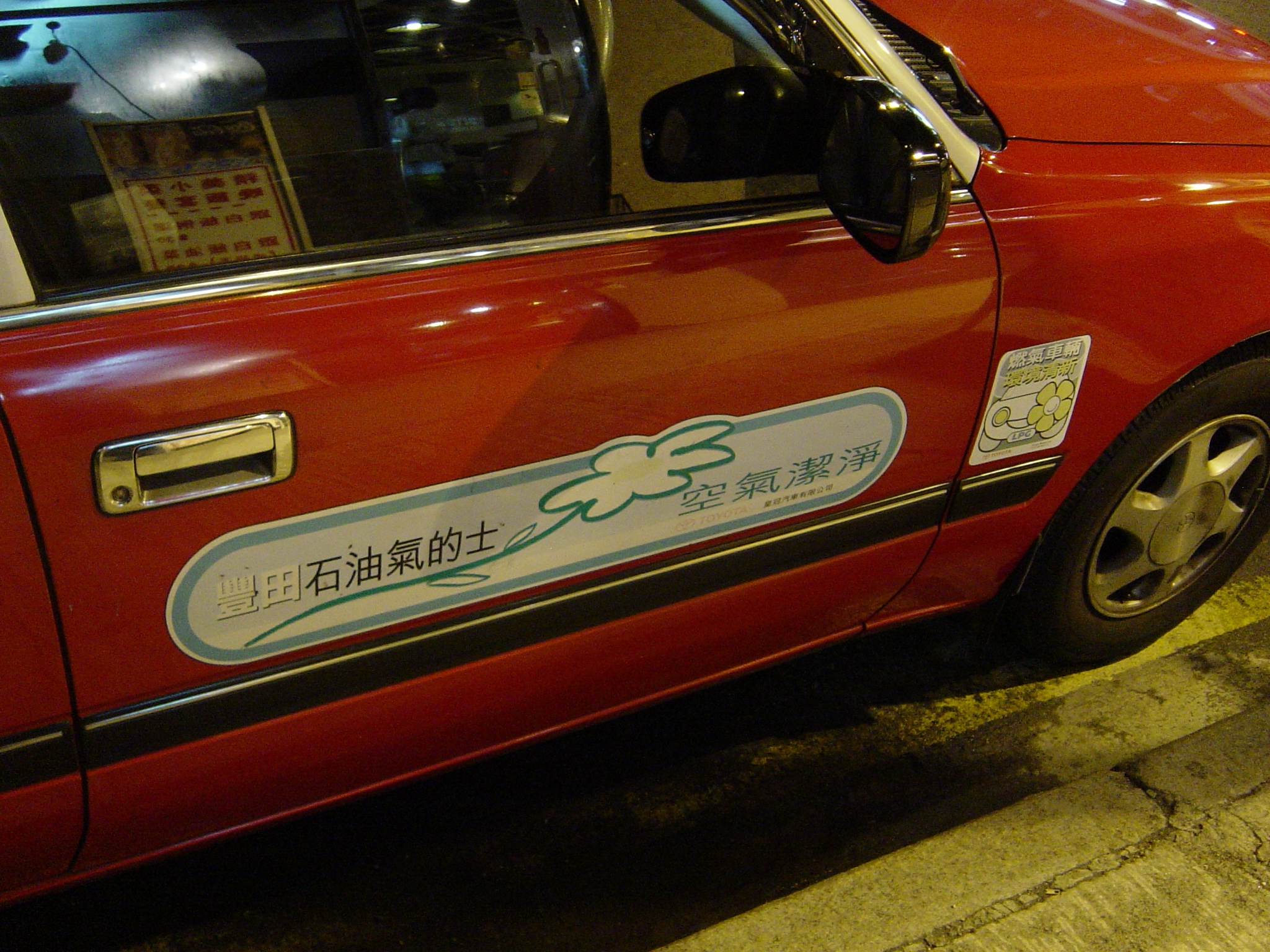
石油氣的士的標示貼紙

1990年代，香港空氣污染問題日益嚴重，政府於是在路面交通方面著手推行一系列措施，而環保的士便是其中一項。由於當時的柴油車並不先進，經常排放黑煙及有毒物質，政府於是採取以其他較少污染之的士取代柴油的士。1997年，香港豐田代理皇冠汽車及日產代理合誠汽車分別引入共15輛石油氣的士作樣版來港（豐田和日產各佔15部），即共30輛，其中10輛日產是1994年在日本曾落地行走的二手車，目的是用作試驗已用了數年的石油氣的士的用途；而另外的5輛全新車則有跟車身同色的泵把及新款的鬼面罩及尾燈，當時石油氣的士引擎為1,998cc，馬力分別有79匹及85匹。及至1999年，石油氣的士試驗成功，並全面逐步取代所有柴油推動之的士。政府後又發放一次性資助金來鼓勵的士車主將旗下的柴油的士全部更換成石油氣的士。至此，香港進口柴油的士和柴油的士的登記數字減至相當低的水平。由2001年8月1日起，法例規定柴油的士不得進口香港，但並沒有禁止柴油的士在香港行走，所以舊有的柴油的士則可以繼續使用。2002年7月，行政長官董建華曾稱，自引進石油氣的士和超低硫柴油後，有關的空氣質素超標次數，較以往2年少45%，排放黑煙的汽車亦減少約一半。據2004年12月的統計，香港共有18,100輛已登記石油氣的士，已達的士總數的99%，此外在各區有上50個石油氣加氣站在經營。政府在推廣石油氣的士時以「噪音低和污染少」仍賣點，卻曾遇到不少打擊，如有司機誤以為石油氣的士較容易發生爆炸；早期石油氣的士的加汽站收費昂貴，站點又不足；從柴油車換成石油氣車的費用高昂；石油氣車起動較慢等。然而，隨著政府的強制推行和一段適應期，現時有關問題已大為改善。政府亦曾考慮過以天然氣或電力作的士之環保能源，可是由於能源費和換車的費用不菲，因此未有全力推行。2012年底，皇冠汽車引入混燃的豐田Prius的士，並於2013年2月開始投入服務。隨著政府推出強制更換商業用柴油車輛計劃，全港碩果僅存的金禧皇冠柴油的士（車牌：GL2649，1995年出廠）終於2014年6月因運輸署廢氣排放測試未能通過而退役。根據運輸署統計數字，截至2016年1月，全港尚有一部金豐柴油的士登記，為新界的士（車牌：GT5043）。

### 七人車款五座位的士

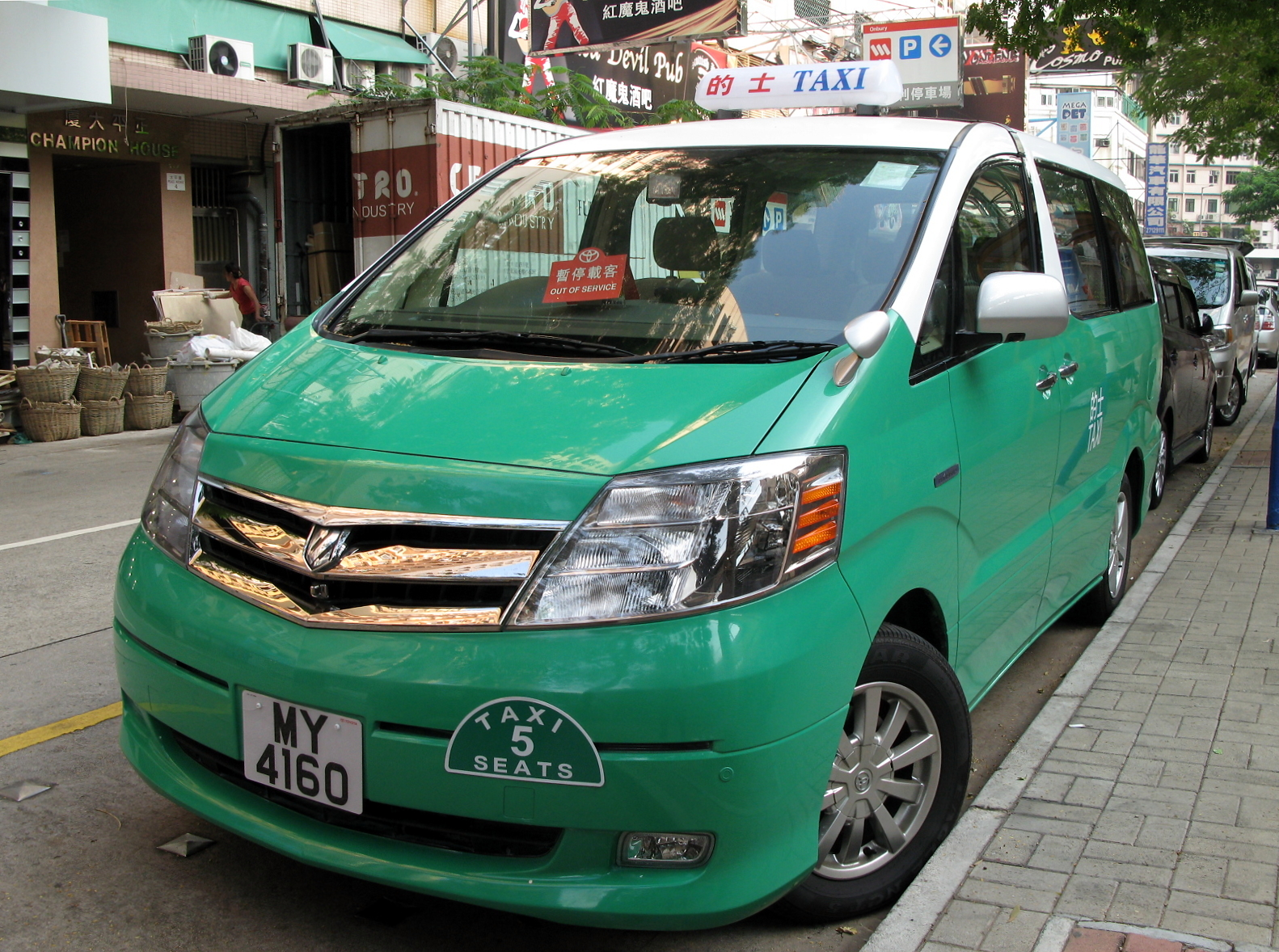
混燃款新界的士Toyota Alphard Hybrid

2007年6月開始，由七人車款改裝而成，使用混能的豐田Alphard五座位的士誕生。由於燃費較高，根據2007年8月的香港電油價格，市區行走每公里燃費約需港幣1元正，高速公路行走約需港幣5角至6角，故此，此款車在營運時期只以電召形式提供服務。車費跟一般新界的士相同。可是，基於現時燃油油價高昂及此款車營運成本過高，在嚴重虧損的經營環境下，全港兩架豐田Alphard的士（車牌：MW4329、MY4160）在2008年年中退出營運。

### 多功能的士
隨著香港人口老化情況嚴重，一間車行決定大舉引入能夠容納輪椅出入的無障礙的士──星群的士，型號為日產NV200，以傷健人士、旅客及商務人士為主要對象，首批20輛於2015年2月10日投入服務，至同年5月增加至50輛，至同年年底增加至200輛；視乎市場反應，良好的話將會增加至700輛。每輛星群的士最多可以接載4人，當中包括一個輪椅座位。除了方便輪椅出入，星群的士附送WiFi及USB充電服務，而且最多可以容納大小行李各4件，即合共8件。車資與普通的士一樣，預約則需要額外支付60港元。星群的士為香港首批同時使用石油氣及汽油行駛的混能環境保稟的士，為了減少碳排放量，的士啟動時會使用電油，然後自行切換至石油氣行駛。每輛成本約30萬港元，比較普通的士貴約10萬港元。

## 附加服務

### I-TAXI創新的士資訊系統
隨着的士服務不斷提升，2008年的士業界引進I-TAXI創新的士資訊系统，及獲得運輸署批准，並且獲得逾10個的士團體及的士車行認同及全力推出市場，目前部分的士安裝了I-TAXI創新的士資訊系统，乘客現時可在的士車廂內看到免費資訊。

### 八達通繳付的士車費
2011年7月18日，八達通卡有限公司與動力媒體有限公司宣布在動力媒體旗下其中300部的士引進八達通繳付車費服務，乘客可以八達通繳付車費。

## 與Uber香港合作
Uber香港於2019年2月29日公佈，將在3月5日正式於香港推出「Uber Flash」平台，可為乘客配對UberX及的士，合作夥伴為天誠車行，但最後計劃告吹

## 經營模式及牌照

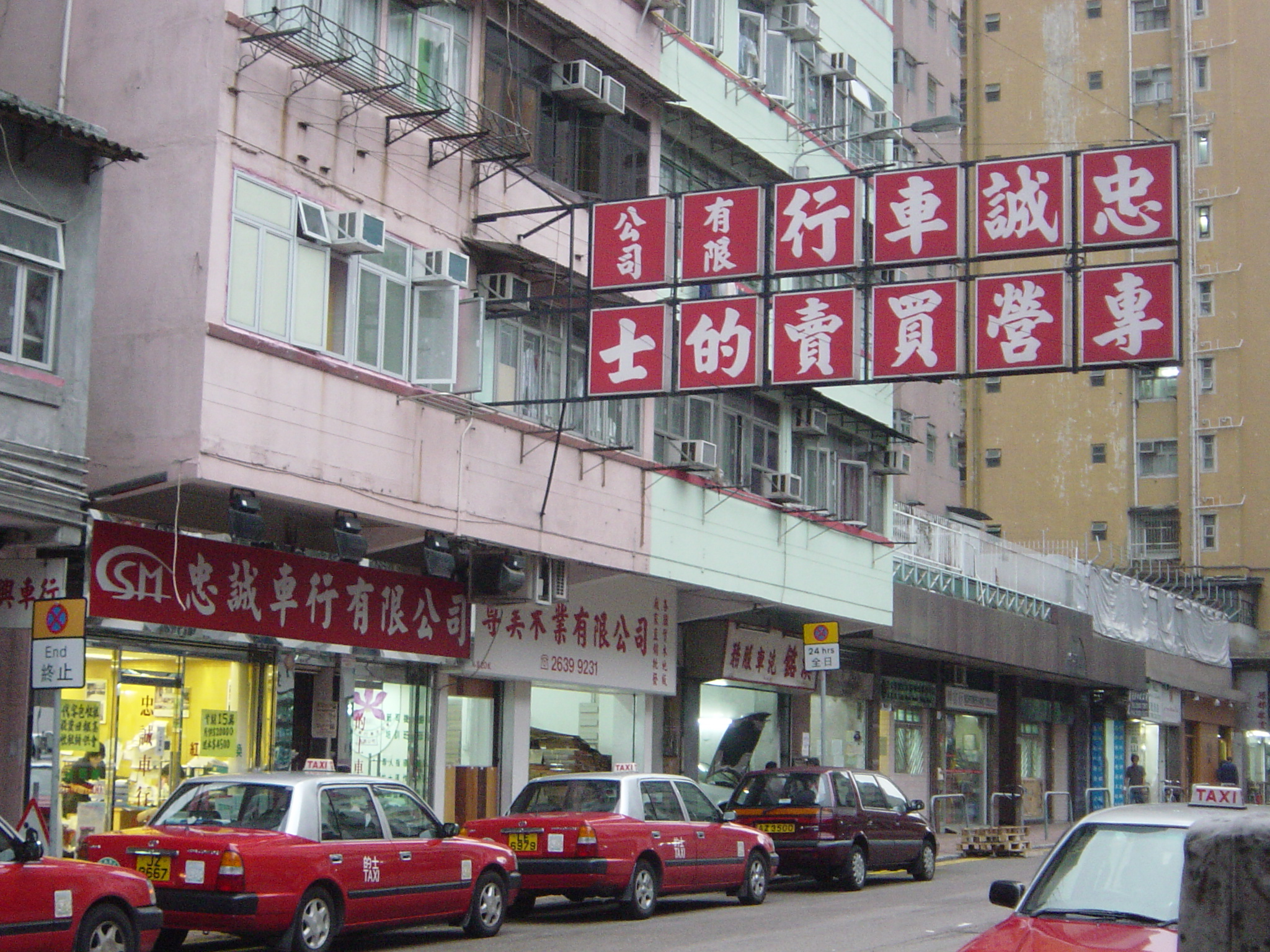
的士車行

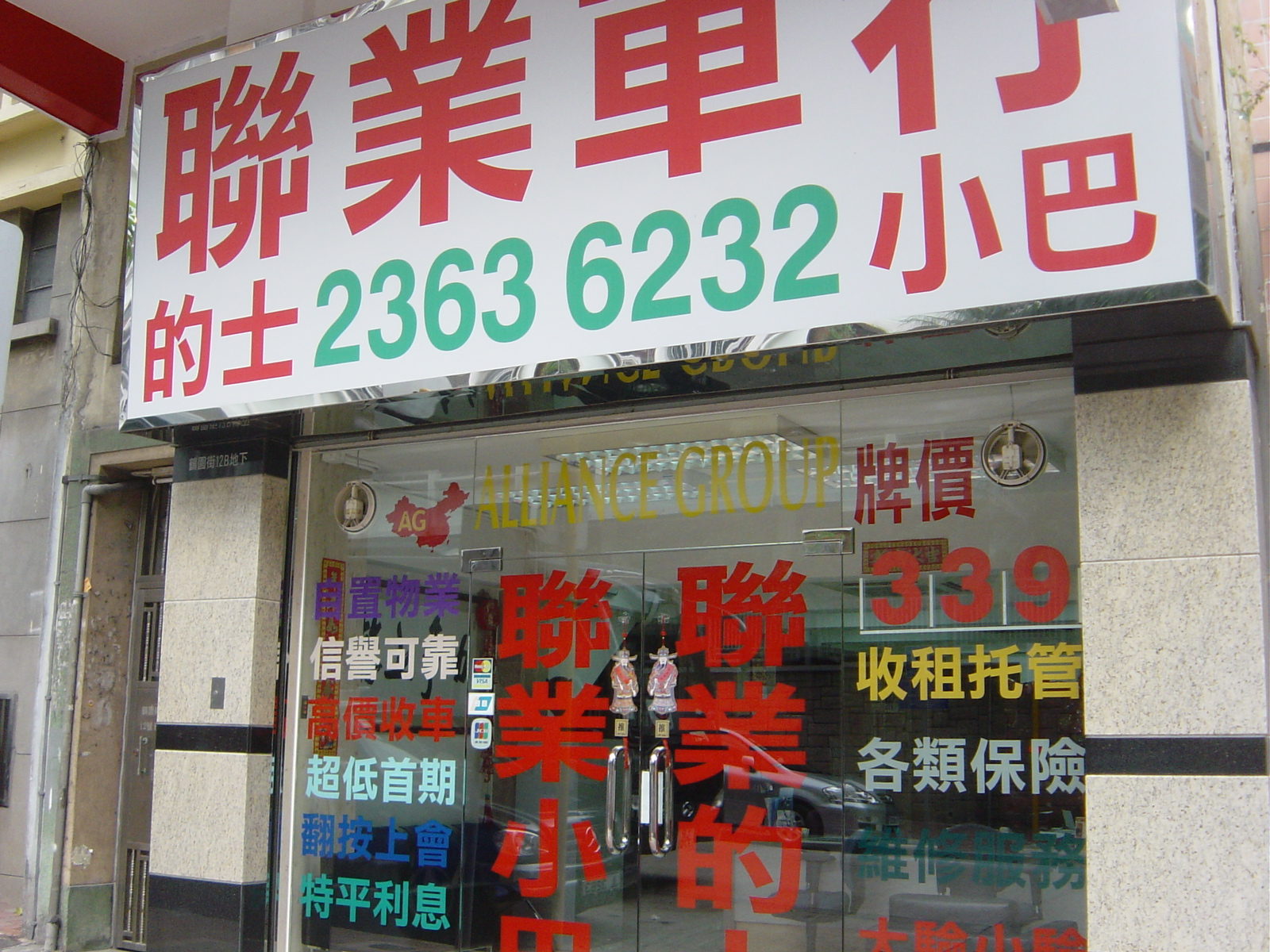
的士車行

大部分的士是獨立個人擁有及經營，但亦有一些的士是由的士公司（的士車行）擁有，由司機自行租用或僱用司機營運。每輛的士配一牌照，惟1986年起，香港政府已停發新的士牌照以控制的士數量，從而減少交通擠塞及路面的空氣污染情況，故只能在自由市場/透過車行買賣牌照或是在舊有的士取消登記時參與公開競標。因此在供不應求下，造成牌價高企，市區的士牌照最高於2015年逾700萬港元，比香港不少住宅單位價格更昂貴。故此，買賣的士牌照亦成為一種投資，主因是的士牌照具永久性質，且對比於買賣物業，的士牌照不會因隨著時間如樓齡而影響價值。
的士牌照的轉讓手續並不繁複，一天內便可辦理轉名文件手續及交易，更與物業買賣一樣可進行按揭，因而也與利率走勢的變化緊扣。近年來，更有不少中國內地公司看中的士牌照的投資潛力而進行炒賣活動。各種因素促使的士牌照價格年年遞升，屢創新高，同時造成不少司機只能租車營業，而不能成為持牌車主。
但2015年後因無牌網約車湧現，的士牌價值急速蒸發，至2025年中，市區牌價值不足200萬港元。

## 已被擱置的專營的士計劃
香港特區政府於2019年5月向立法會提交《專營的士服務條例草案》，目的是引進專營的士服務，以回應社會上對服務質素較佳和具備「網約」特色的個人化點對點公共交通服務的訴求。
法案委員會在同年11月舉行第一次會議，並在2020年1月舉行了第一次公聽會，聆聽公眾及業界對條例草案的意見。在該兩次會議上，委員和出席公聽會人士的意見相當紛紜，有意見認為引進專營的士可以促進競爭，但亦有不少人擔心在經濟低迷的情況下，增設專營的士會進一步加劇業界面對的經營困難。
考慮到當前的經濟情況和早前法案委員會的意見，政府認為當時並非引進專營的士的合適時機。因此，運輸及房屋局局長陳帆於2020年11月12日在立法會會議上根據立法會《議事規則》第64（2）條，宣布撤回《專營的士服務條例草案》。
政府表示會因應社會意見和相關情況，檢視有關專營的士的建議和未來路向。與此同時，政府會繼續與的士業界保持緊密溝通和合作，攜手提升的士服務質素。

## 安全

### 交通安全
根據政府統計數字，香港的士於2004年至2016年交通意外宗數為：
| 年份   | 宗數  |
| ------ | ----- |
| 2004年 | 3,457 |
| 2005年 | 3,752 |
| 2006年 | 3,744 |
| 2007年 | 4,004 |
| 2008年 | 3,926 |
| 2009年 | 3,926 |
| 2010年 | 3,801 |
| 2011年 | 4,053 |
| 2012年 | 4,259 |
| 2013年 | 4,395 |
| 2014年 | 4,211 |
| 2015年 | 4,332 |
| 2016年 | 4,493 |

### 司機安全
香港的士車廂內普遍無設置前後座之間的透明間隔板或者防護網，直至1995年9月元朗區一名新界的士司機被劫殺後，香港政府曾經試驗在部分新界的士前排座位上加裝防護網，以保障司機安全，惟乘客普遍認為這樣有如坐囚車，乘坐感受極差，司機也反映很多市民都避搭這種的士，繼而影響收入，最終沒有廣泛採用。至2009年5月，運輸署批淮可選擇於前後座之間裝設透明隔板，減少的士司機遇劫的機會。

### 乘客安全
鑑於私家車和的士的交通意外頻生，香港政府於是於1983年10月1日起立法規定，硬性強制私家車司機旁前座位置必須扣帶安全帶，條例於1989年7月1日擴展至小巴及的士。至2001年1月1日，條例擴展至的士後座乘客。
香港的士司機普遍都不歡迎乘客在車內飲食和吸菸，一如香港其他公共交通工具。

## 的士業機構及計劃
- 優質的士服務研討會[172]
- 香港的士服務標準計劃

## 工會及相關的士團體
- 香港的士業議會[214]
- 香港的士小巴商總會[215]
- 港九電召的士車主聯會
- 香港的士小巴商總會
- 西北區的士司機從業員總會

## 爭議
自2010年代起，香港的士的服務經常為人詬病。 爭議包括濫收車資、拒載、服務態度欠佳、危險駕駛等等。香港的士以個體戶的模式經營，亦是電子支付未能在的士上普及的主因，導致香港的士業相比起周邊地區落後。

## 圖片集

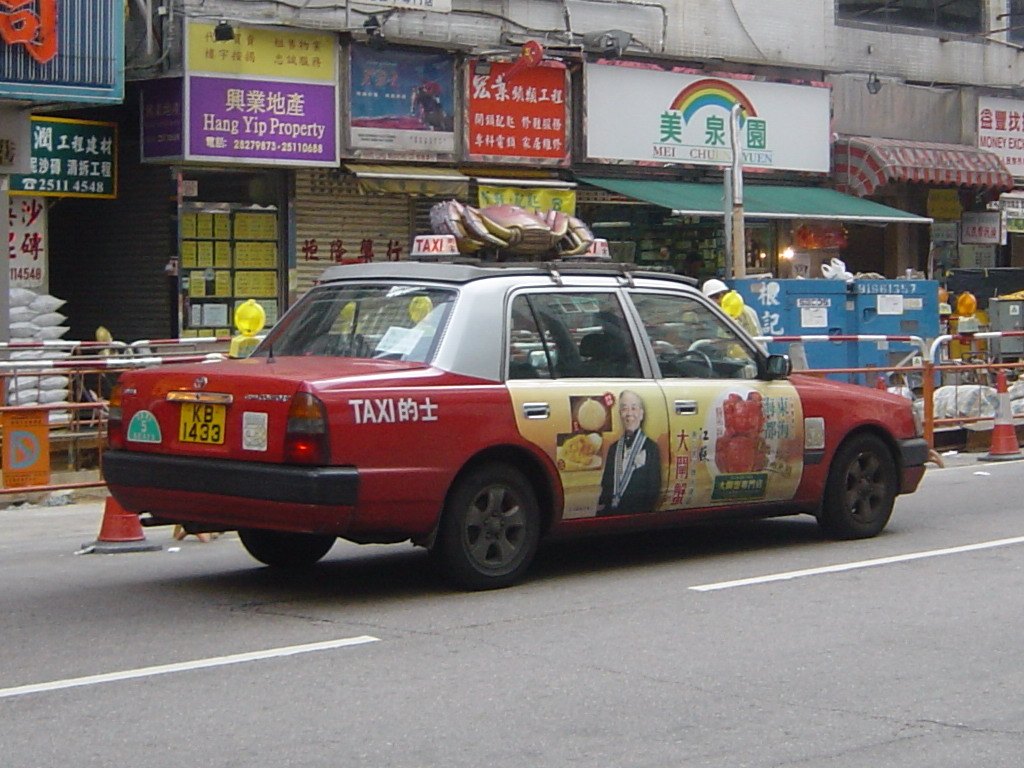
的士車身廣告
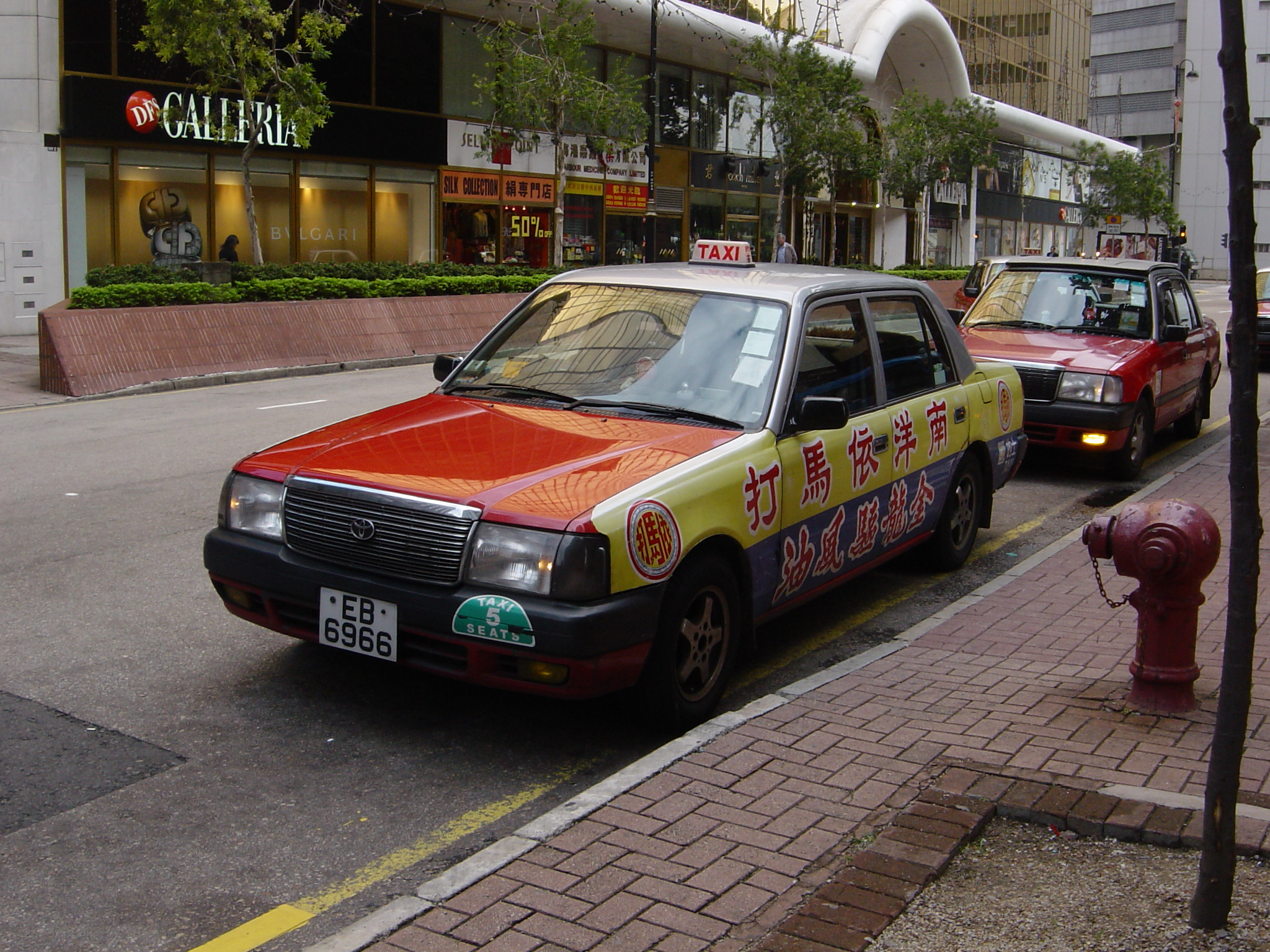
的士車身廣告
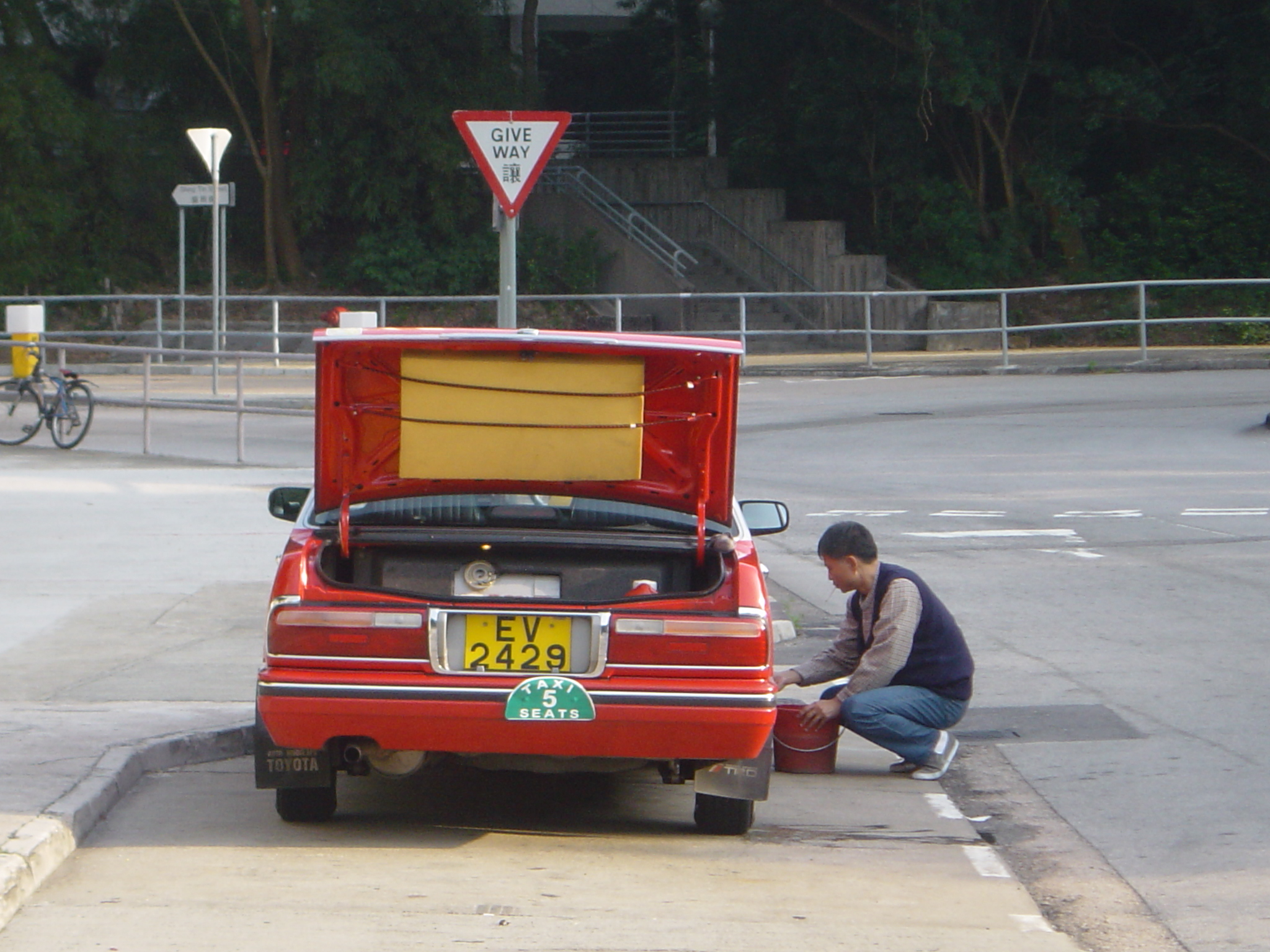
一輛清潔中的香港的士
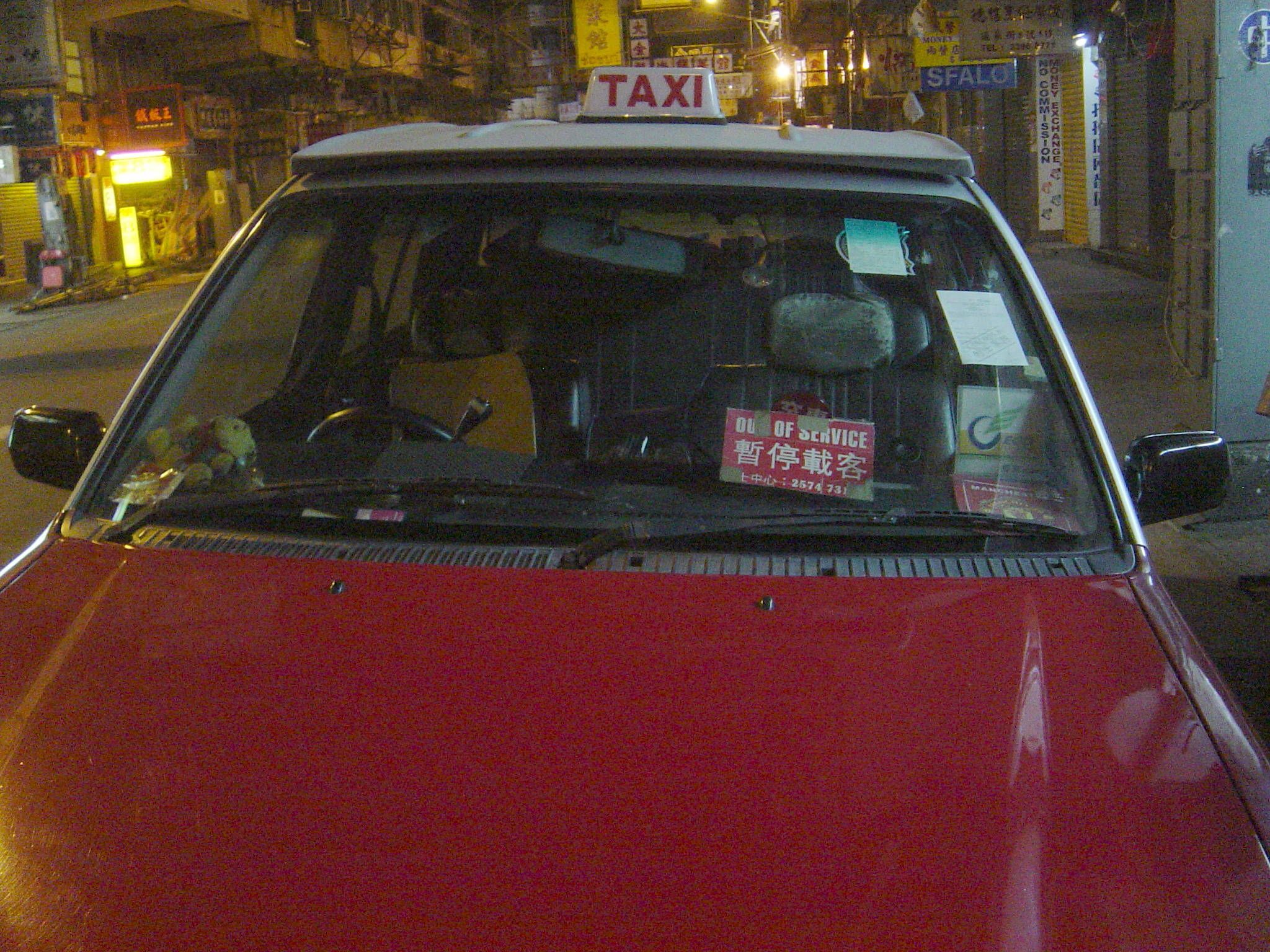
一輛暫停載客的香港的士
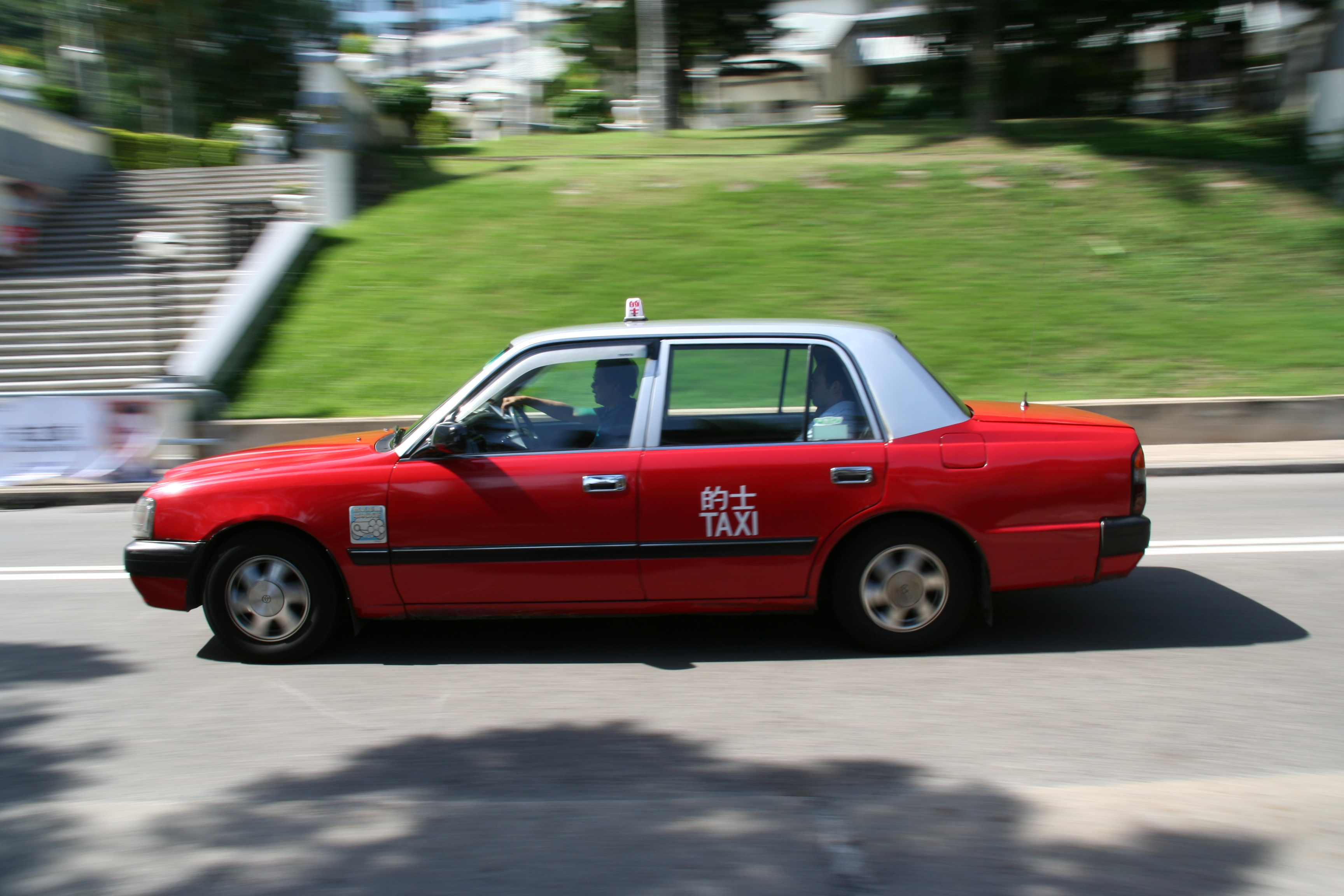
一輛行駛中的香港的士
一輛等候乘客的市區的士
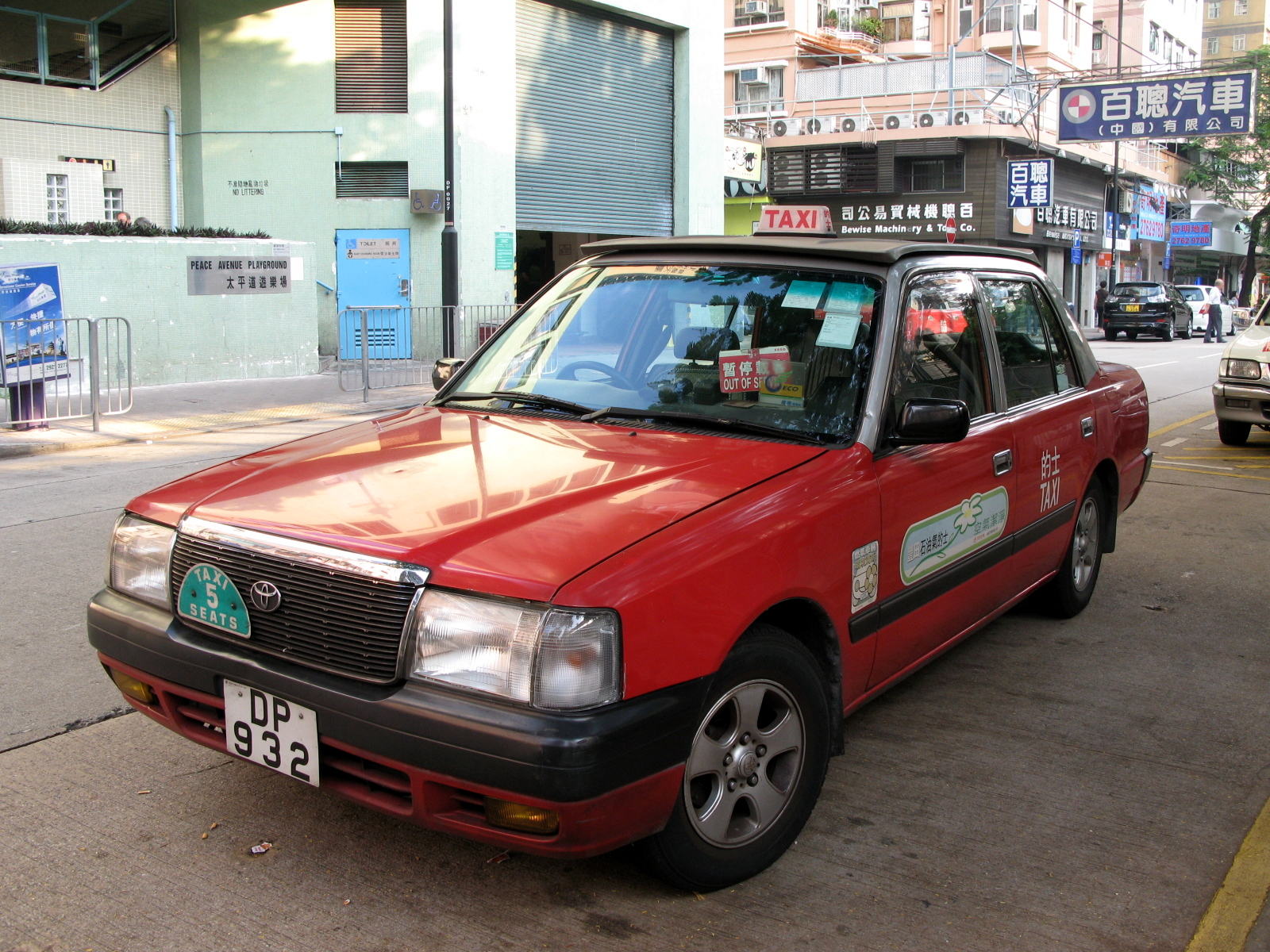
一輛暫停載客的市區的士
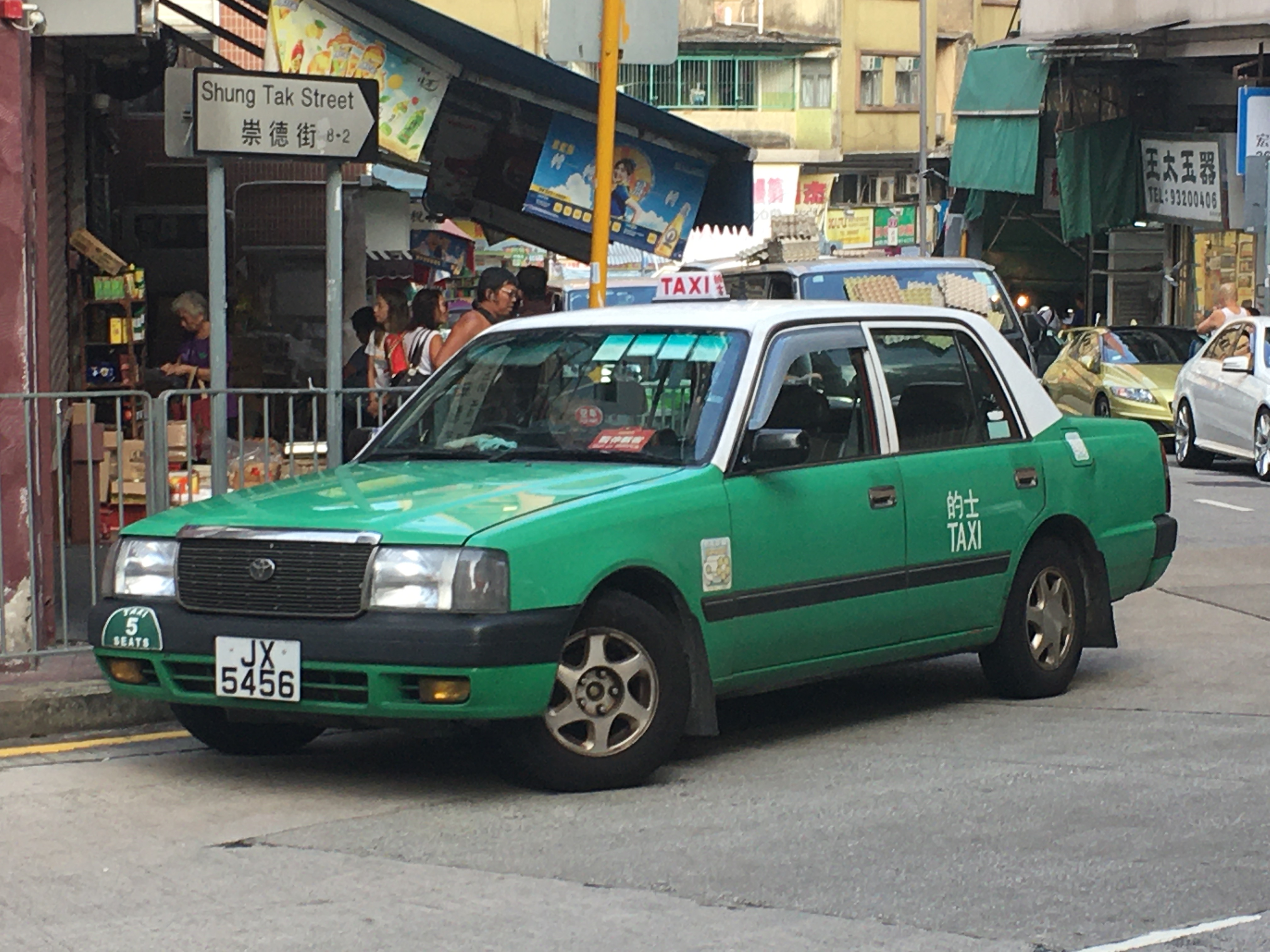
一輛暫停載客的新界的士
一輛暫停載客的大嶼山的士
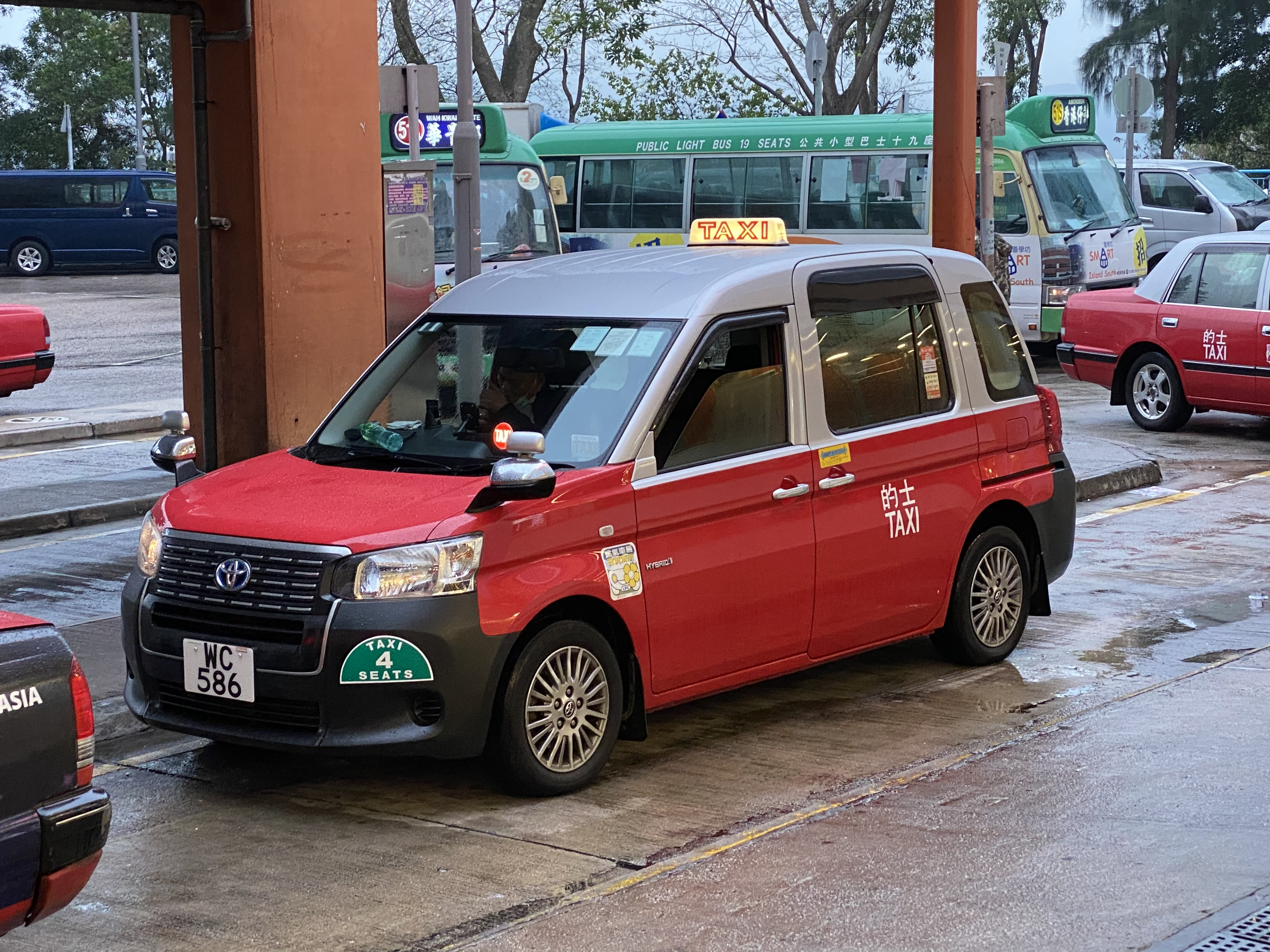
一輛等候乘客的市區的士
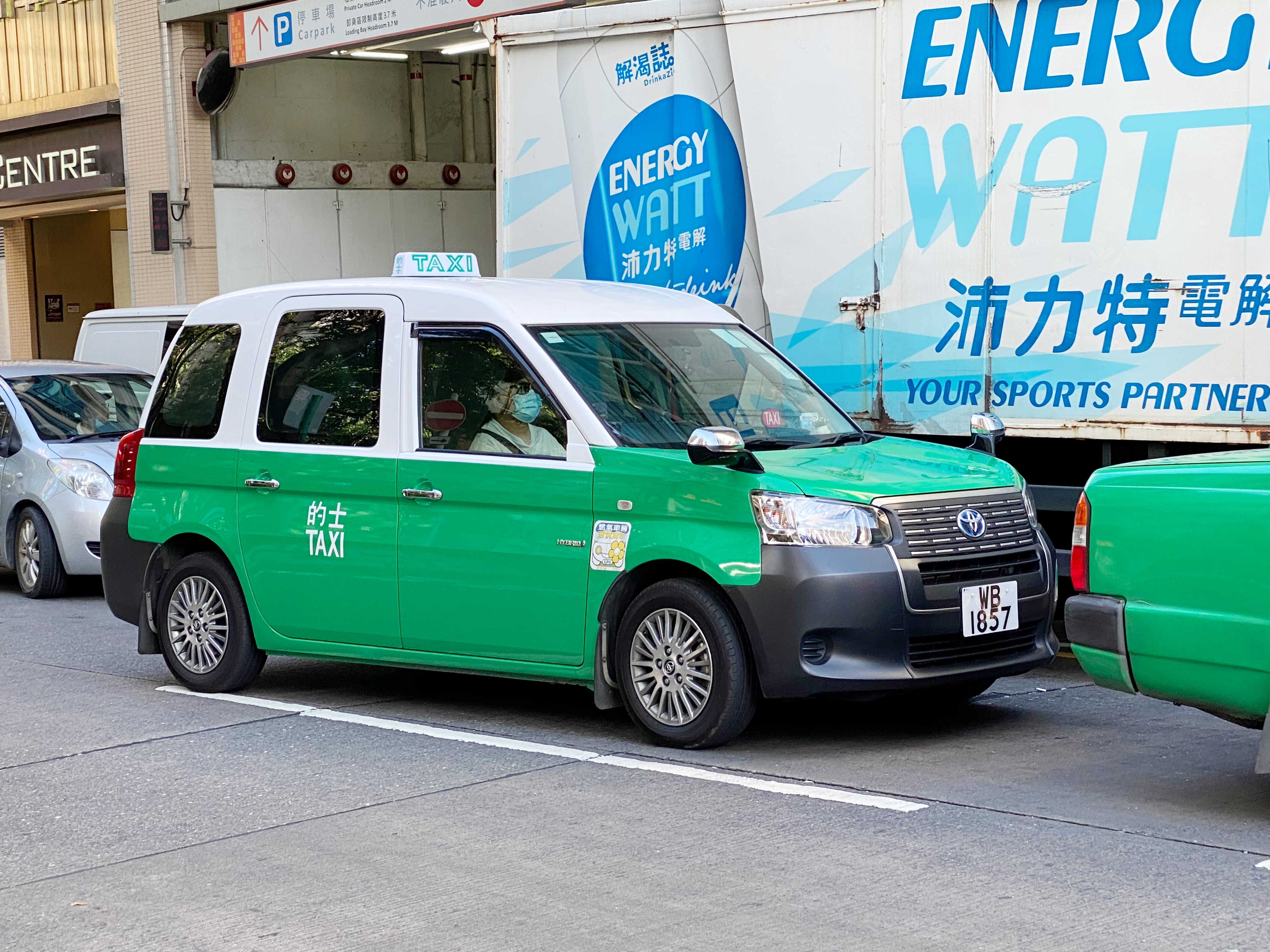
一輛等候乘客的新界的士
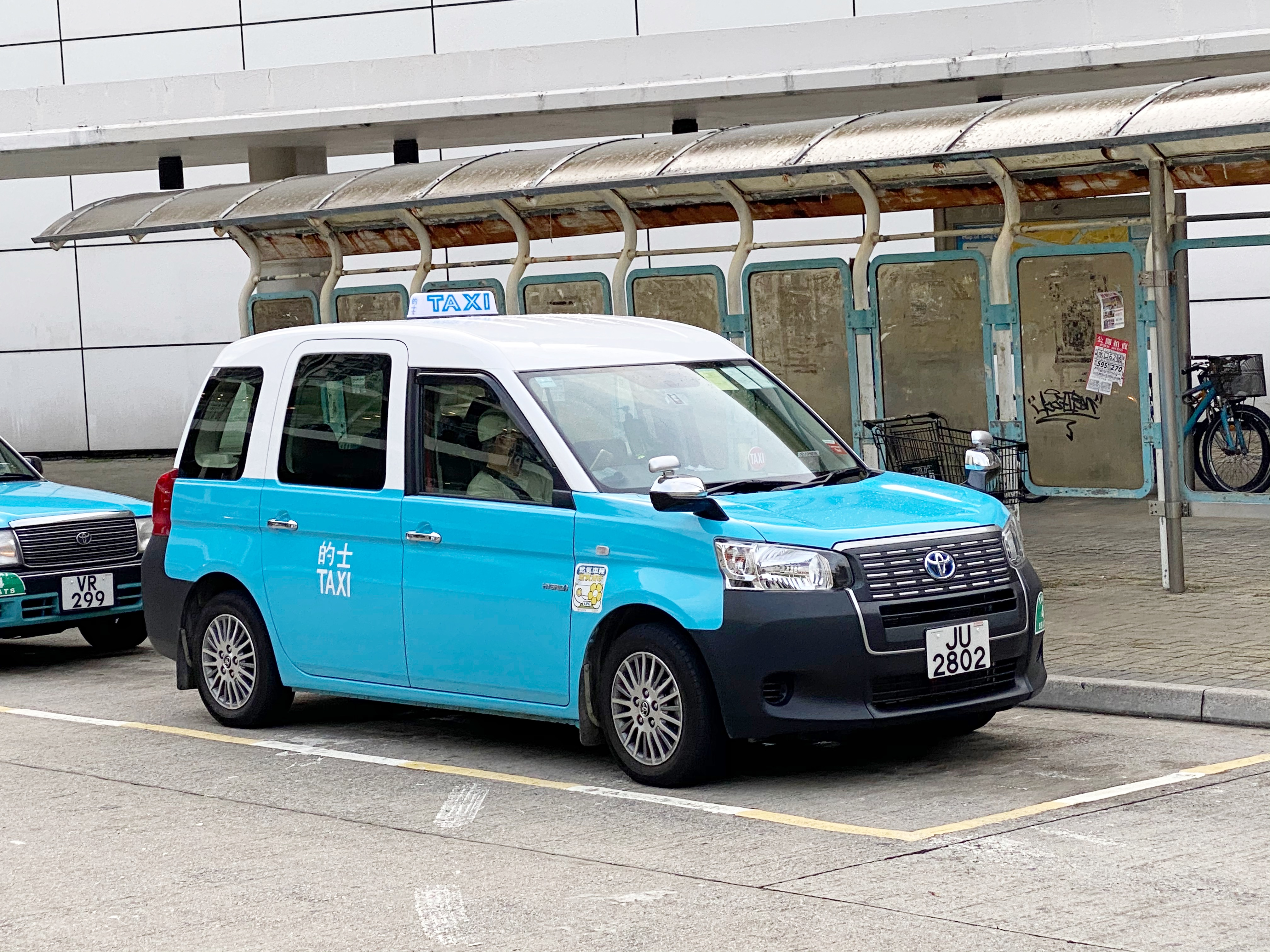
一輛等候乘客的大嶼山的士
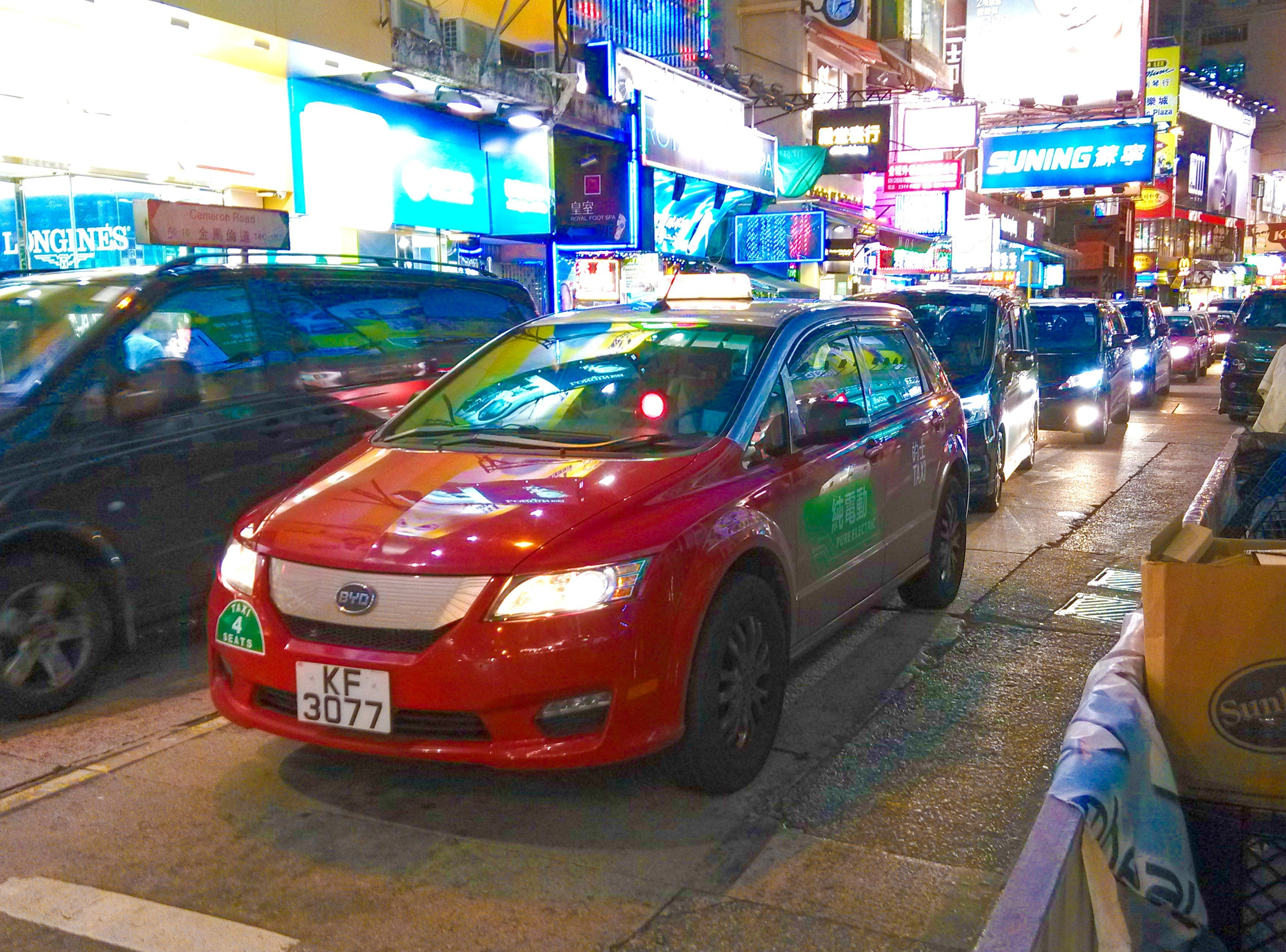
電動的士

## 外部連結
- 運輸署—的士 （页面存档备份，存于）
- 香港的士牌價近年走勢圖表
- 「金邊的士」盛極一時 （页面存档备份，存于）
- 香港法例第374A章第42條：的士計程表的構造 （页面存档备份，存于）
- 的士車行車主協會：的士從業員守則
- 優質的士服務督導委員會 （页面存档备份，存于）